# Fotografie z Jokohamy
Fotografie z Jokohamy také známé jako sbírka Herberta Geddese nebo Life in Japan, ca. 1910 (Život v Japonsku) je sbírka fotografických skleněných desek shromážděných Kanaďanem Herbertem Geddesem na začátku 20. století. Sbírka je uložena na University of Victoria.

## Herbert Geddes
Herbert Geddes (1877–1970) pracoval pro G. R. Gregg and Company ve Vancouveru a Winnipegu. Byl poslán společností do Japonska a žil v Jokohamě deset let, od roku 1908 do roku 1918. Do poloviny 50. let pracoval ve firmě jako manažer.

## Sbírka
Skleněné desky zobrazující život v Japonsku byly prodávány cizincům v letech 1868 až 1912. Desky v Geddesově sbírce zahrnují „scenérie, pouliční scény, dělníky, zemědělství, rybolov, výrobu hedvábí, řezbáře, kovodělníky, hrnčíře a umělce“. Skleněné desky byly ručně kolorovány. Jak poznamenala Clémence Leleu pro PEN online: „Byla to velmi oblíbená praxe, která v konkrétním případě fotografií na skleněné desky umožnila přidat objektu hloubku a proměnlivé obrysy pomocí průhlednosti a změn jasu."

## Galerie

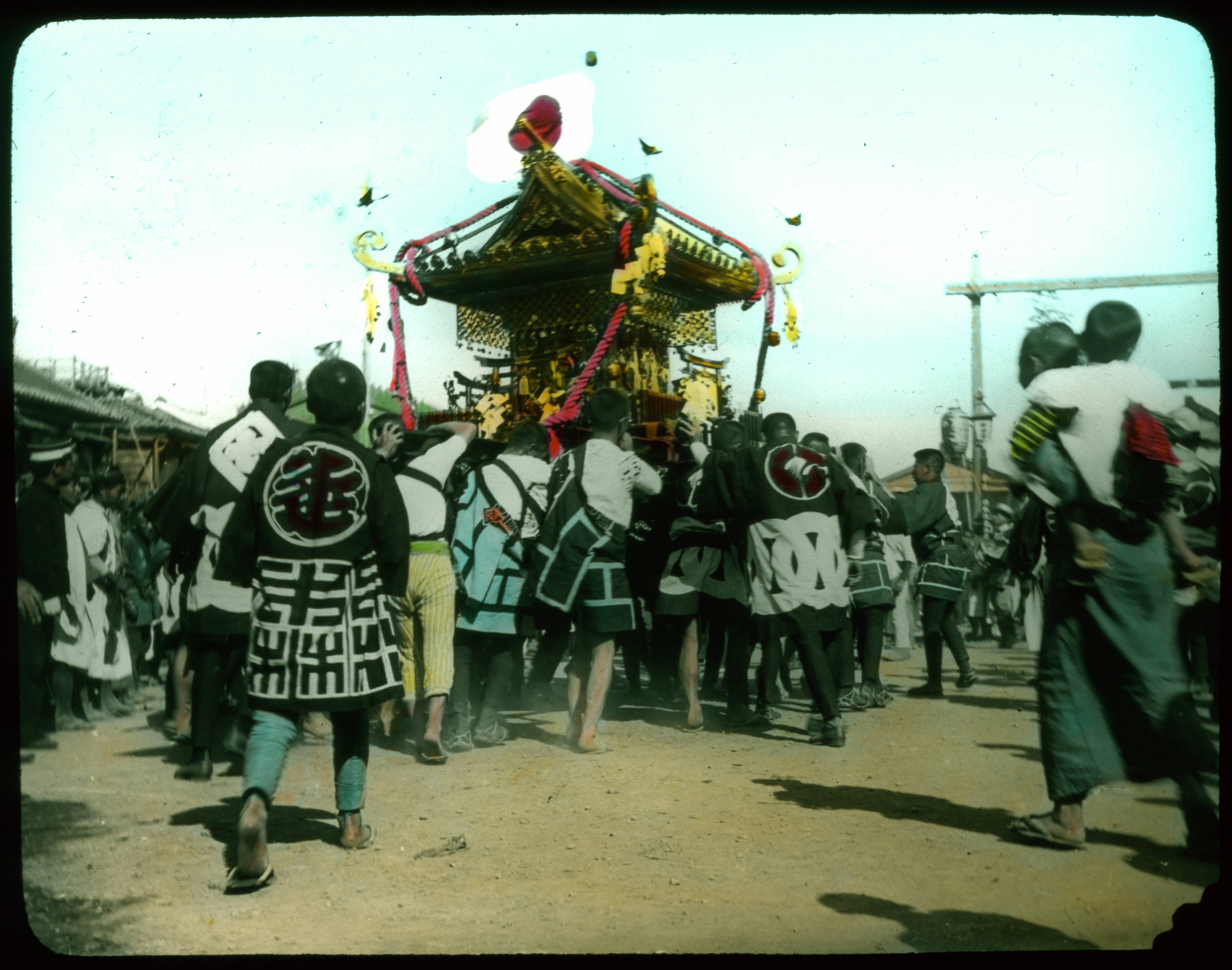
Průvod Daši
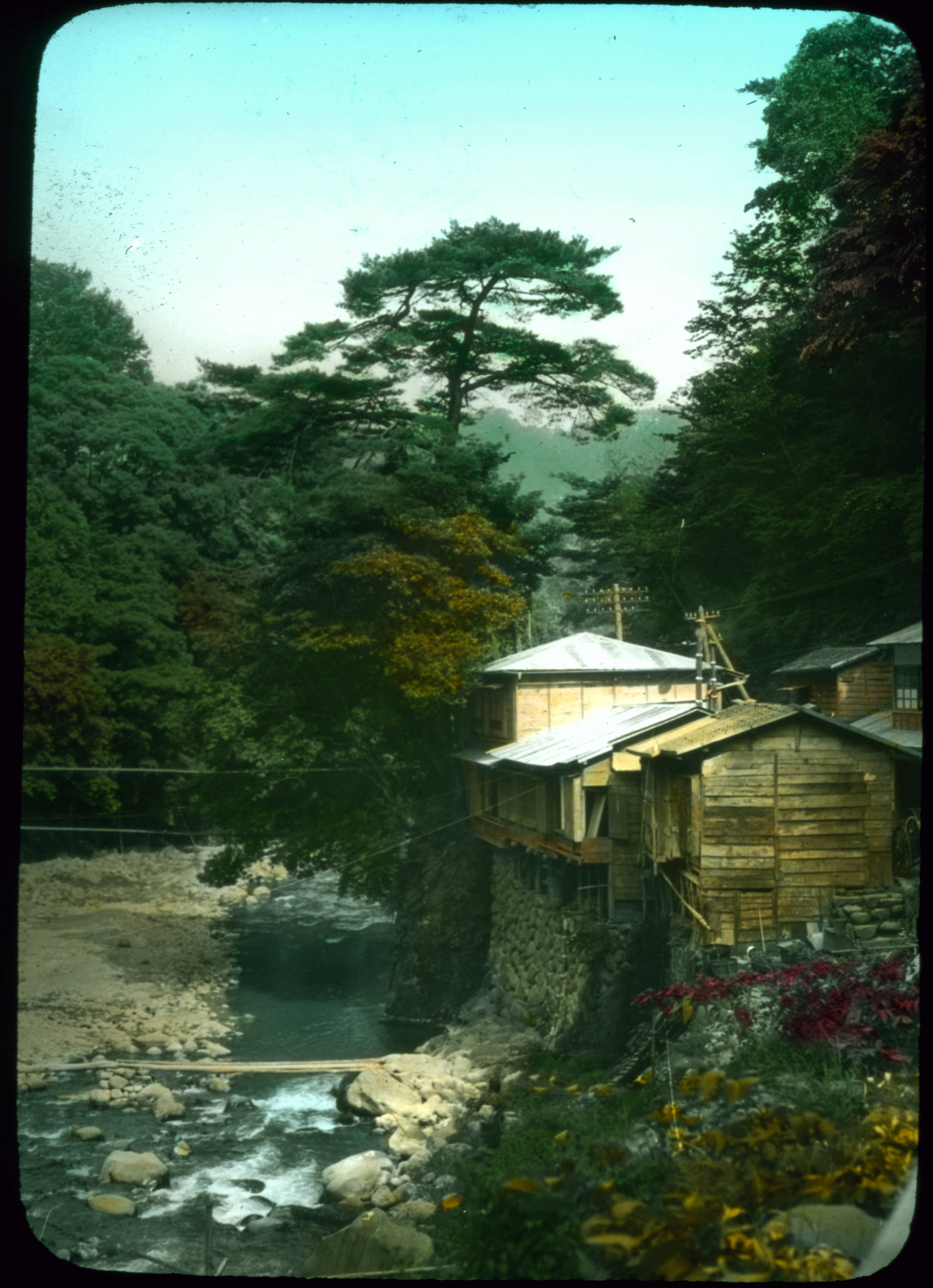
Budovy postavené na kamenném břehu řeky se stromy v pozadí
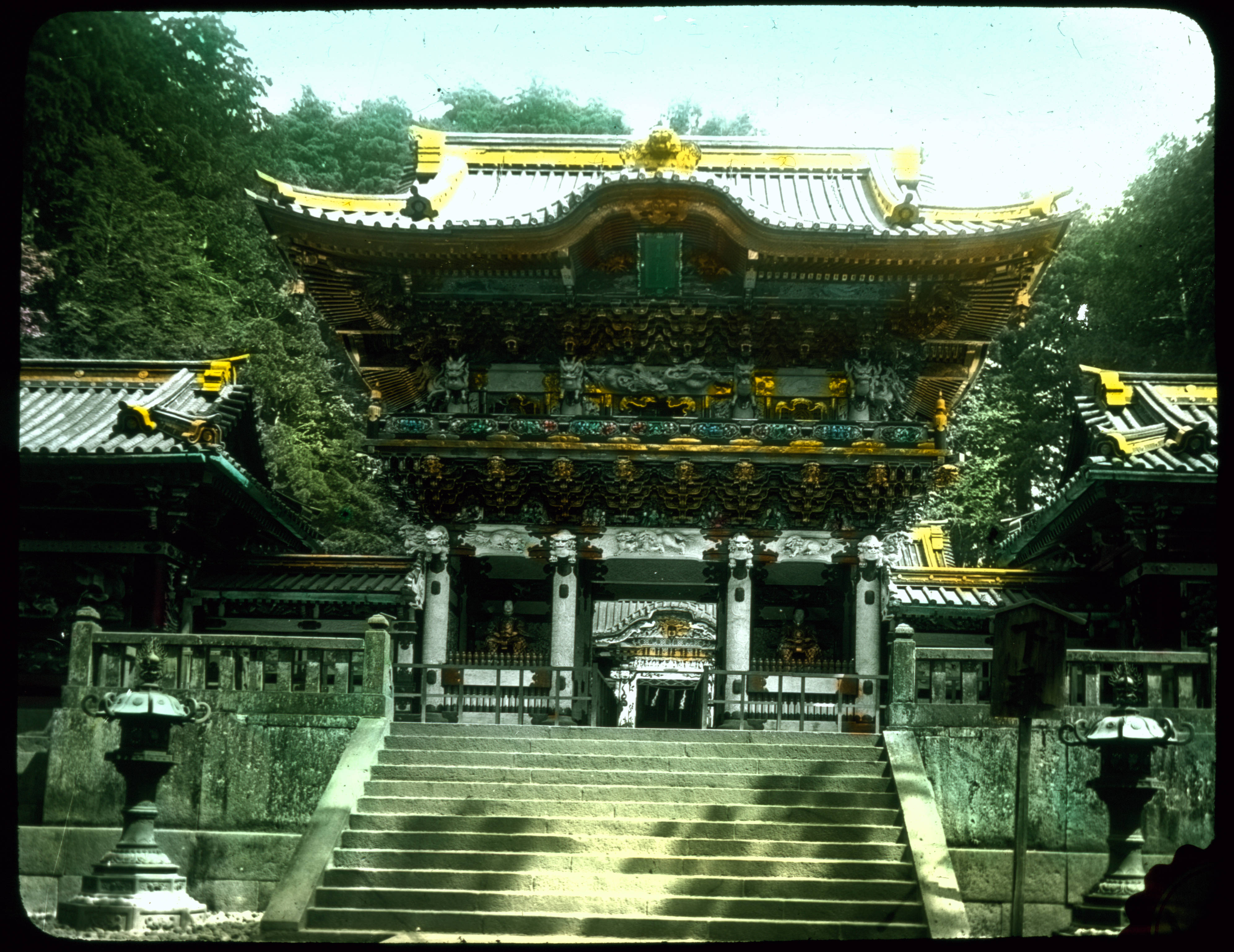
Detail okrasné budovy zdobené zlatem
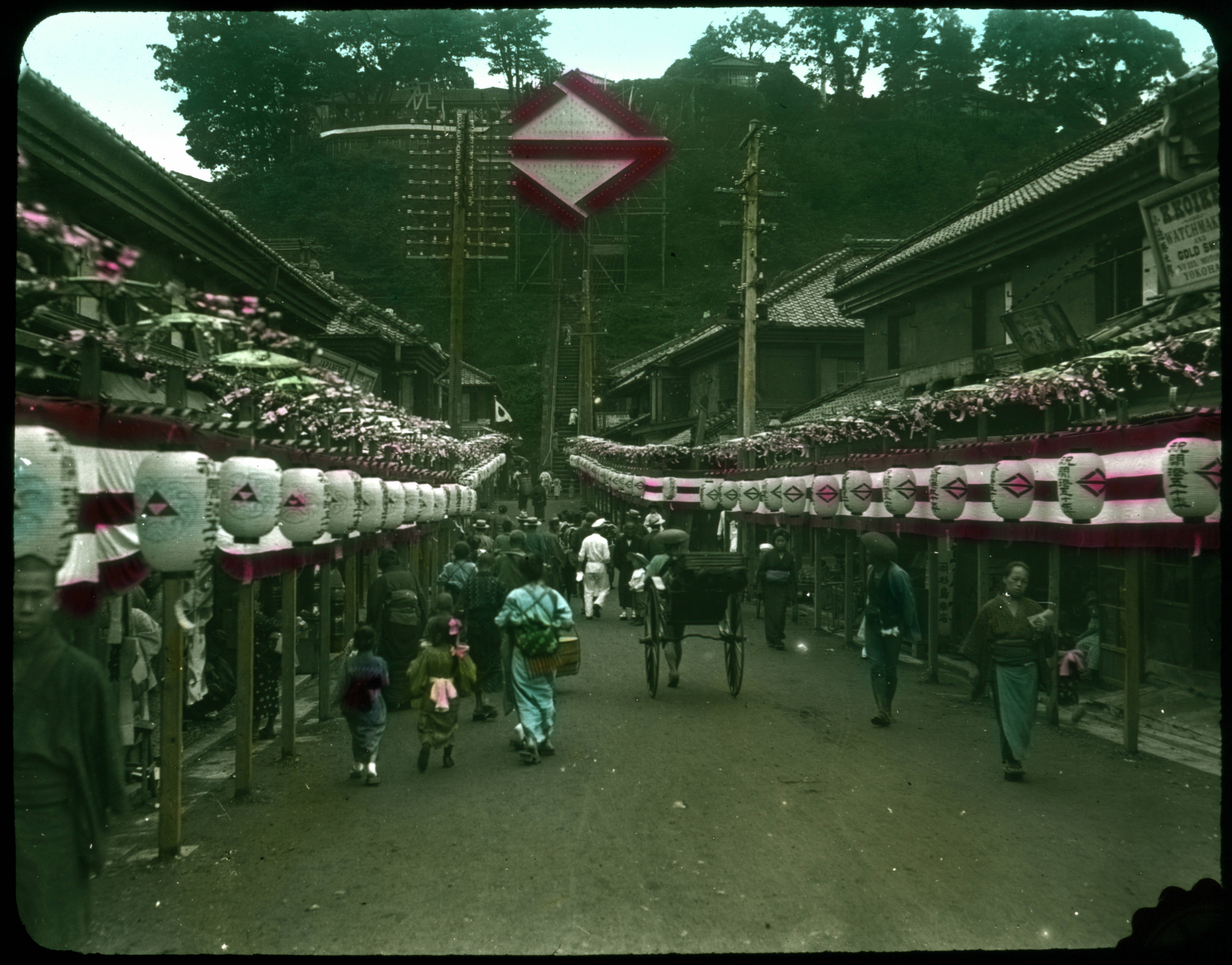
Zaplněná ulice lemovaná transparenty a lucernami
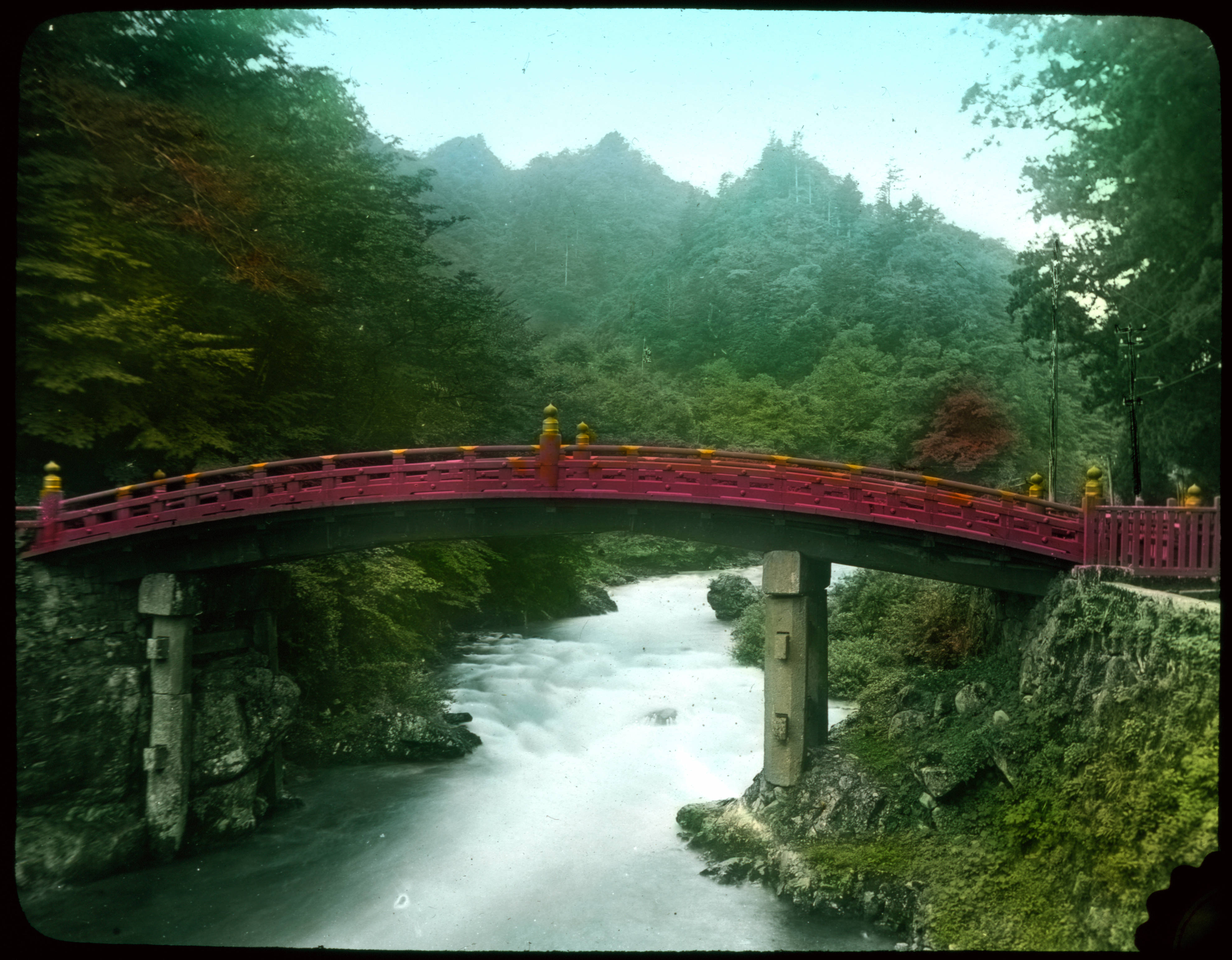
Obloukový červený dřevěný most přes řeku; les v pozadí
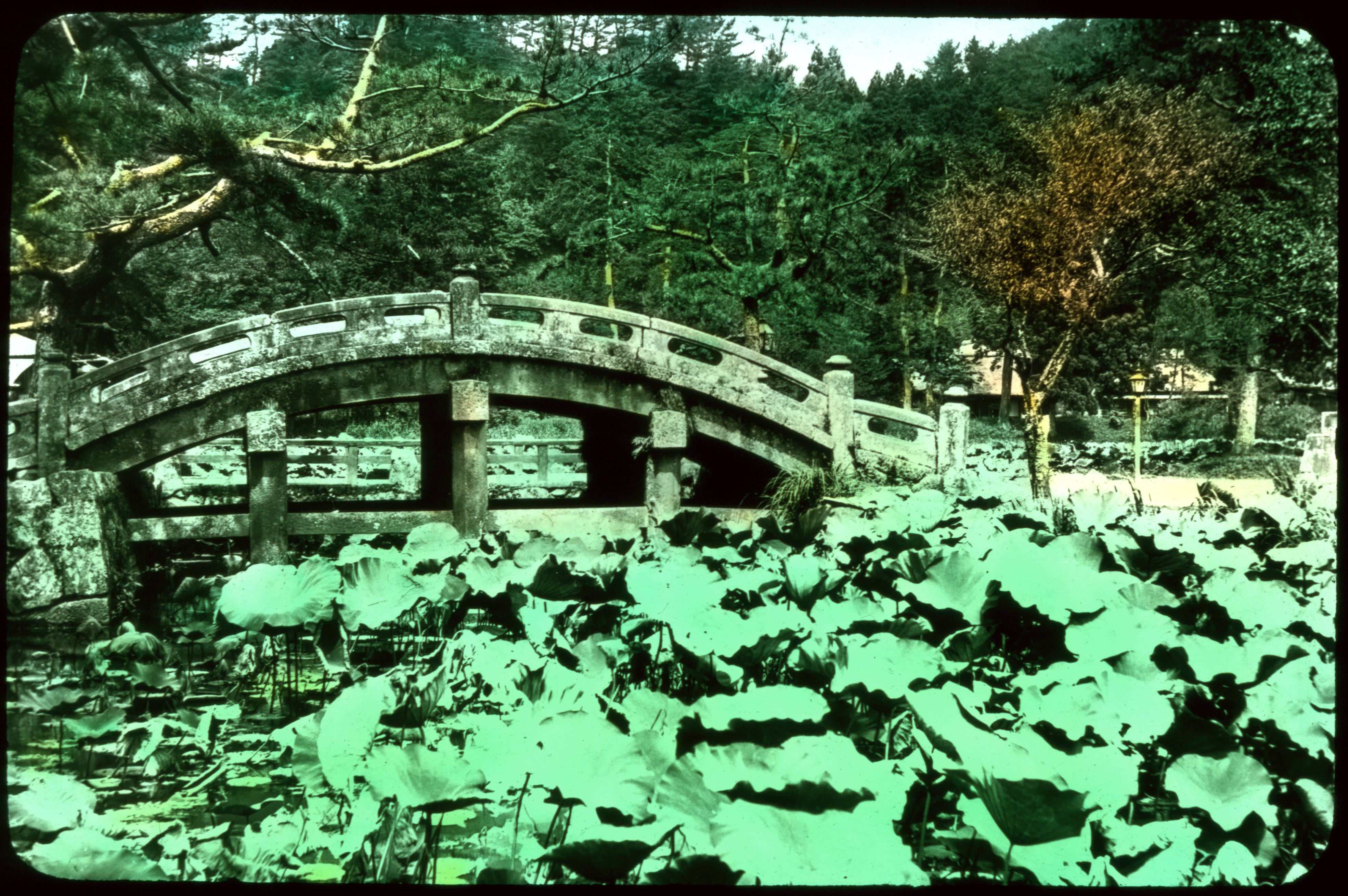
Lomený kamenný most ve venkovské oblasti
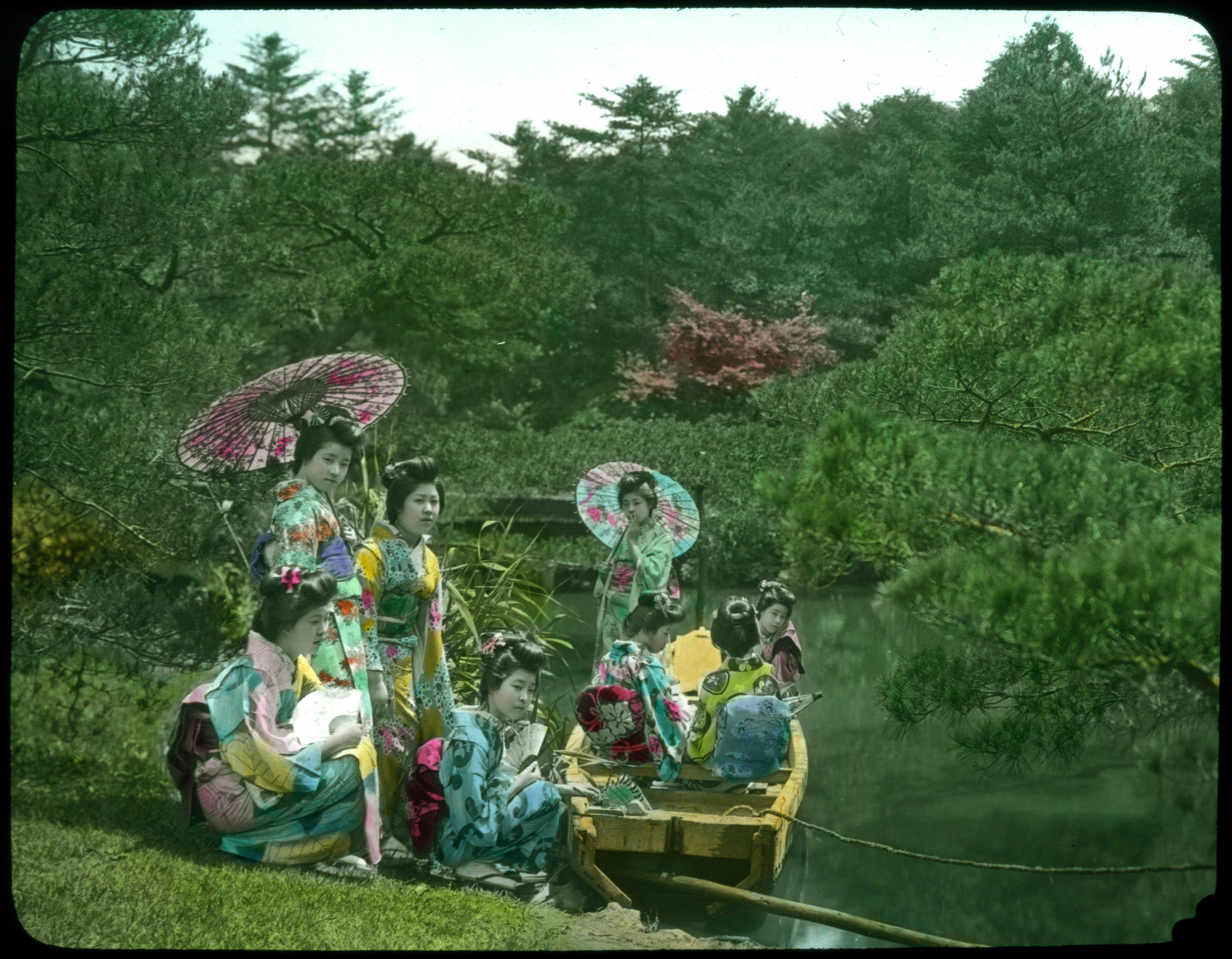
Osm mladých žen v Kimonech, čtyři v dřevěné lodi na vodě, čtyři na břehu vedle lodi, dvě z nich drží slunečníky
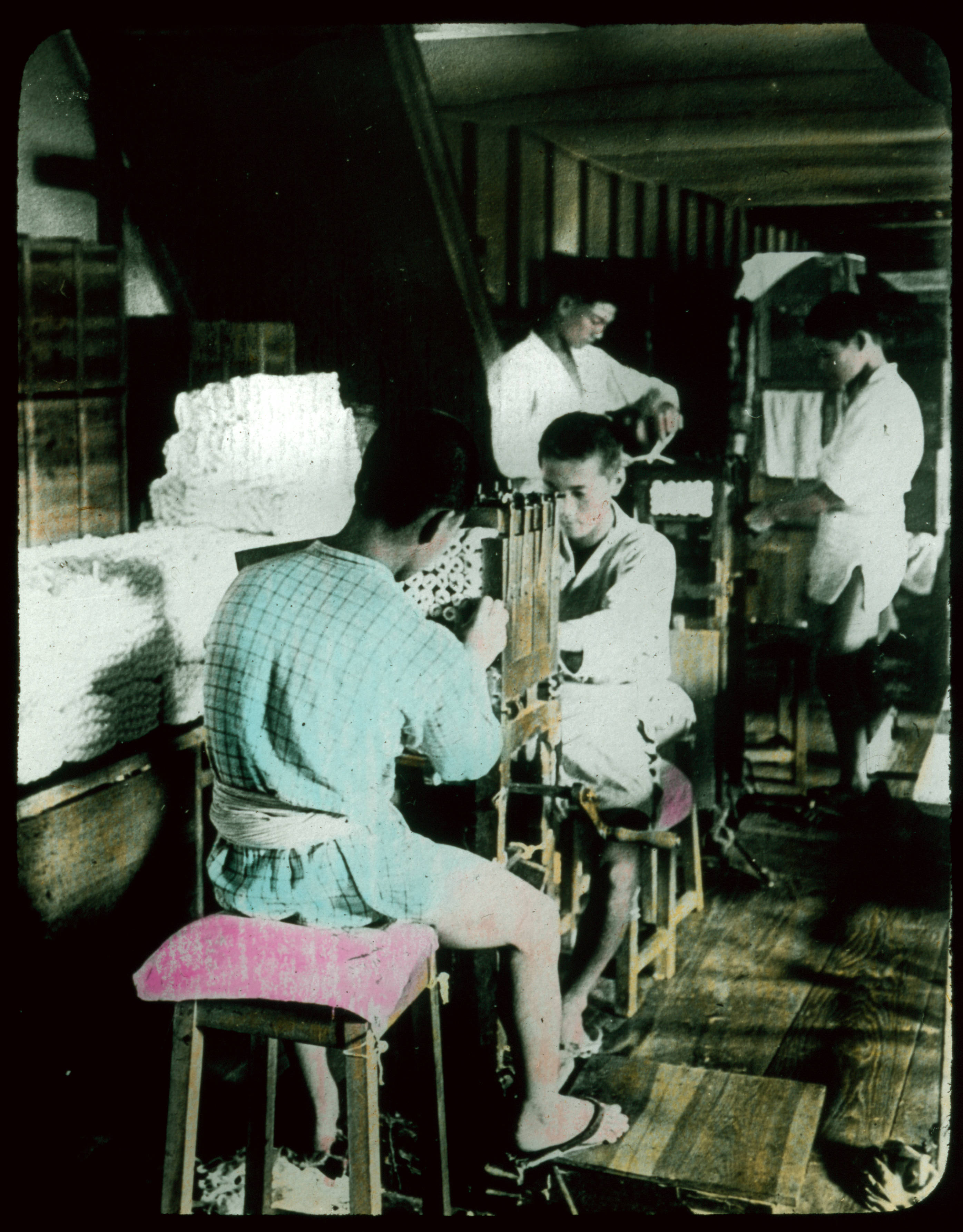
Kontrola hedvábných nití
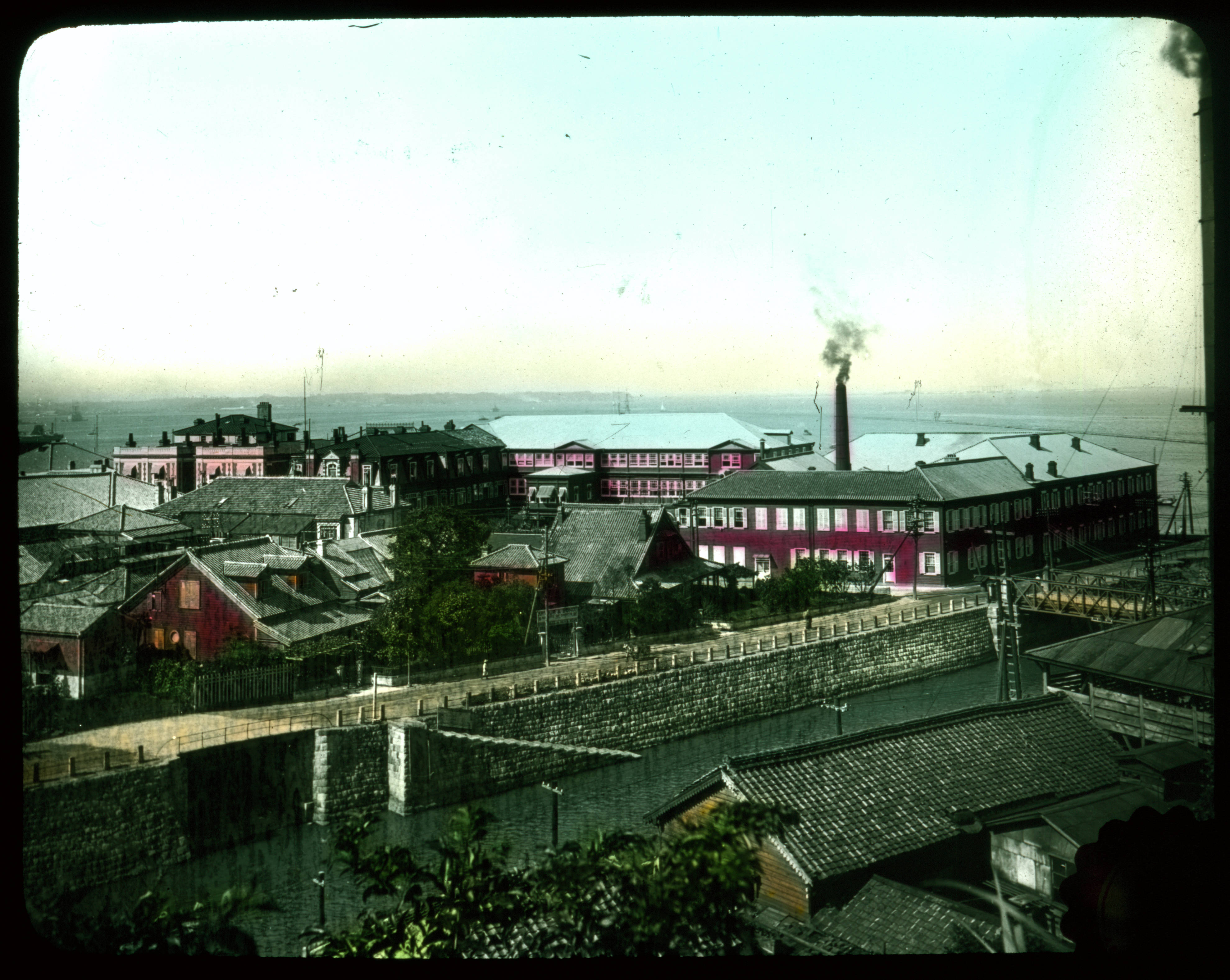
Továrny, vnější pohled
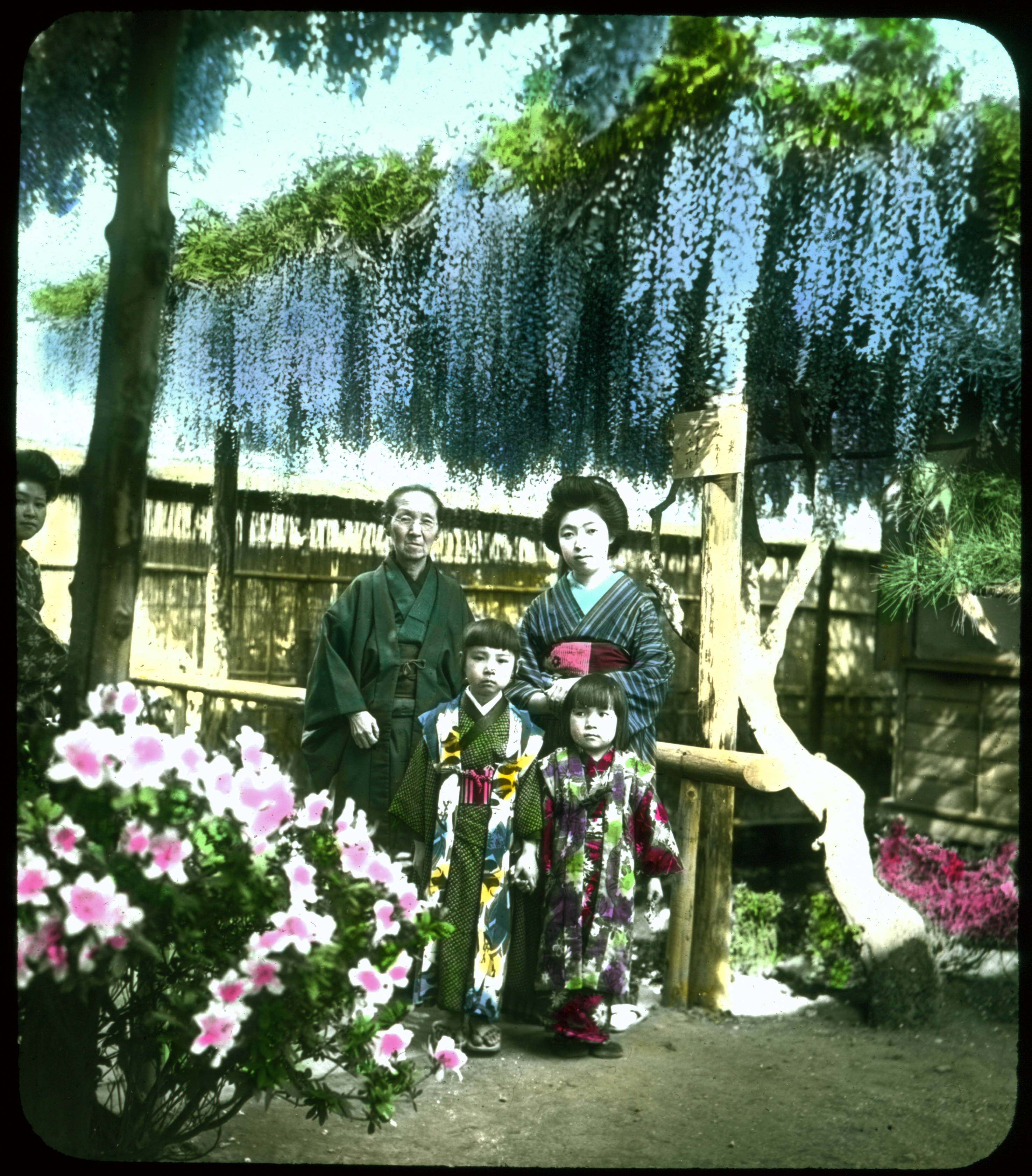
Rodina v tradičním oděvu v zahradě s plotem
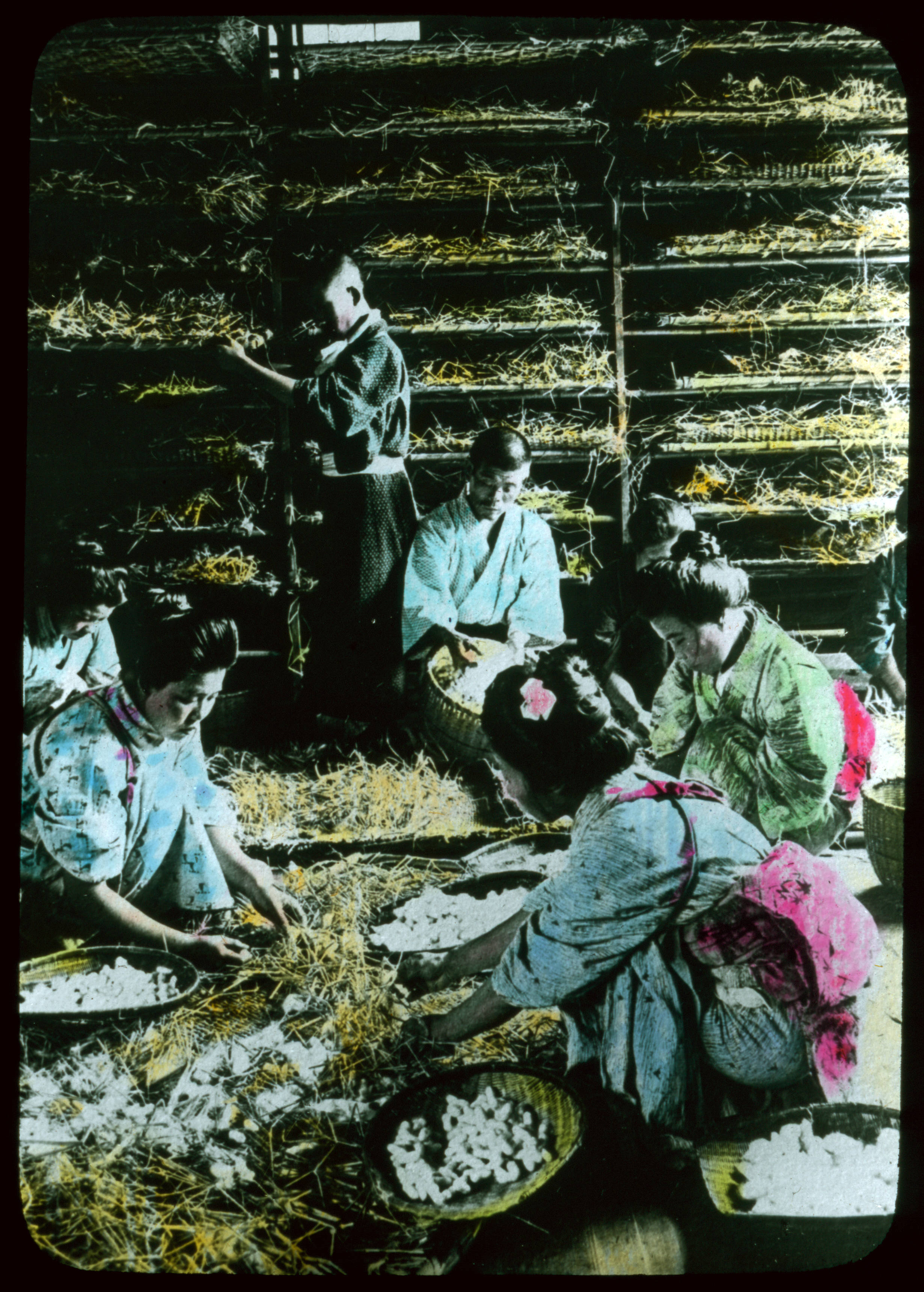
Krmení bource morušového
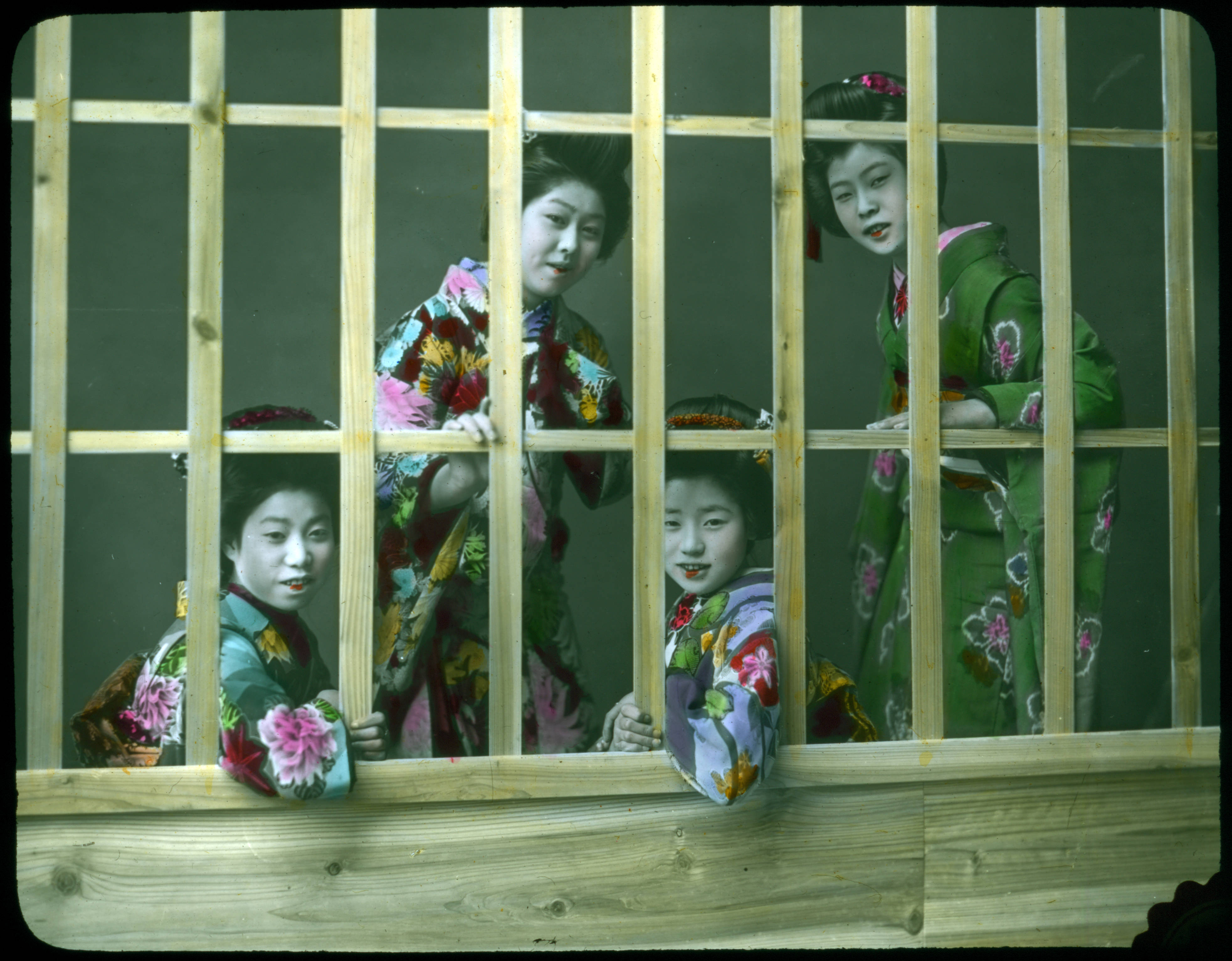
Čtyři ženy se usmívají a naklánějí se skrz otvory za dřevěnou stěnou
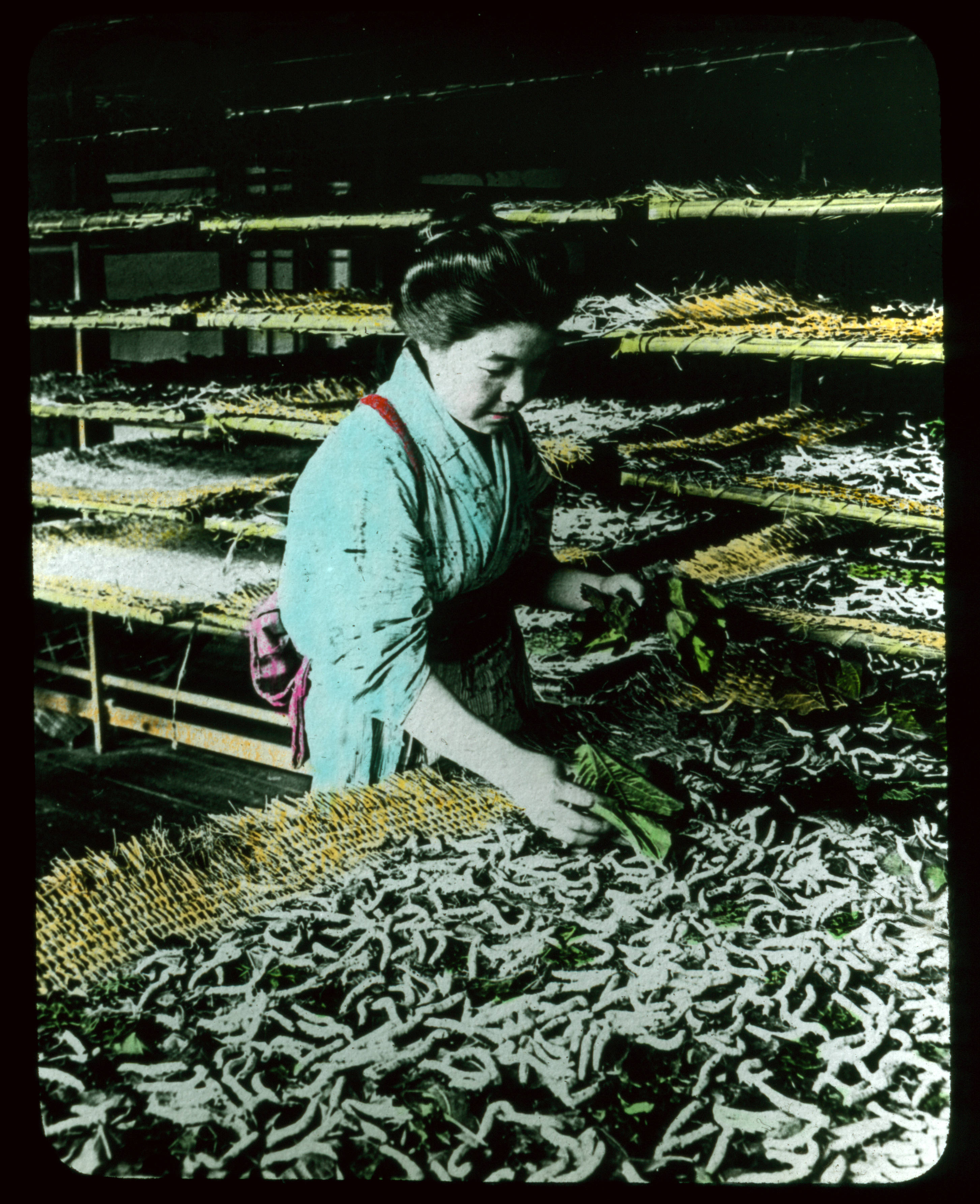
Sbírání kokonů
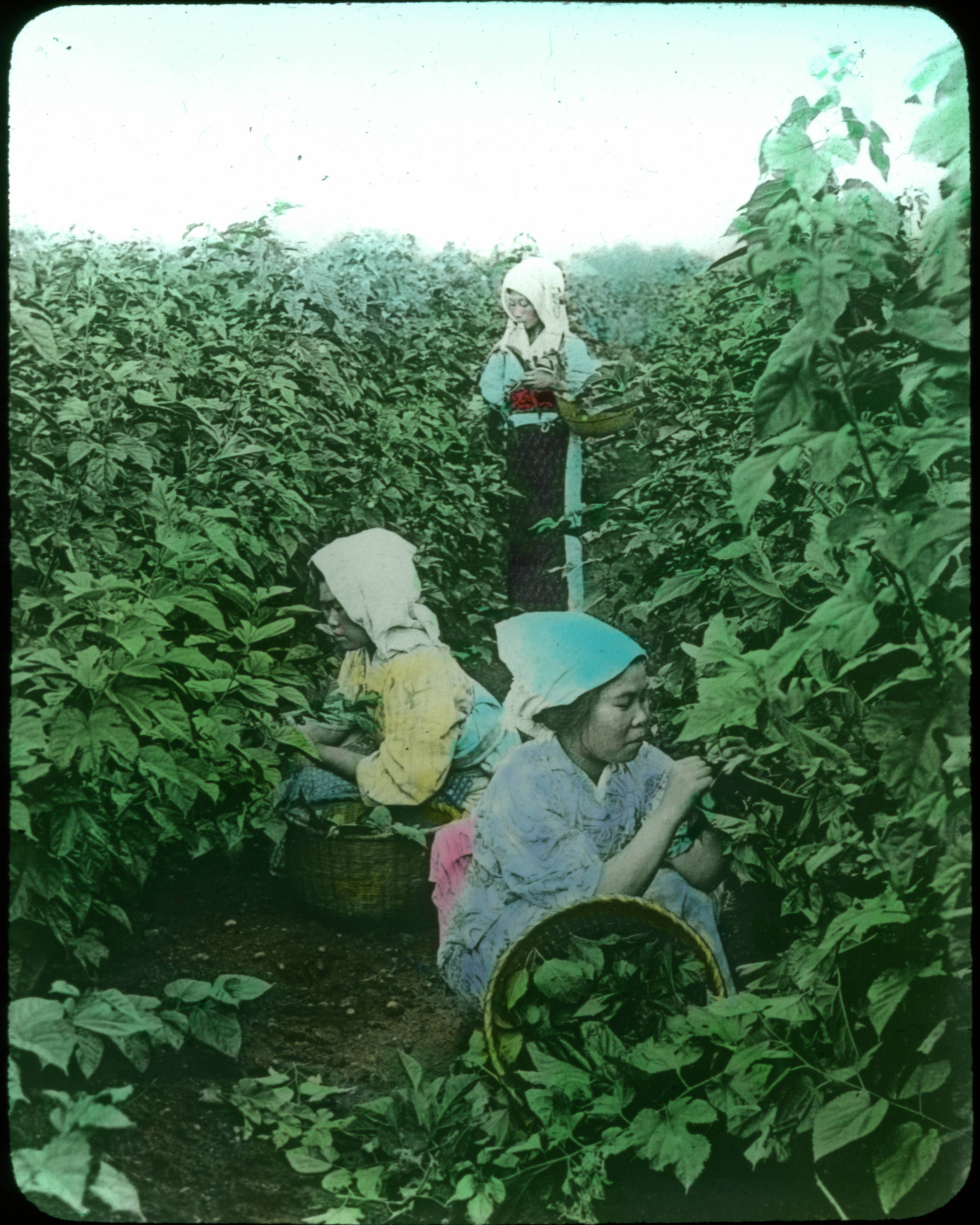
Sbírání listů moruše
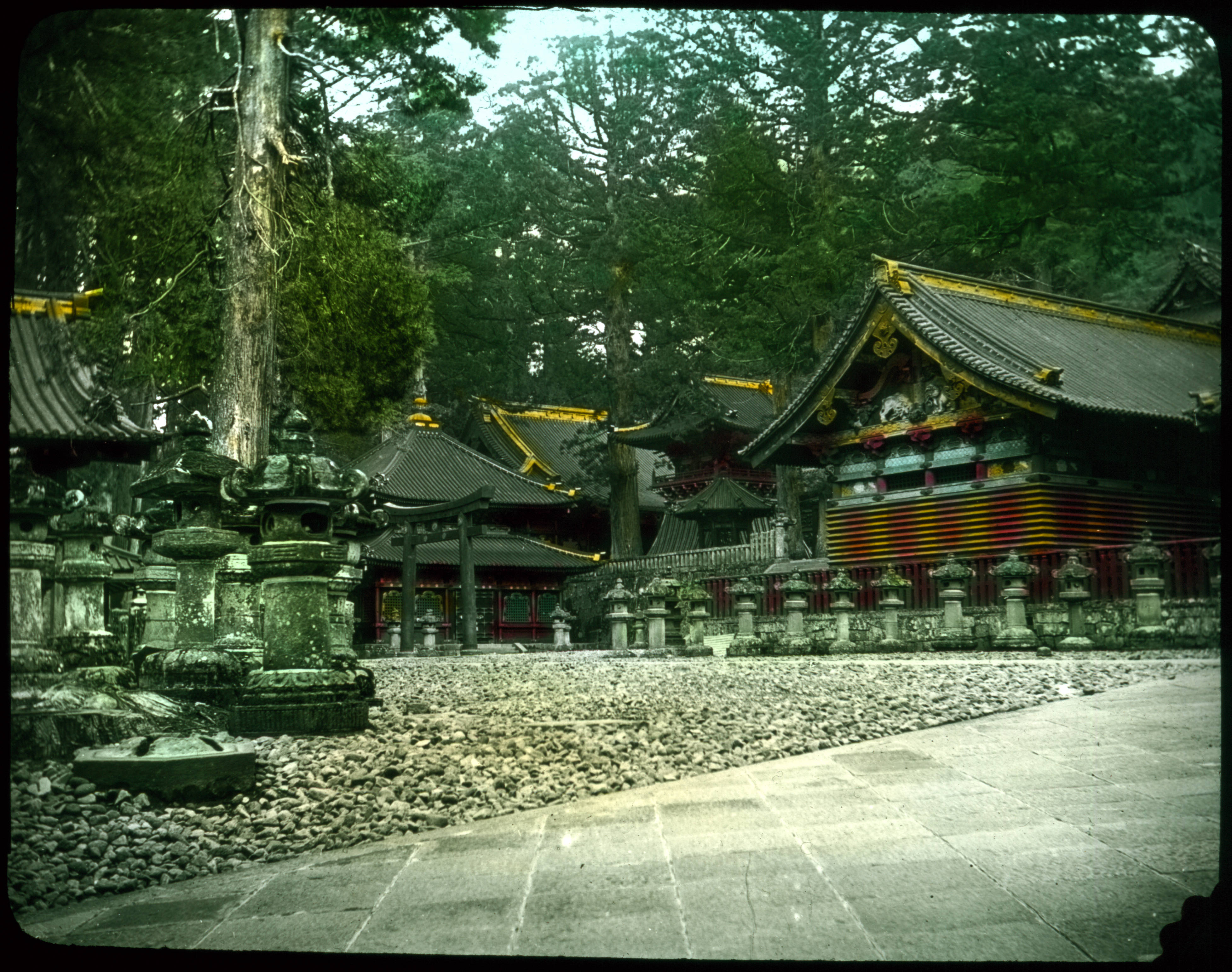
Skupina budov mezi stromy; ozdobná kamenná zeď vpředu
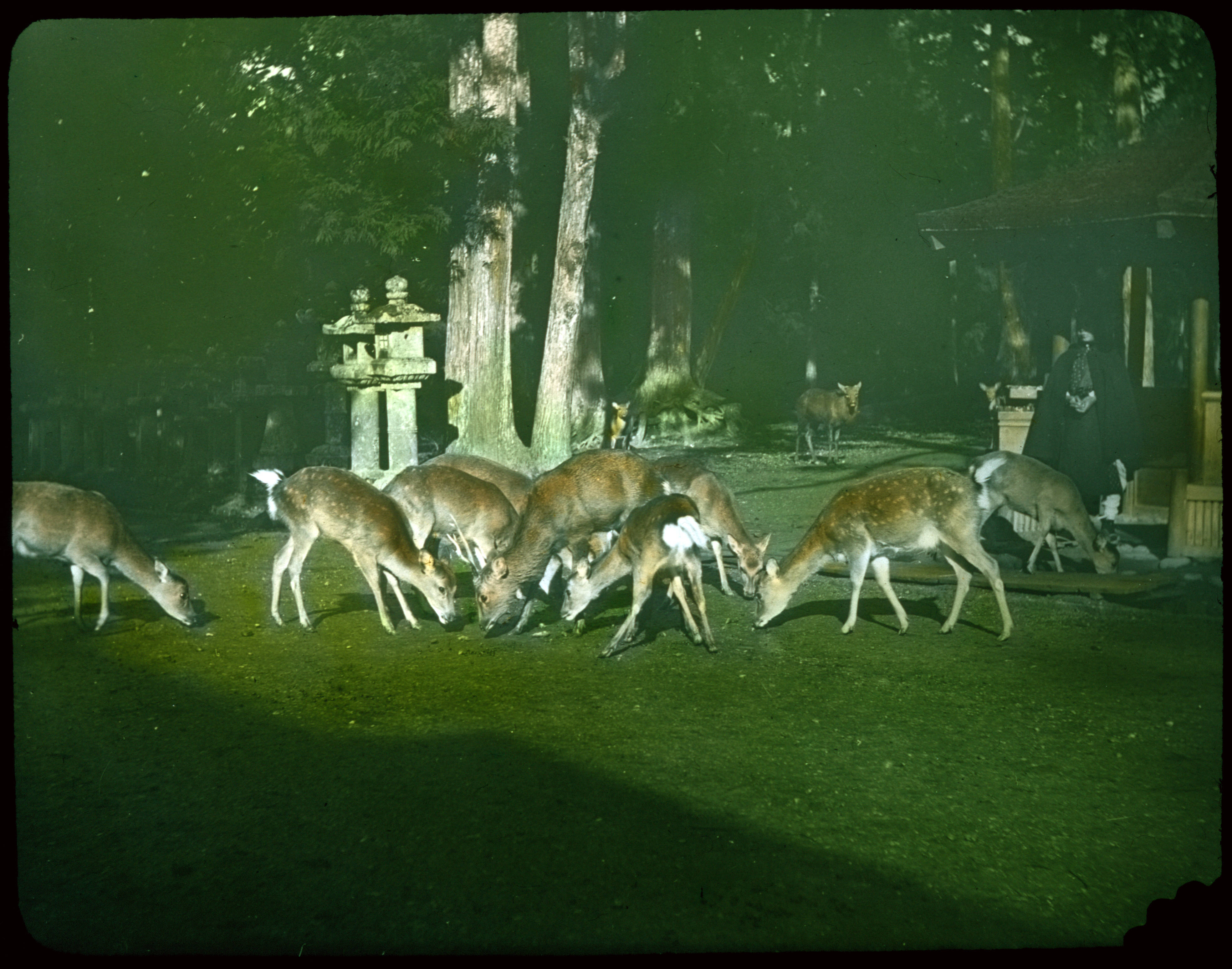
Skupina jelenů se pase na trávníku v zalesněné zahradě; kamenné památky a letohrádek uprostřed
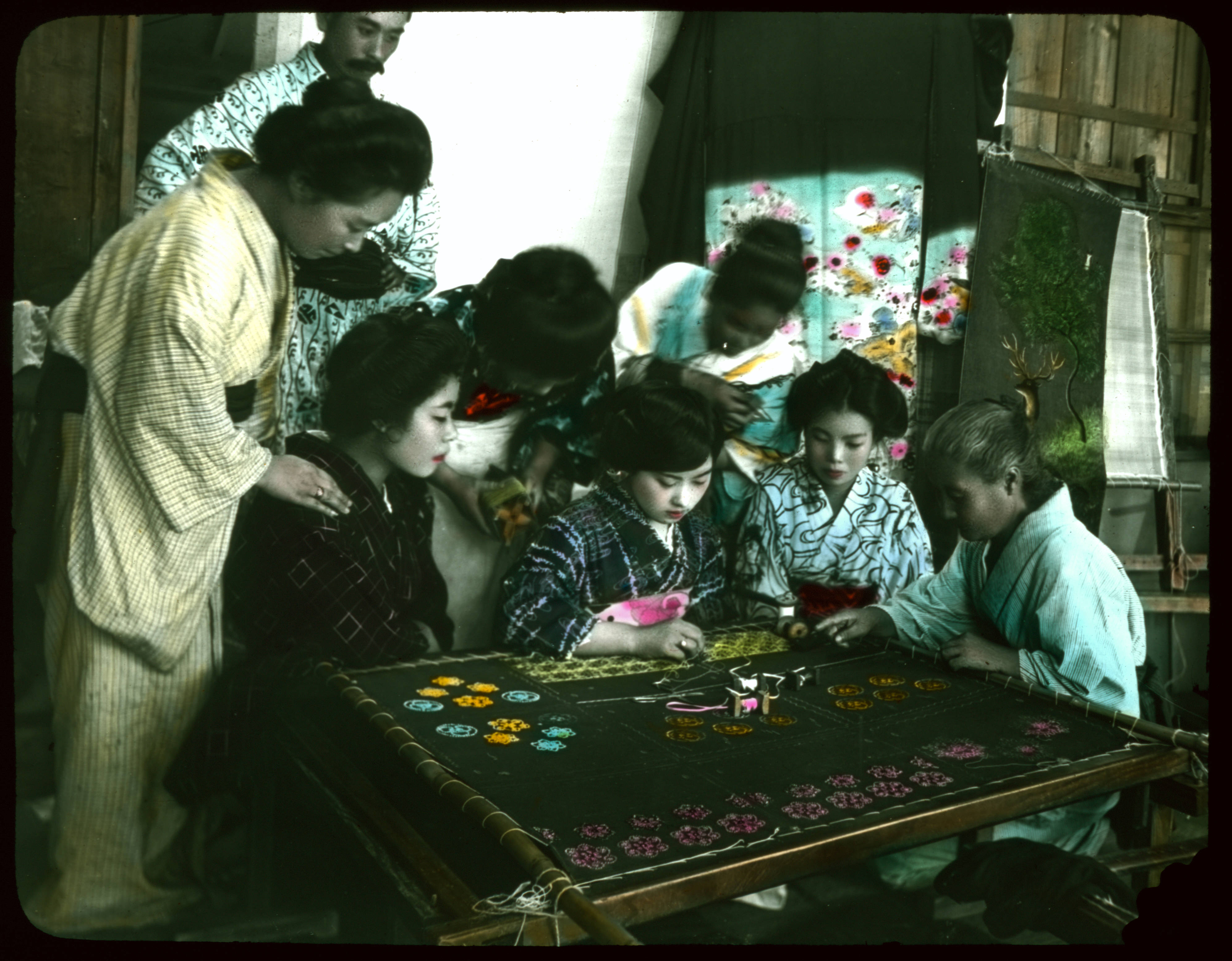
Skupina žen a jeden muž sleduje mladou ženu pracující na velké výšivce
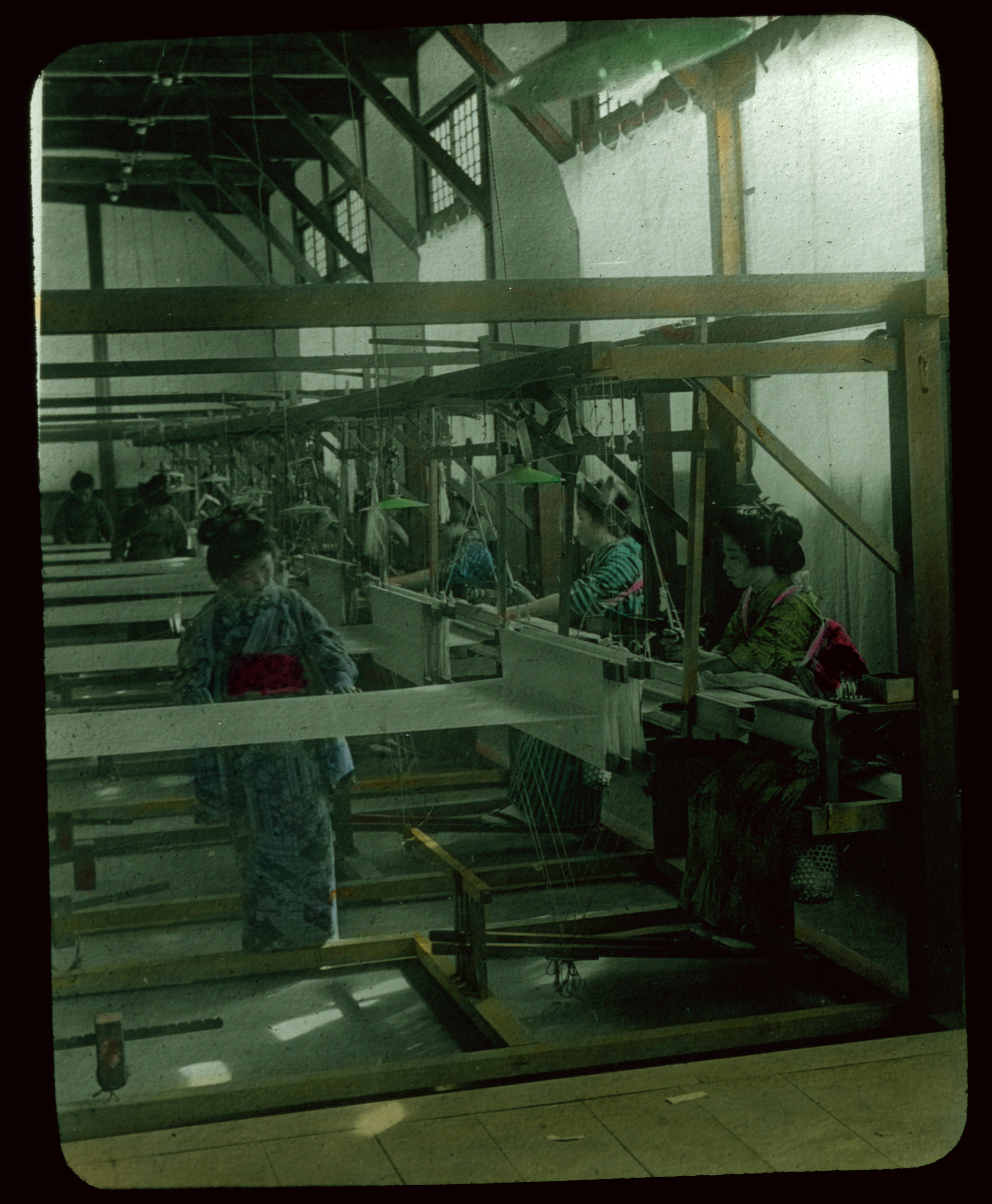
Ruční tkaní v továrně
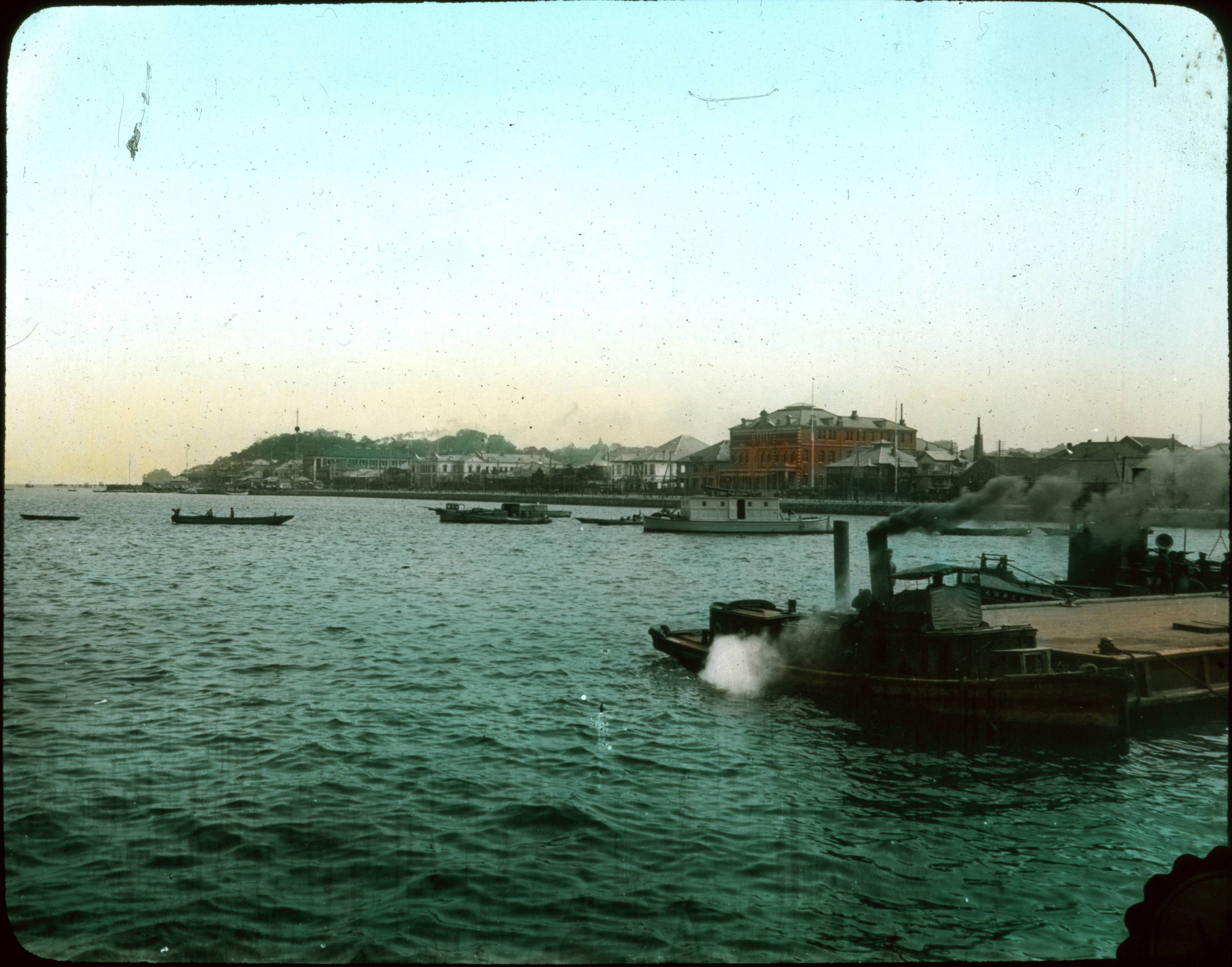
Městský přístav; molo s parníky v popředí; další lodě a budovy v pozadí
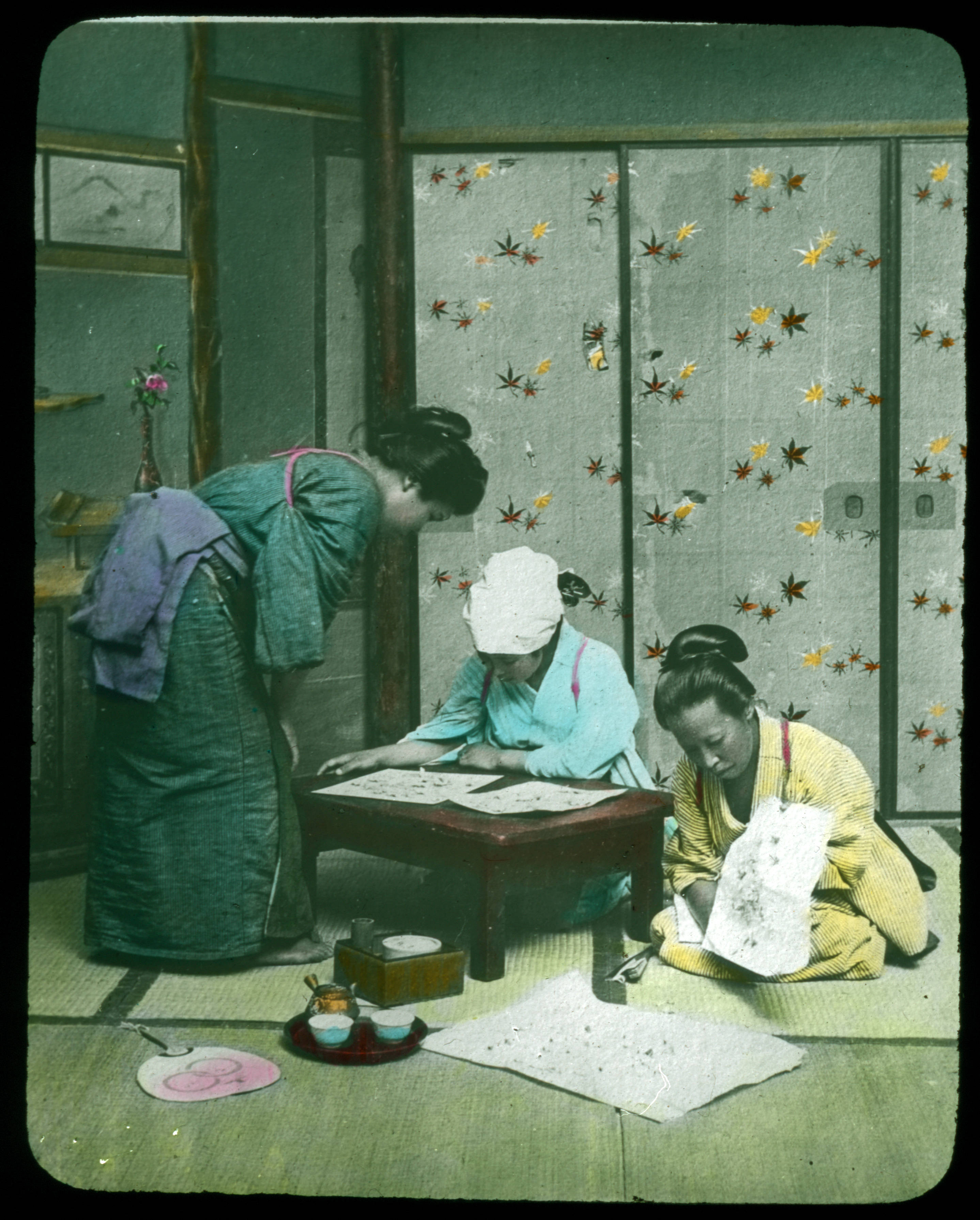
Líhnutí bource morušového z vajíček
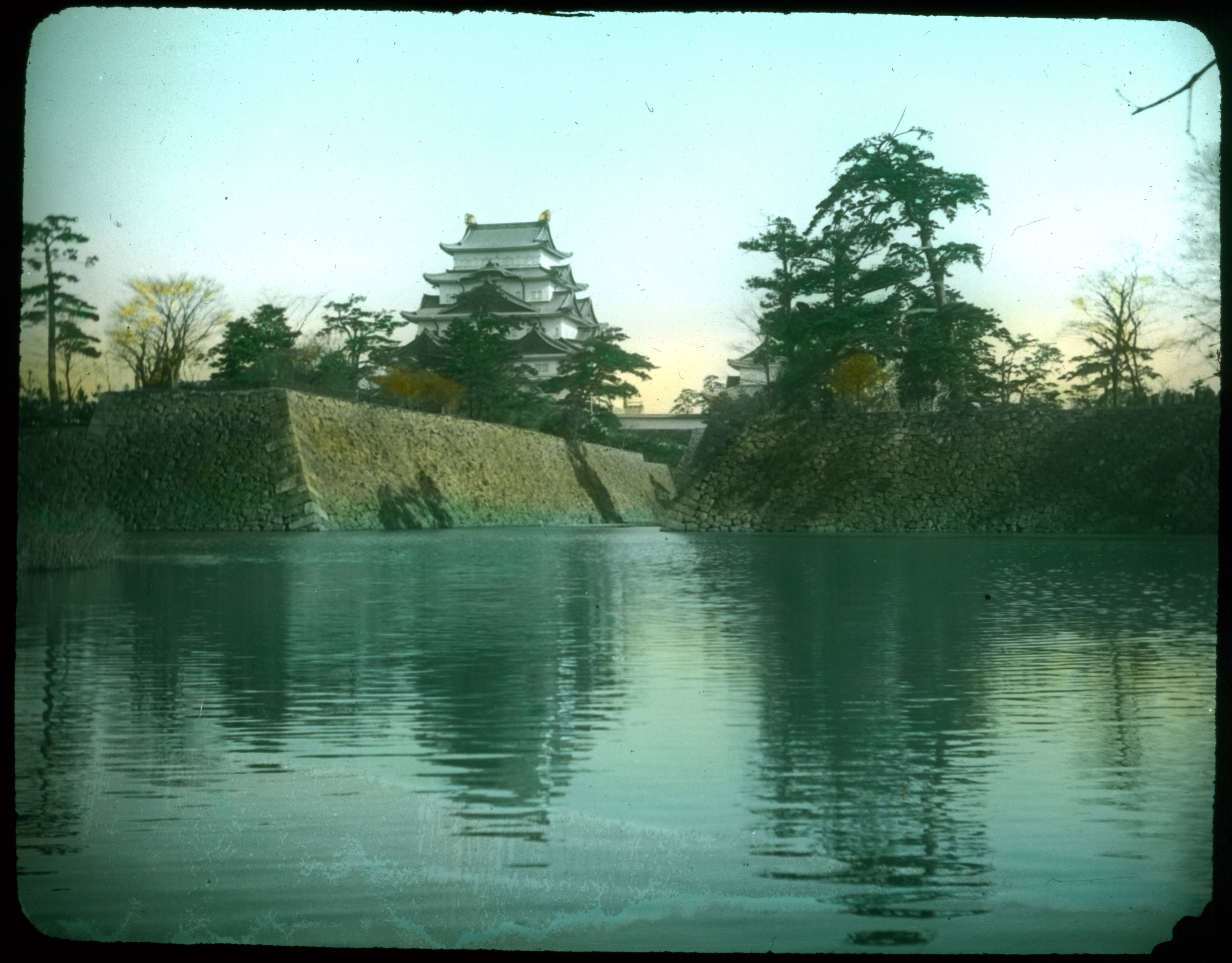
Vysoké kamenné náspy nad řekou; řada stromů na vrcholu každého náspu; vysoká budova s chrámovými střechami na jedné straně; další budova skrytá za stromy na druhé straně
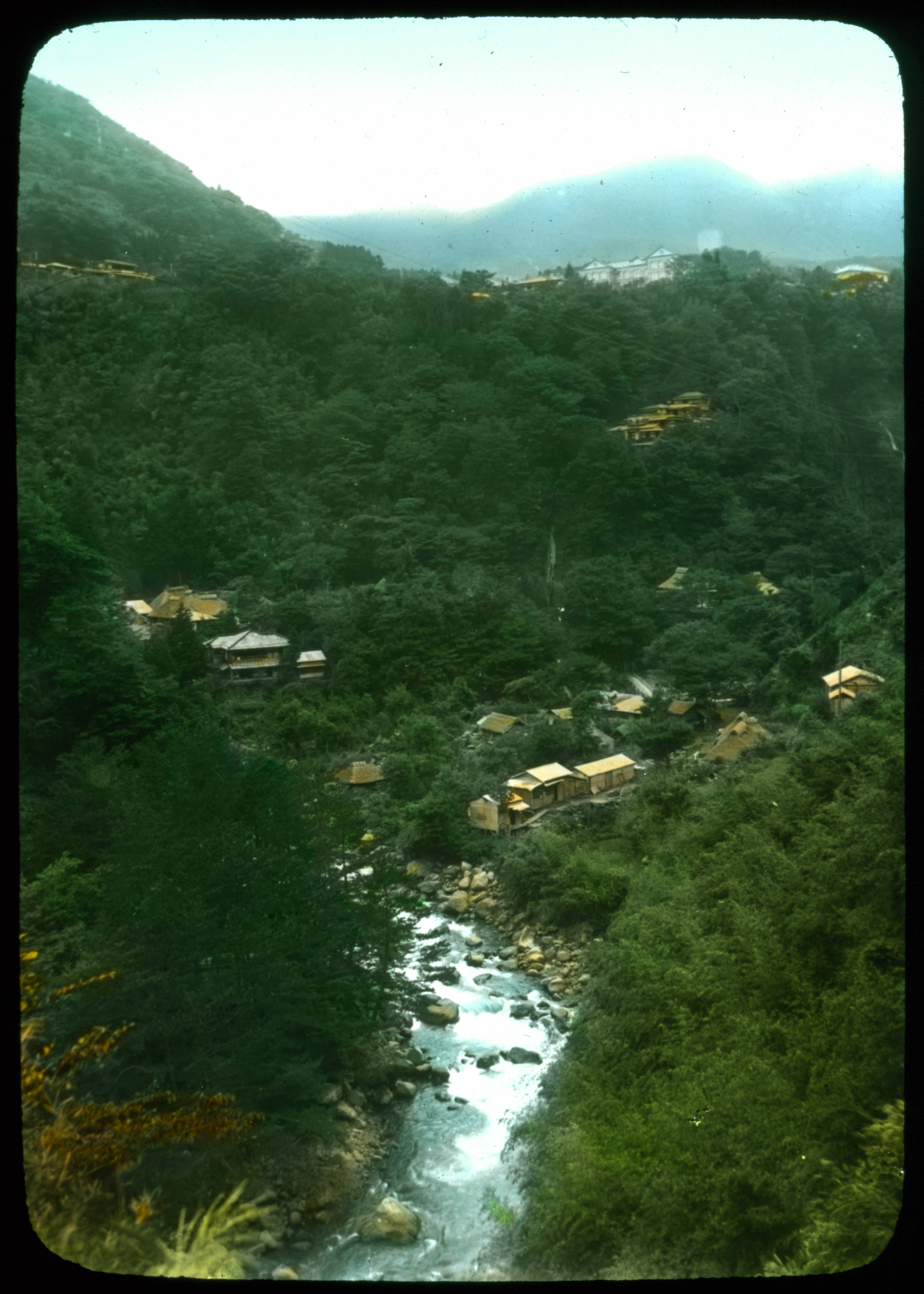
Domy v lese, řeka v popředí
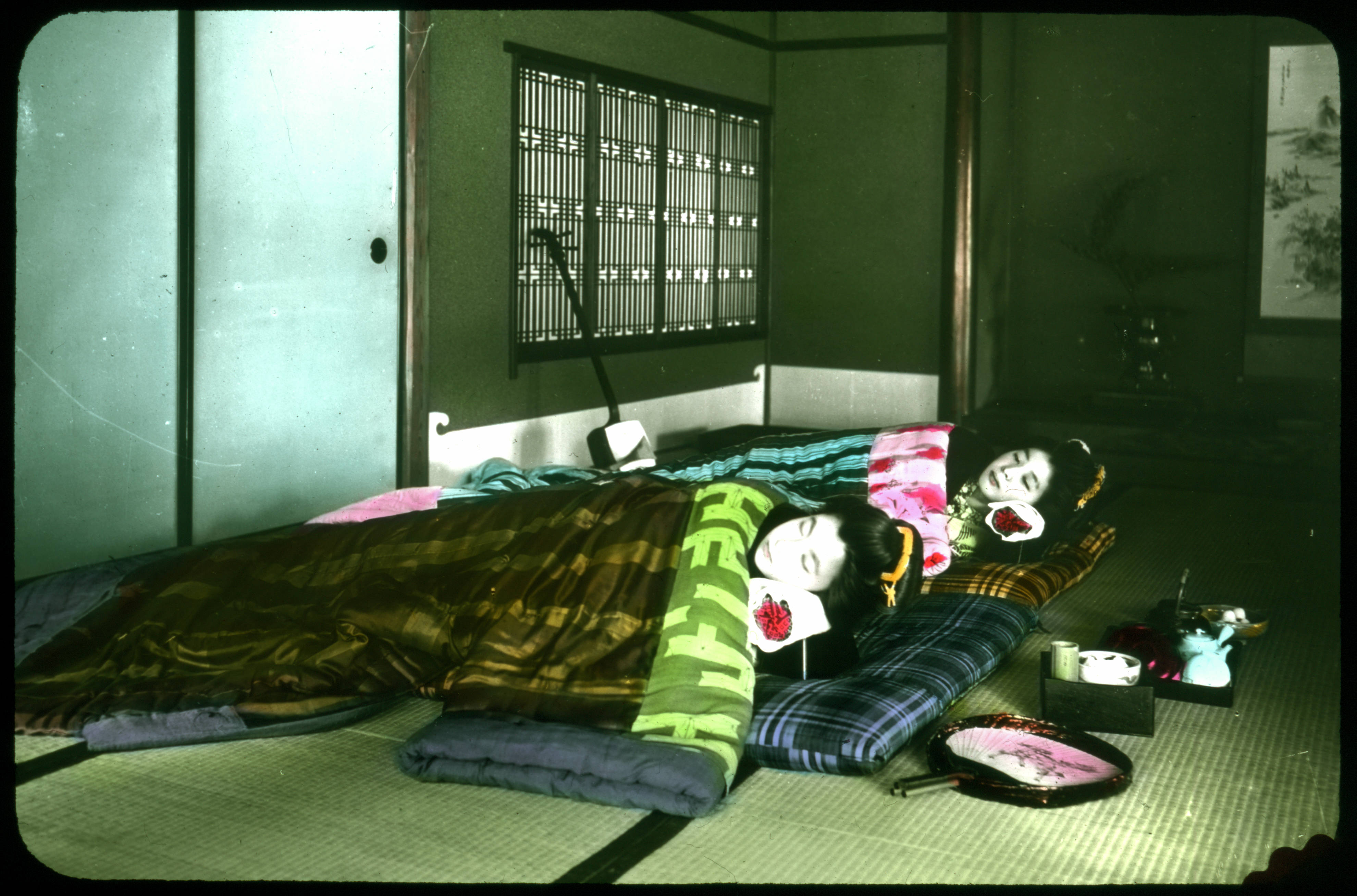
Fotografie dvou gejš spících v povlečení na rohožích; hudební nástroj, vějíř a nářadí pro čajový obřad v interiéru
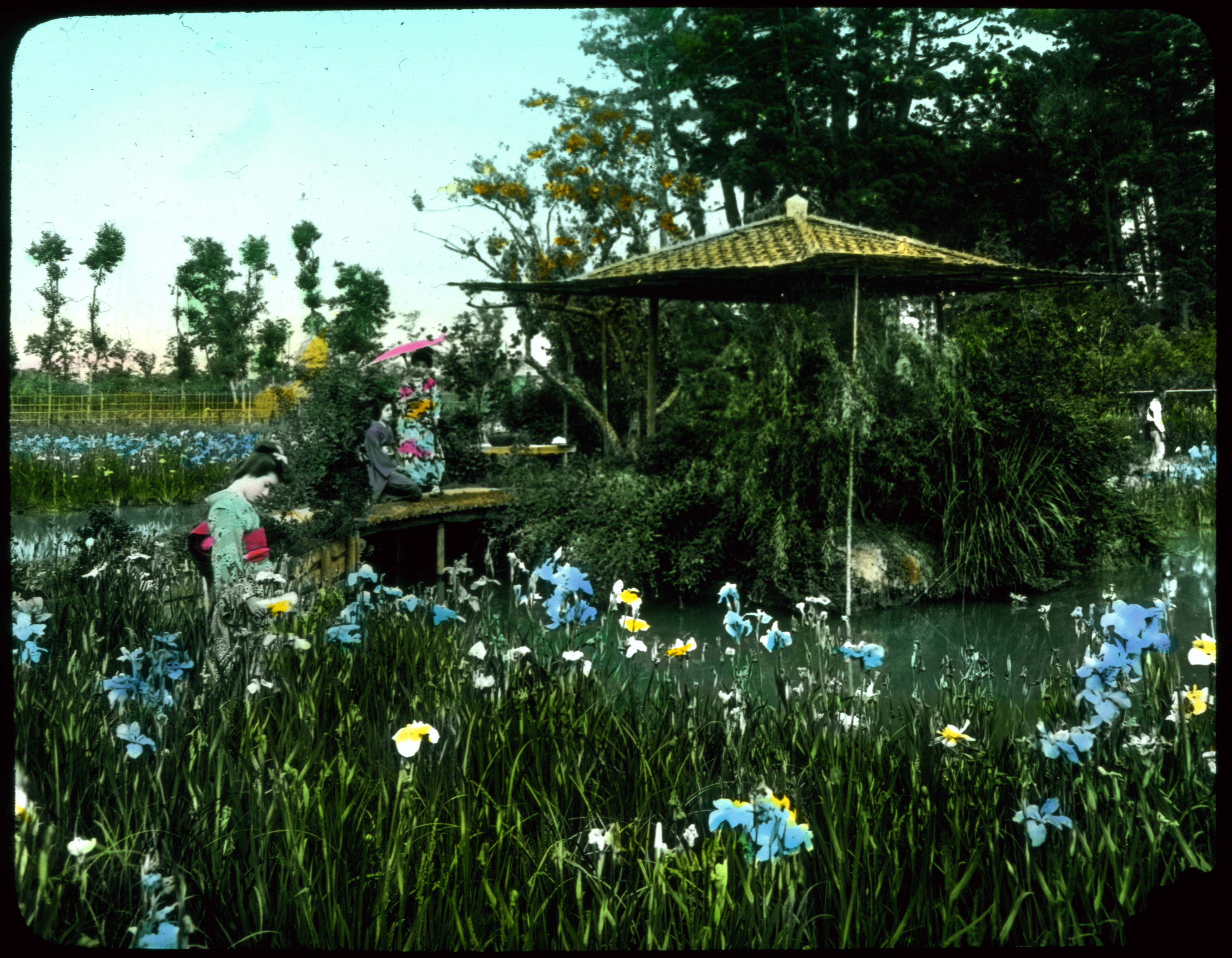
Irisová zahrada u vody; dřevěný most na malý zastřešený ostrůvek; dvě ženy v kimonech na mostě a jedna stojící mezi květinami
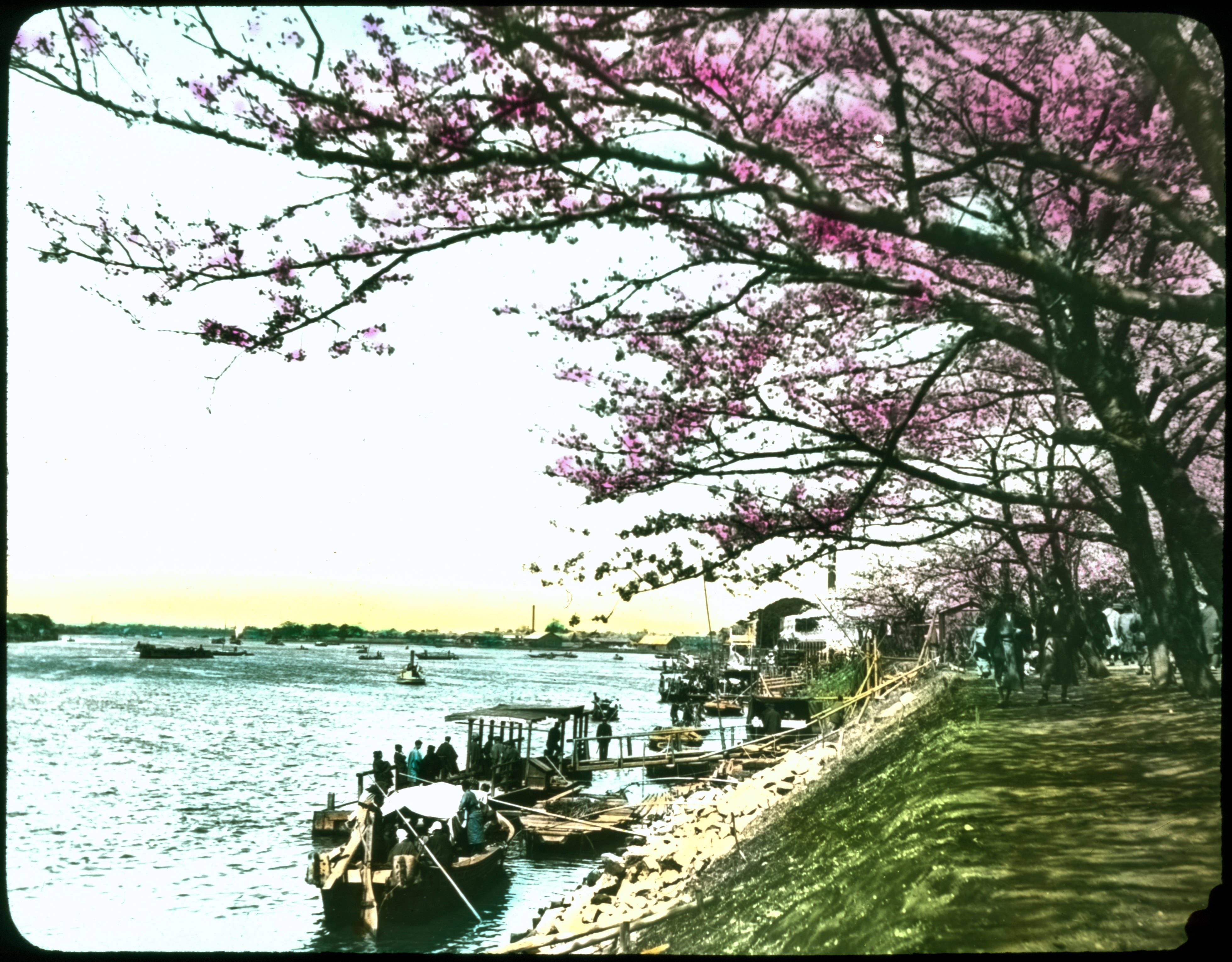
Japonské třešně v květu na travnatém břehu vedle vodních cest; lidé procházející se pod stromy; doky a lodě s lidmi
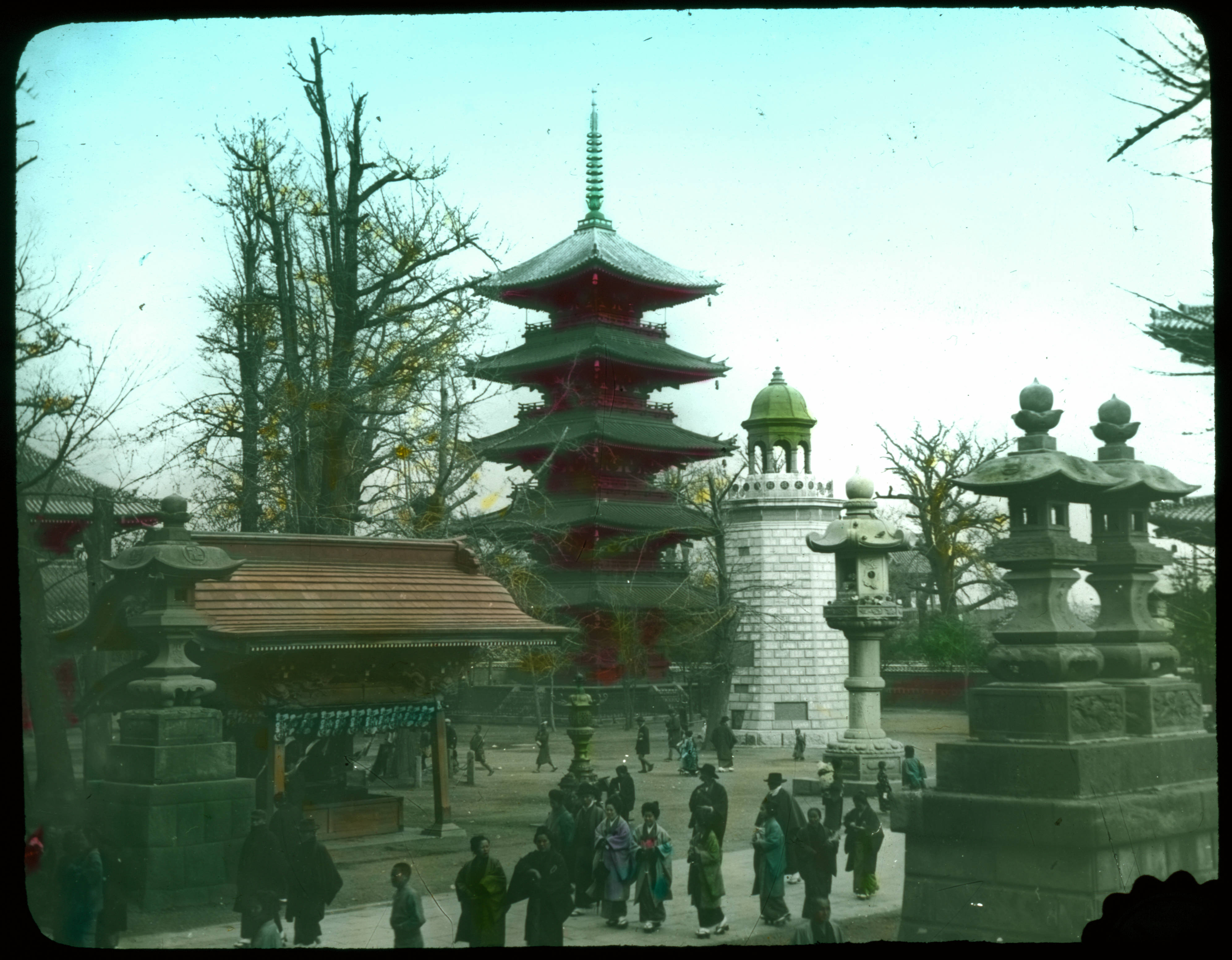
Japonci (včetně několika mužů v západních šatech) procházející se po dlážděných cestách mezi velkými kamennými lucernami; chrámy a pagodami
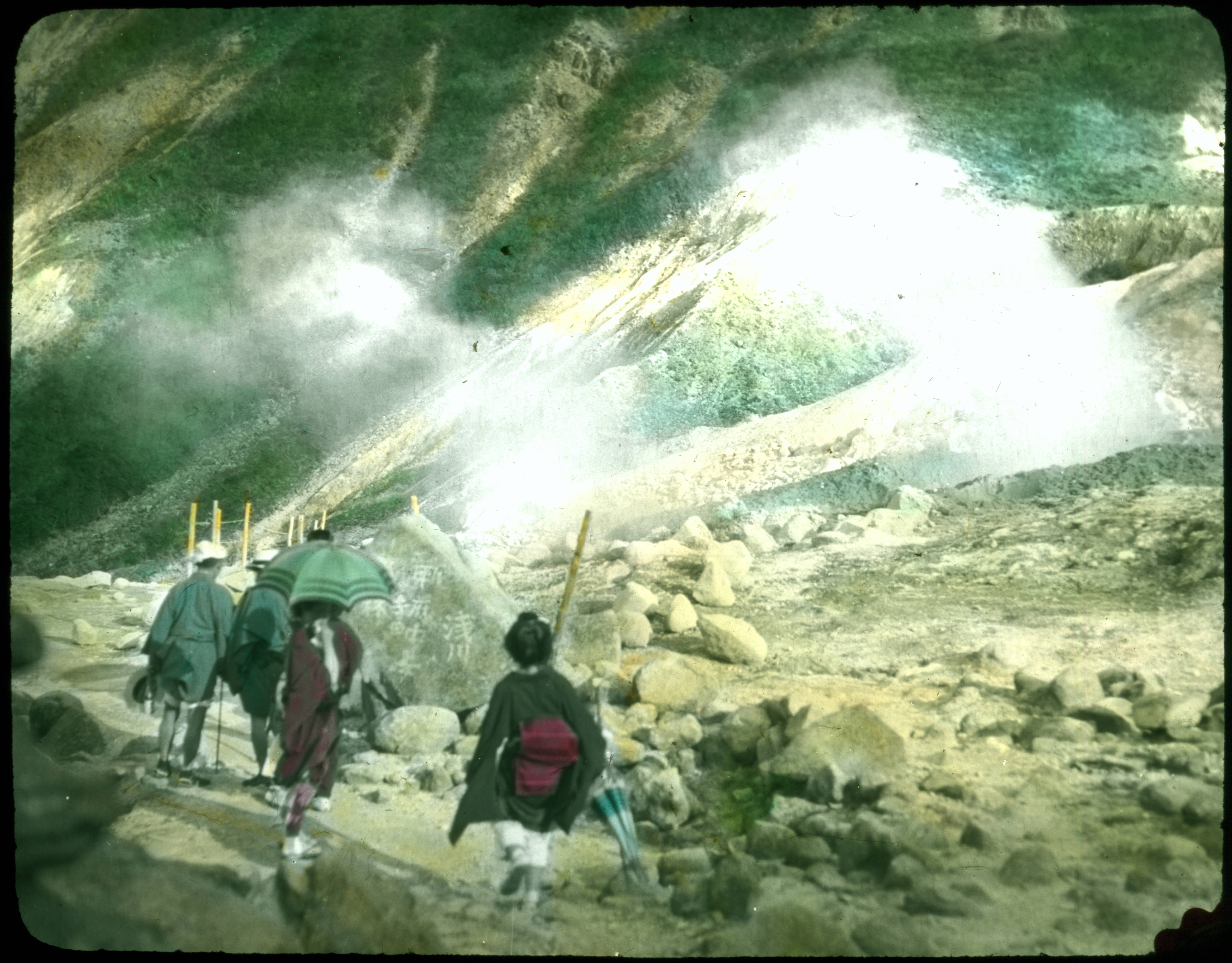
Japonci v místním oblečení při procházce v horách
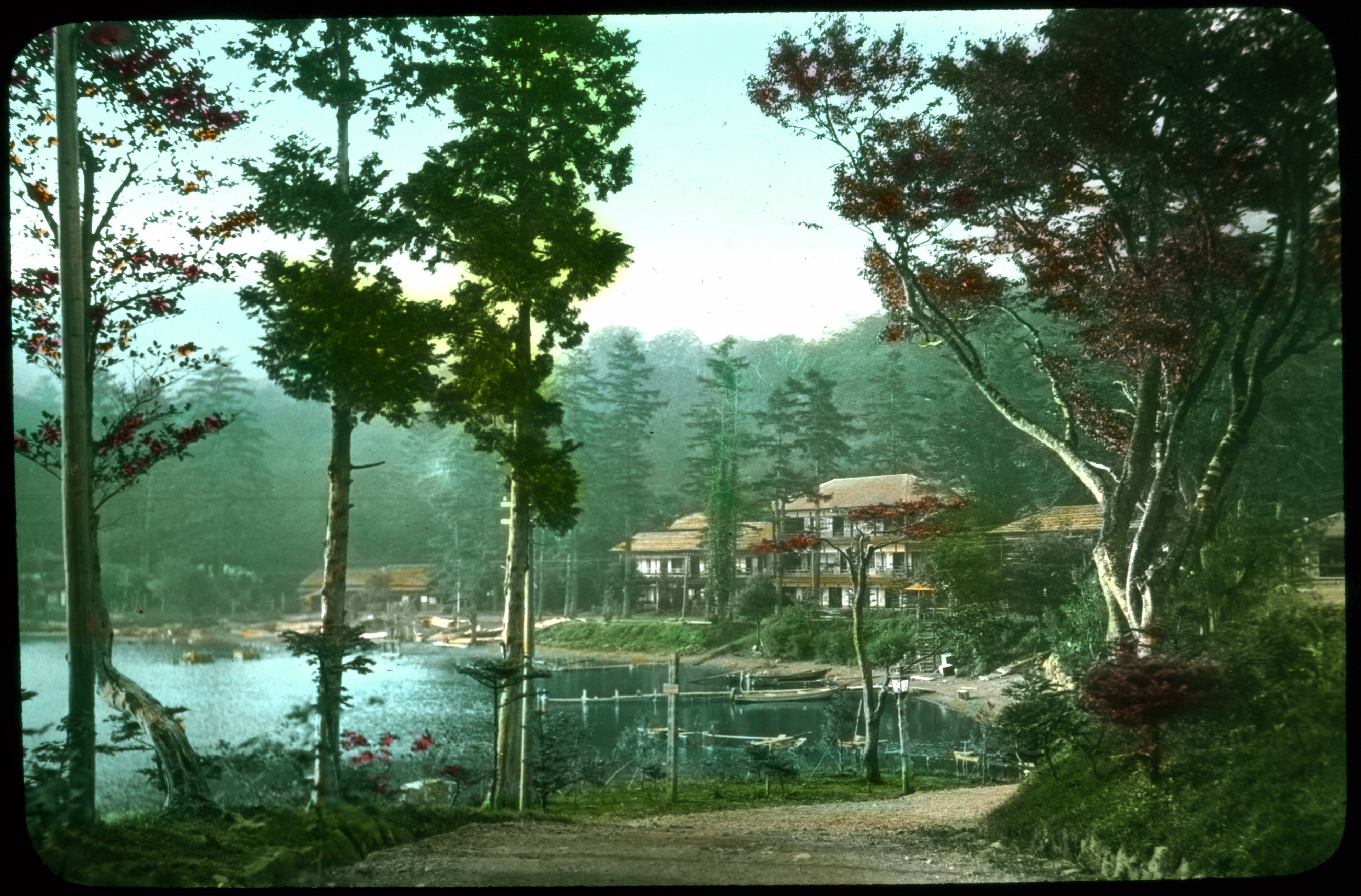
Resort na břehu jezera
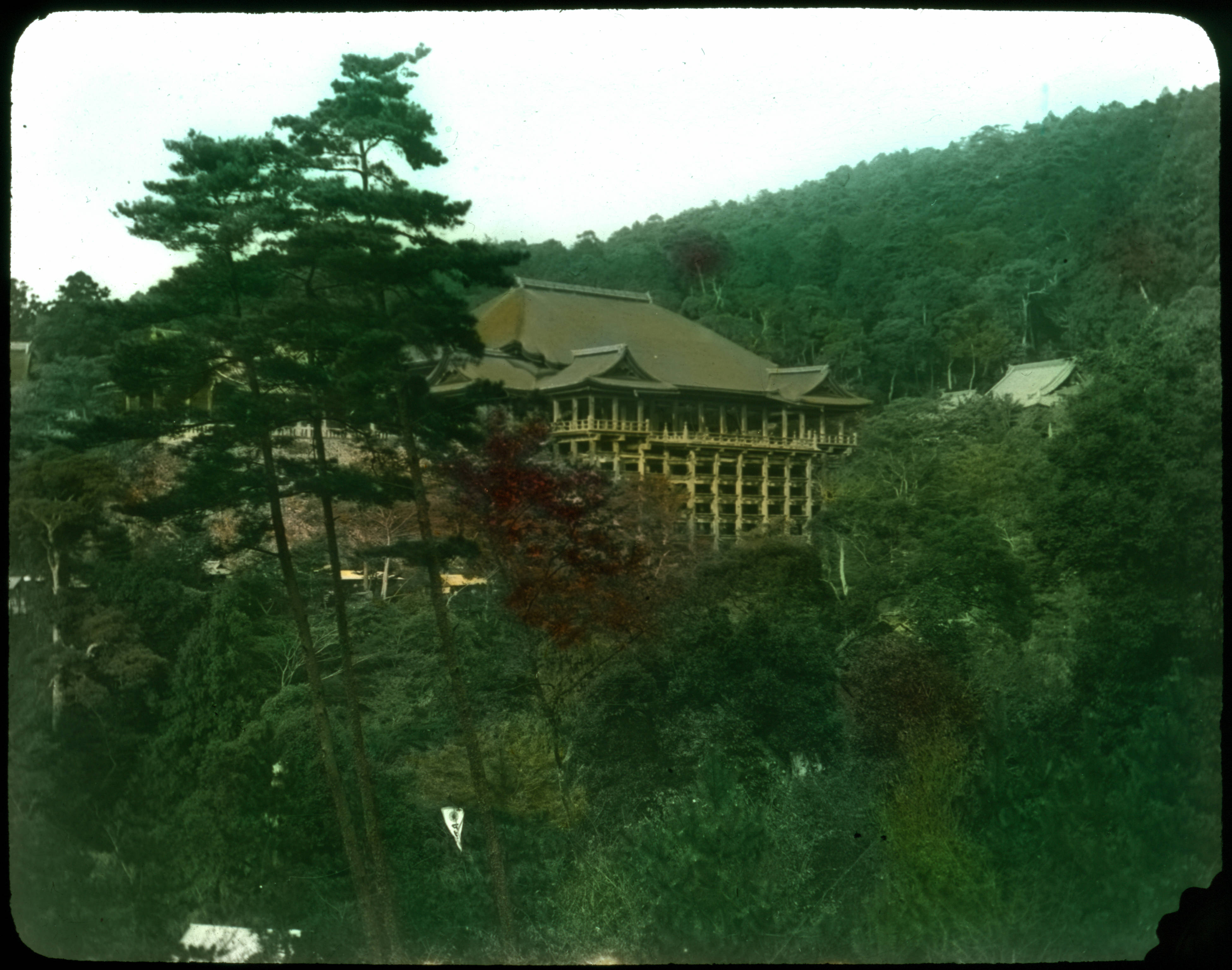
Velká chrámová budova v zalesněném prostředí
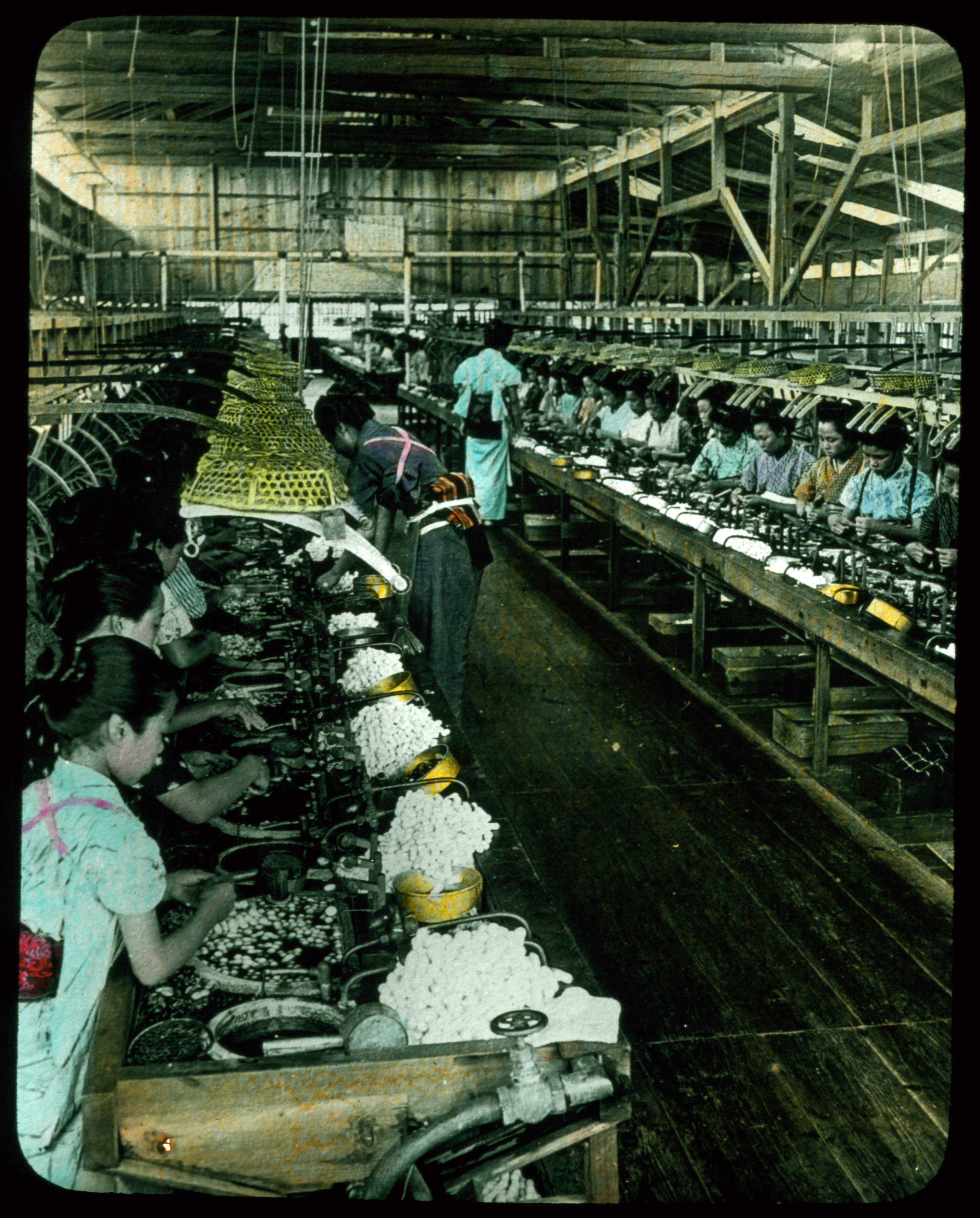
Velká továrna na hedvábí
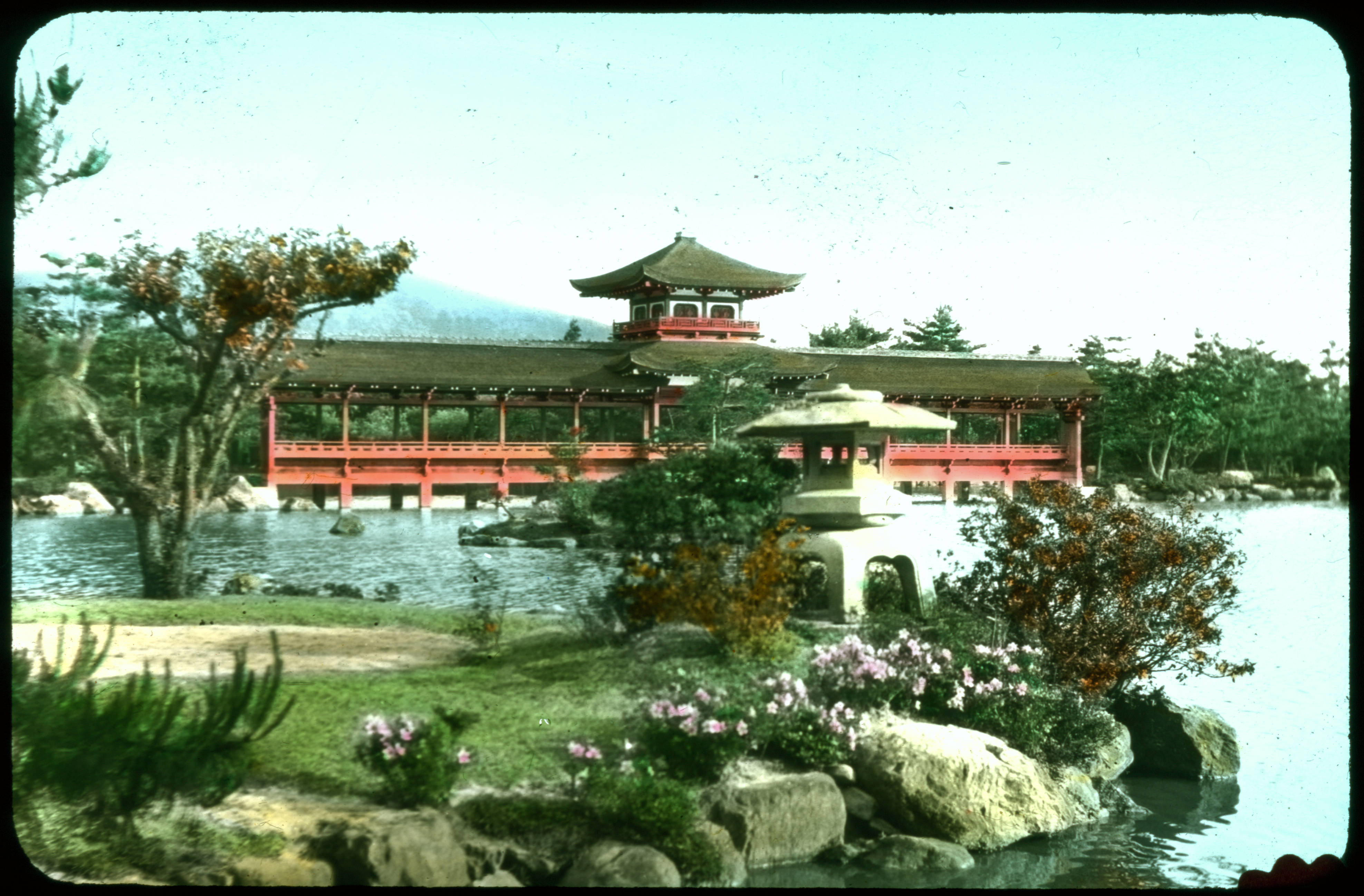
Dlouhý červený dřevěný krytý most s okrasnou střechou; lesy na obou stranách mostu, lesy a hory za nimi; voda a upravený záhon s květinami v popředí
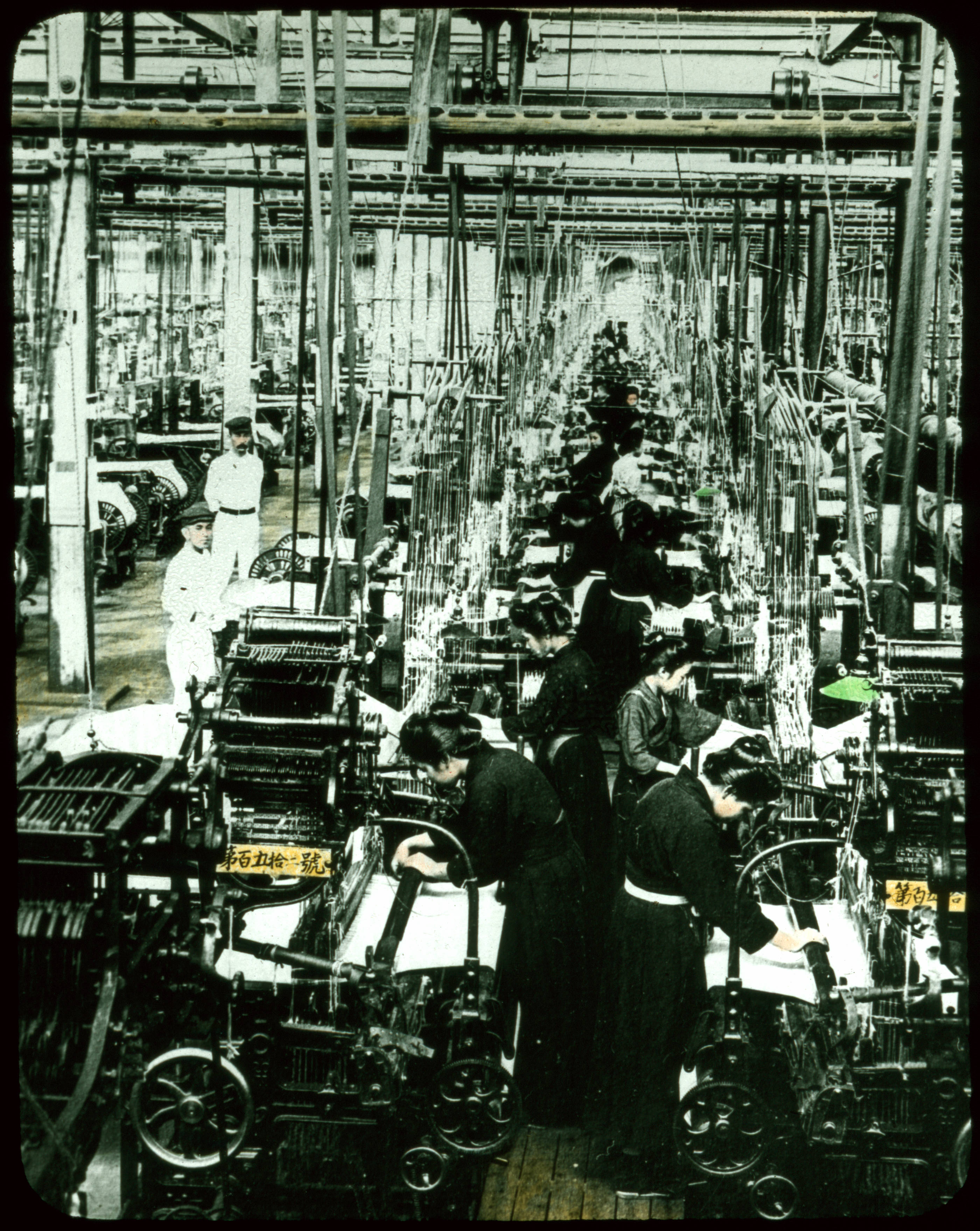
Strojové tkaní v továrně
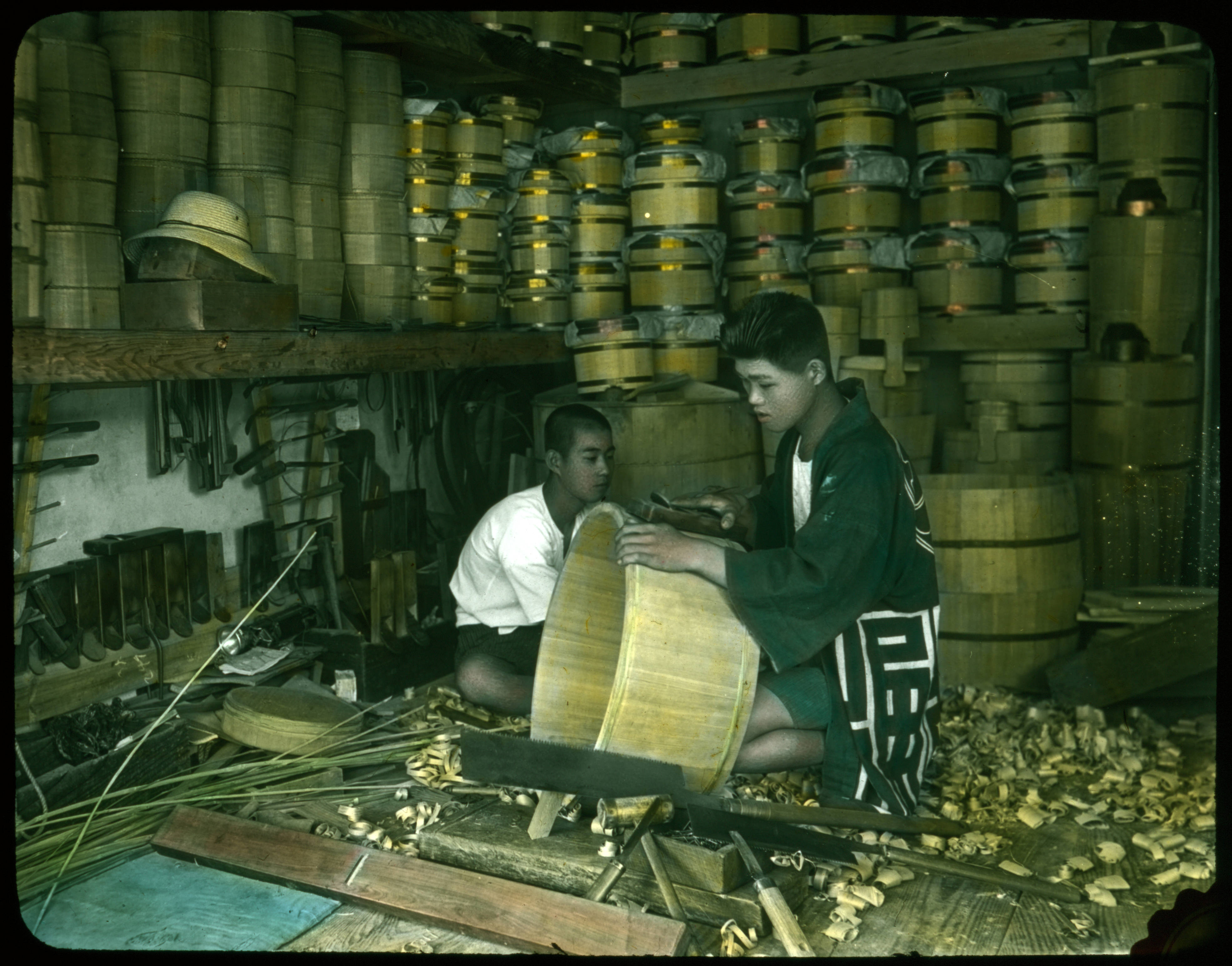
Výroba dřevěných sudů
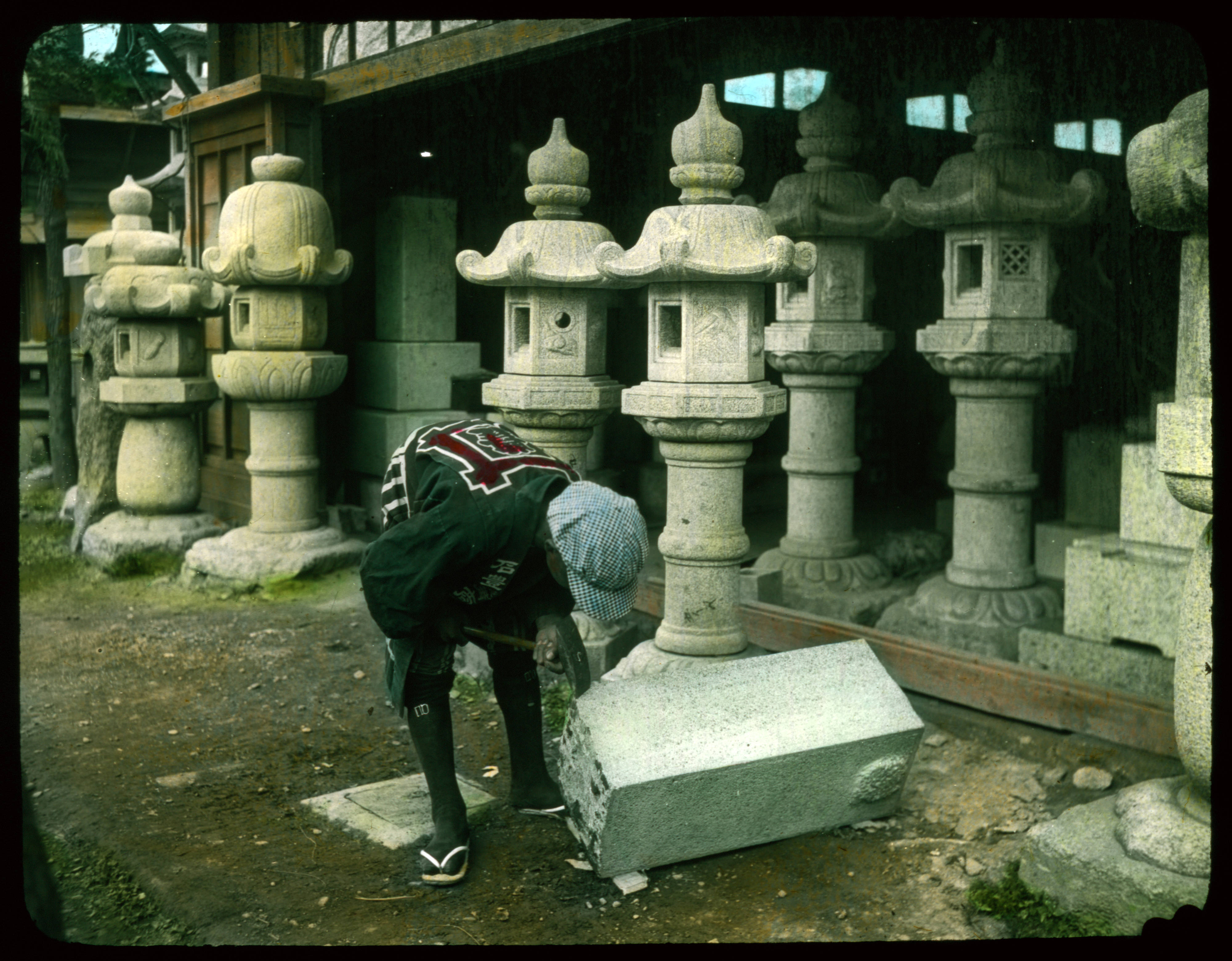
Muž začíná tesat lucernu z bloku kamene
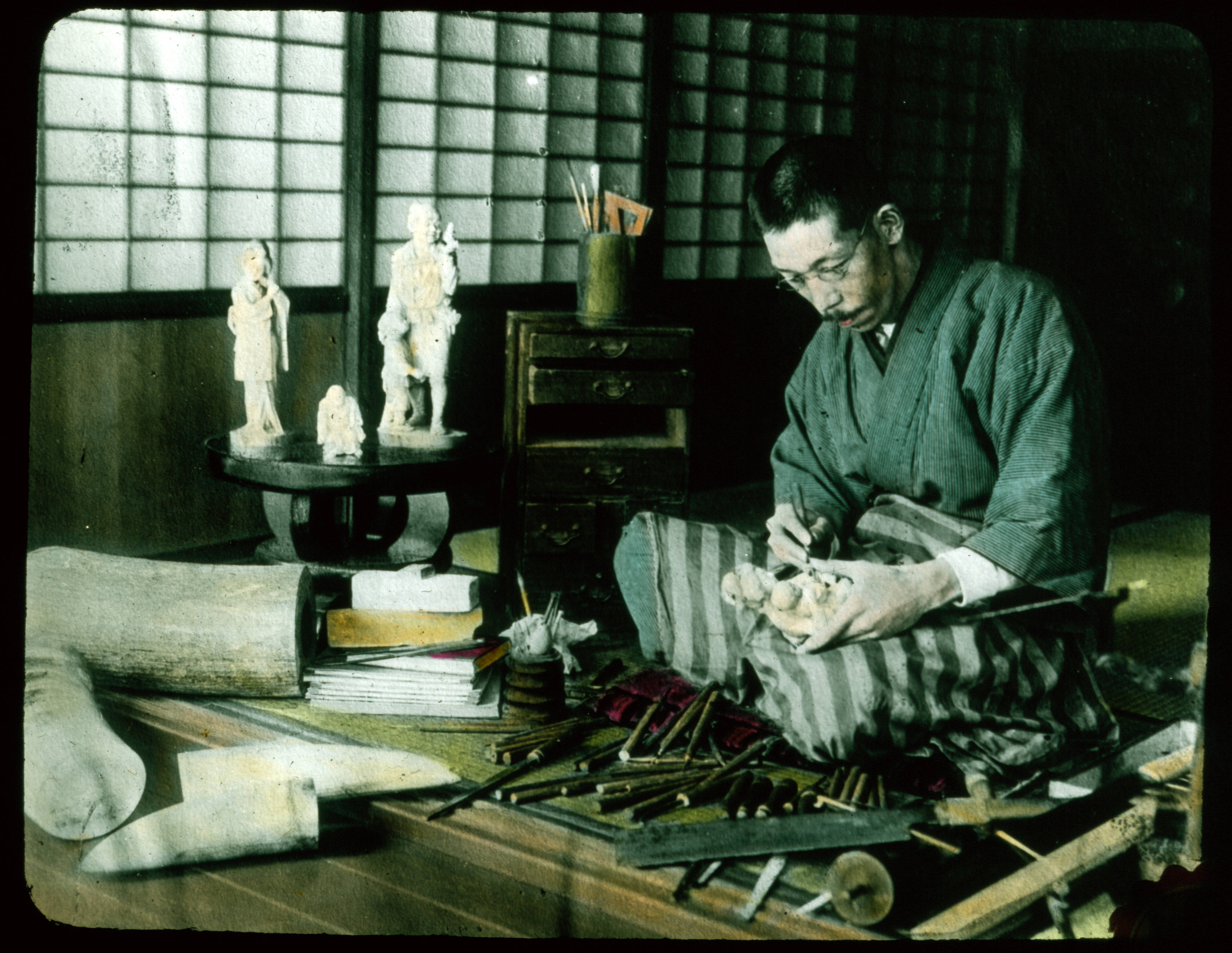
Muž vyřezává sochu matky a dítěte ze slonoviny
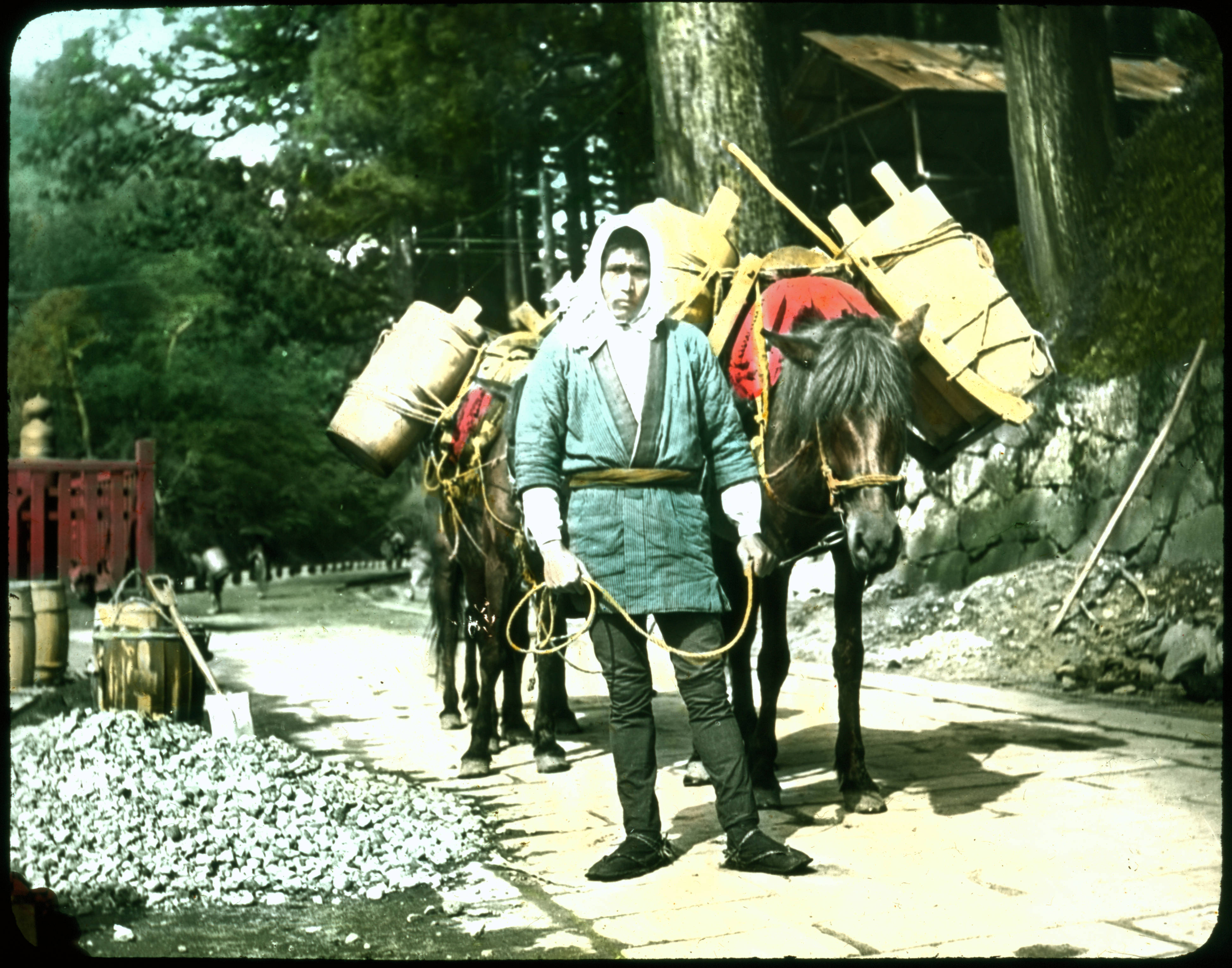
Muž v místním oblečení s tažnými koňmi s nákladem
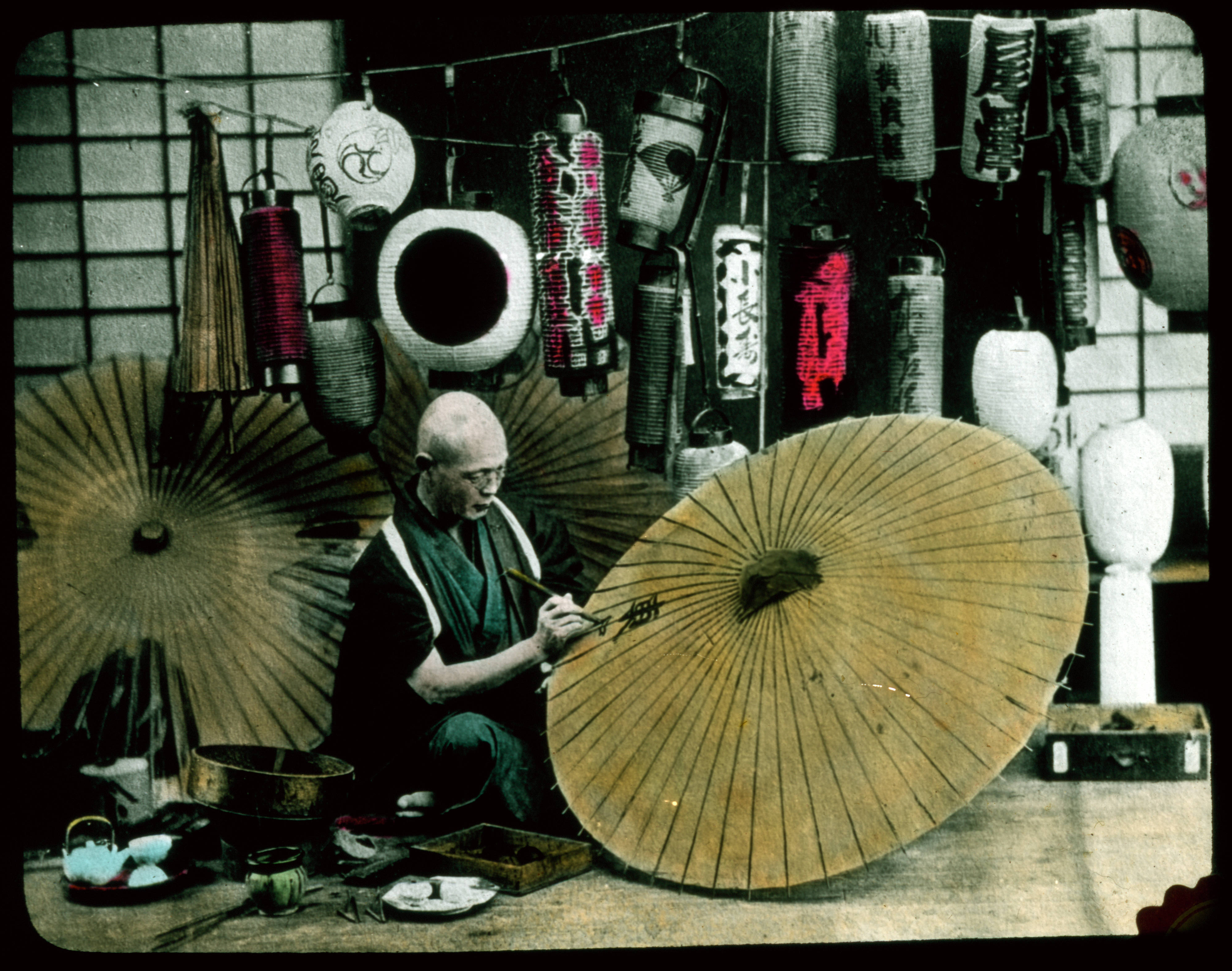
Muž maluje slunečníky; malované lucerny v pozadí
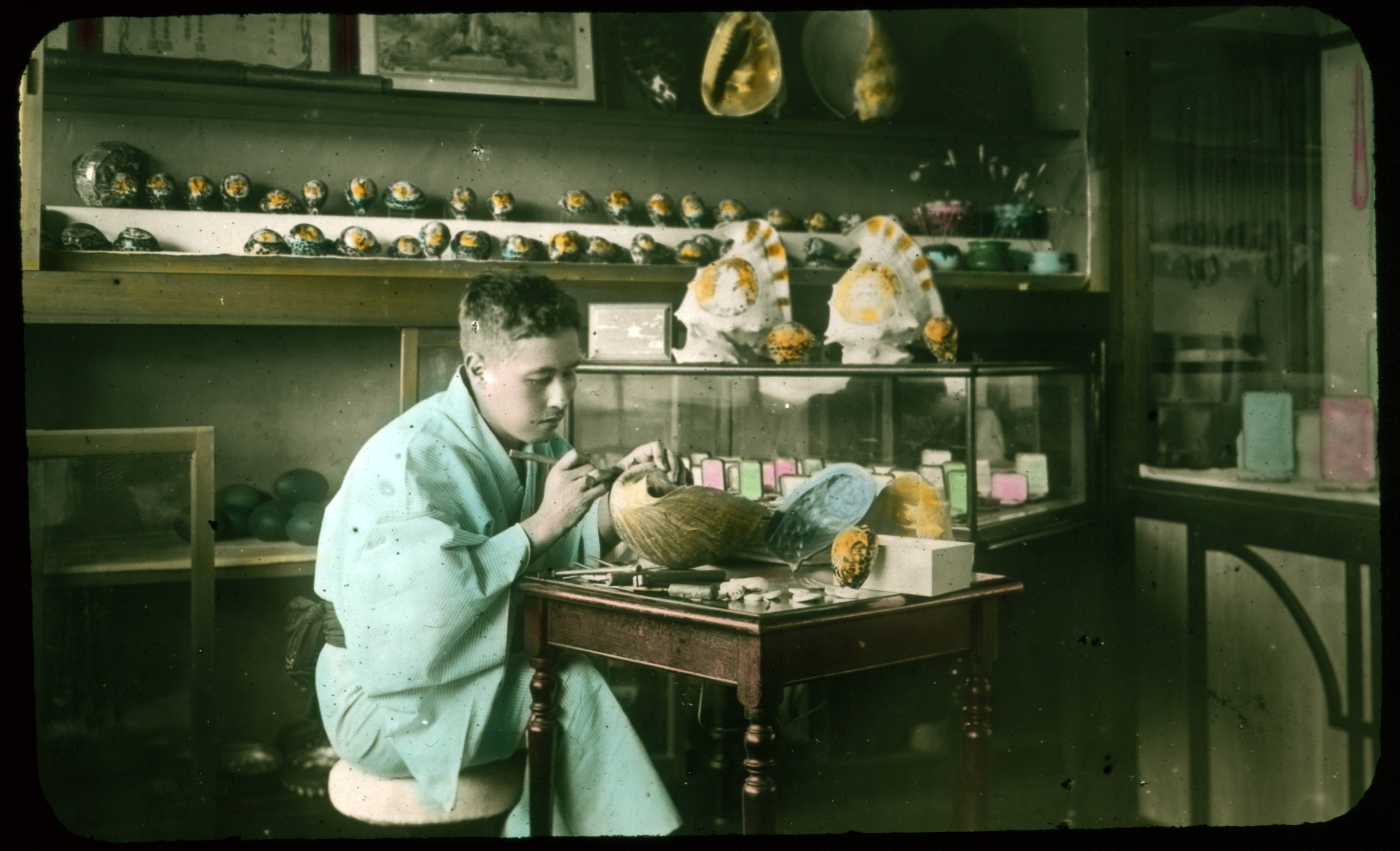
Muž dekoruje mušle
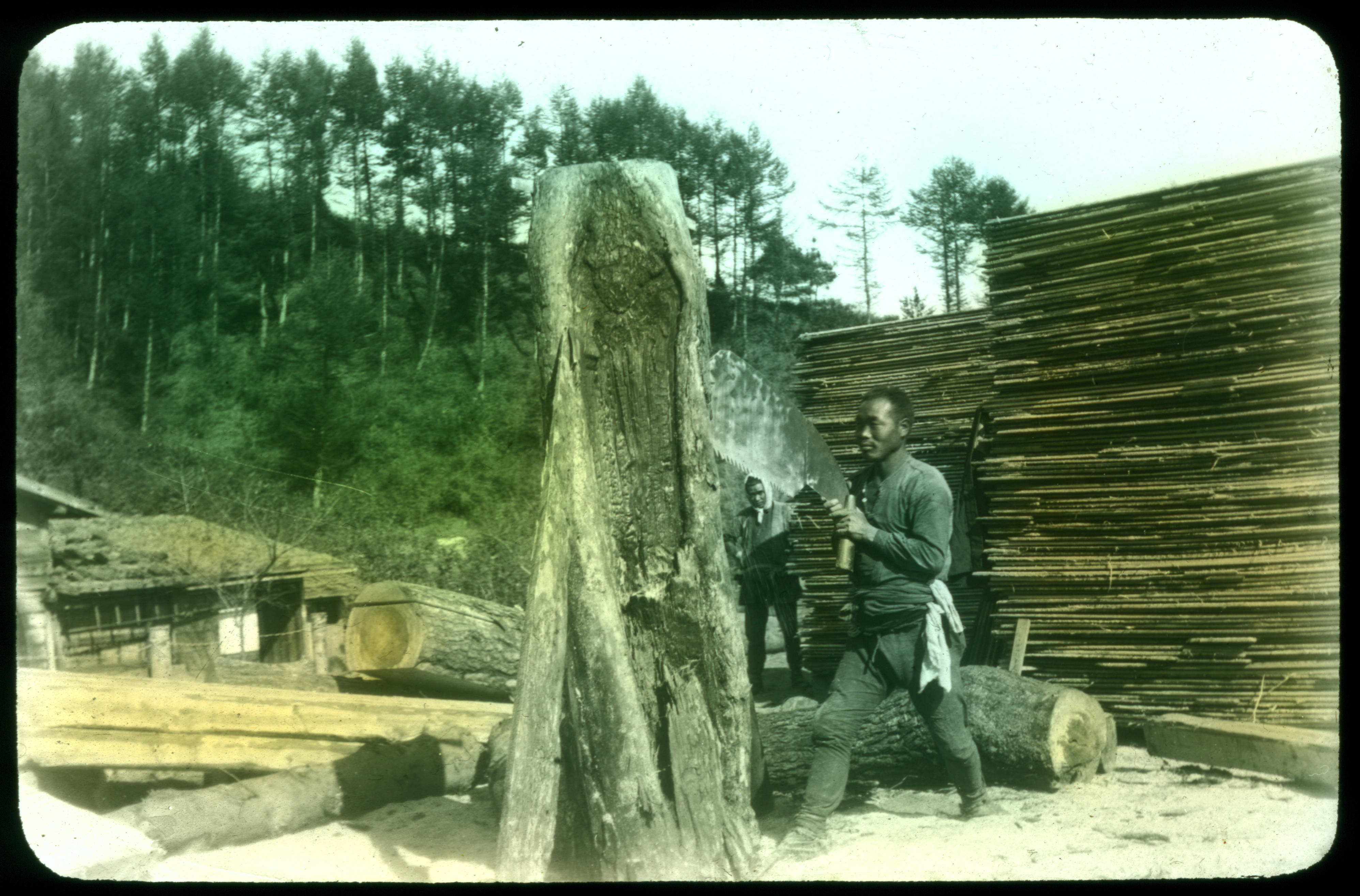
Muž řeže ruční pilou kmen stromu
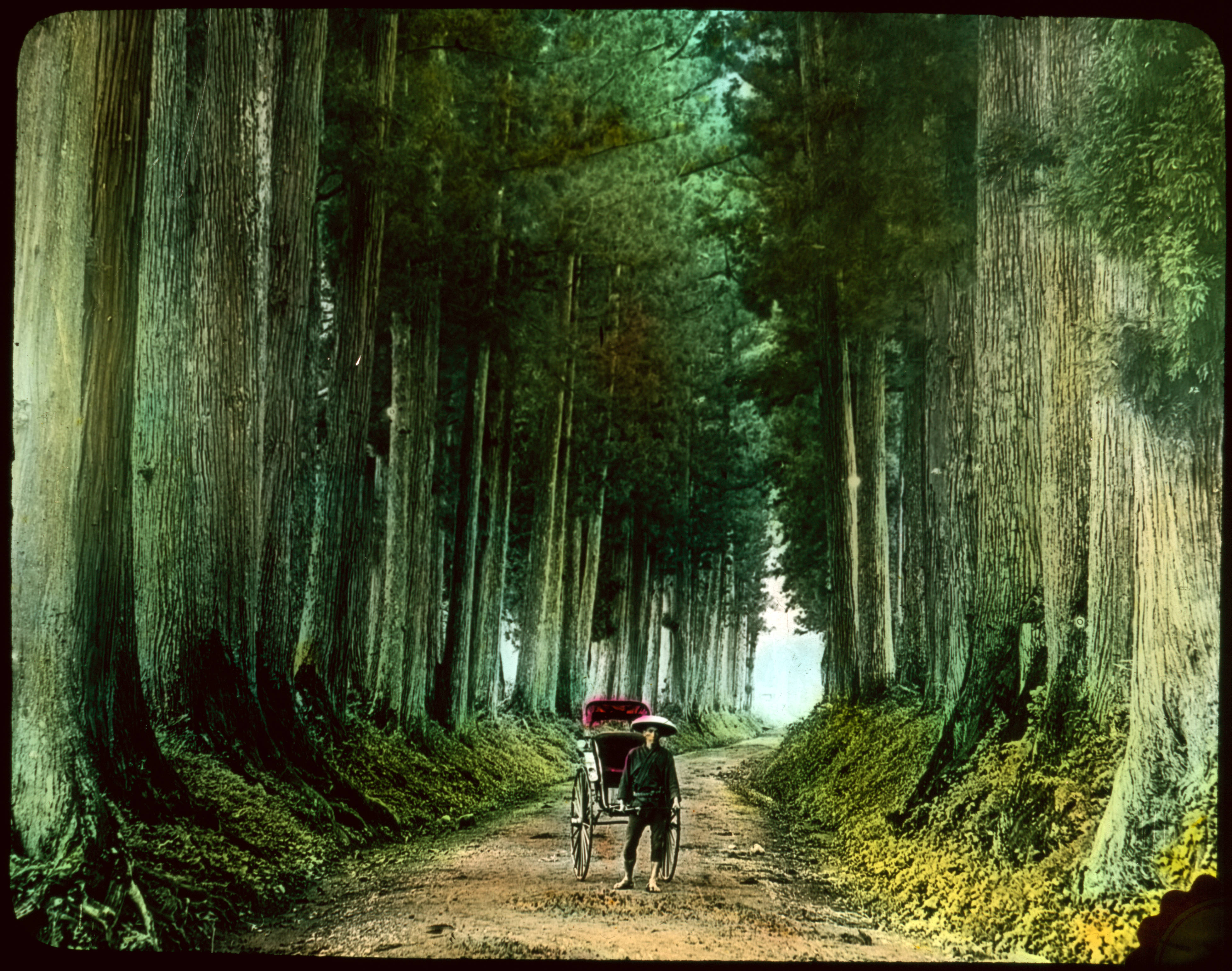
Muž s rikšou na nezpevněné cestě lemované vysokými stromy
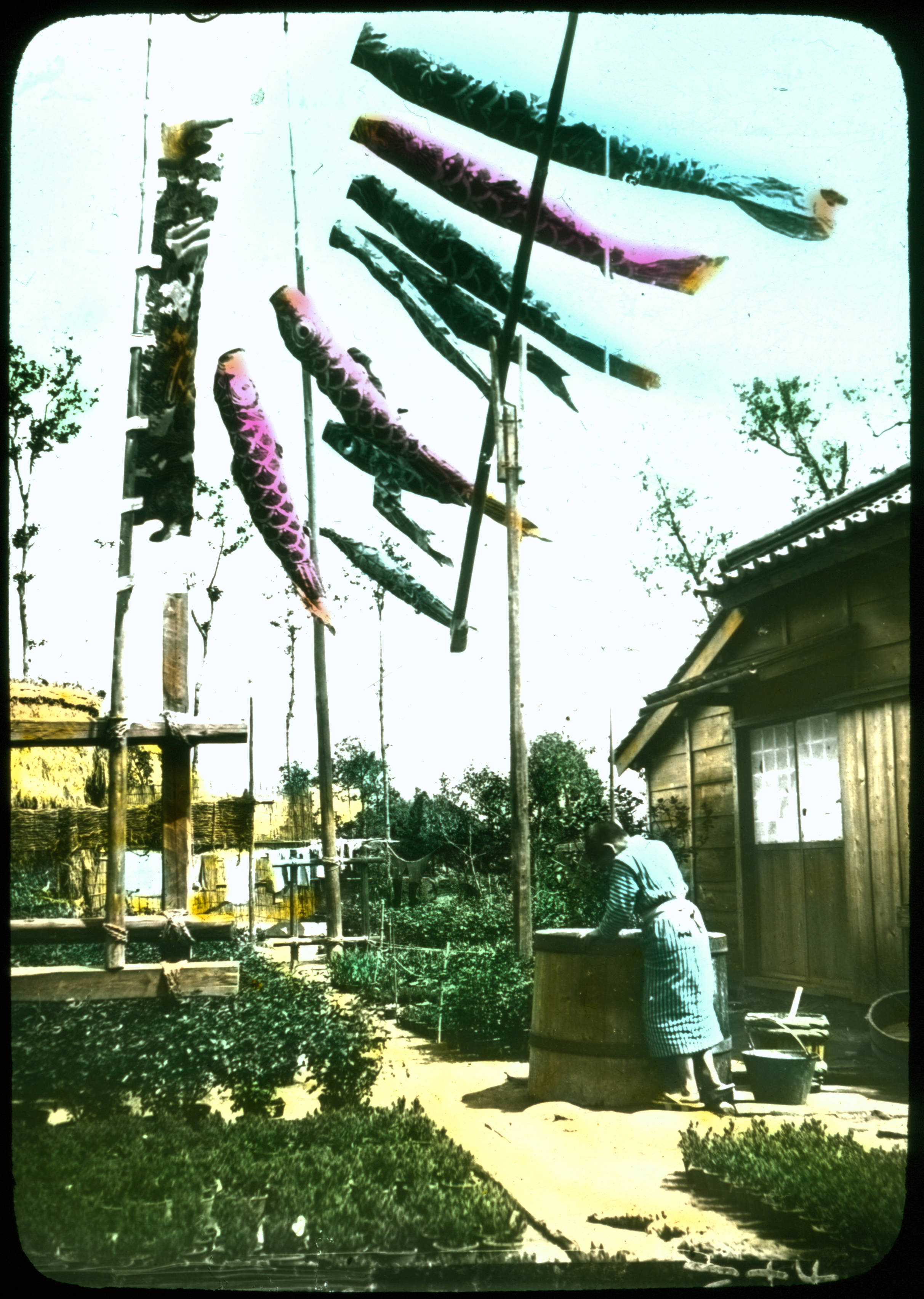
Muž pracující nad velkou dřevěnou vanou; řady rostlin v květináčích v popředí; nad hlavou vlají dekorativní rybí vlajky
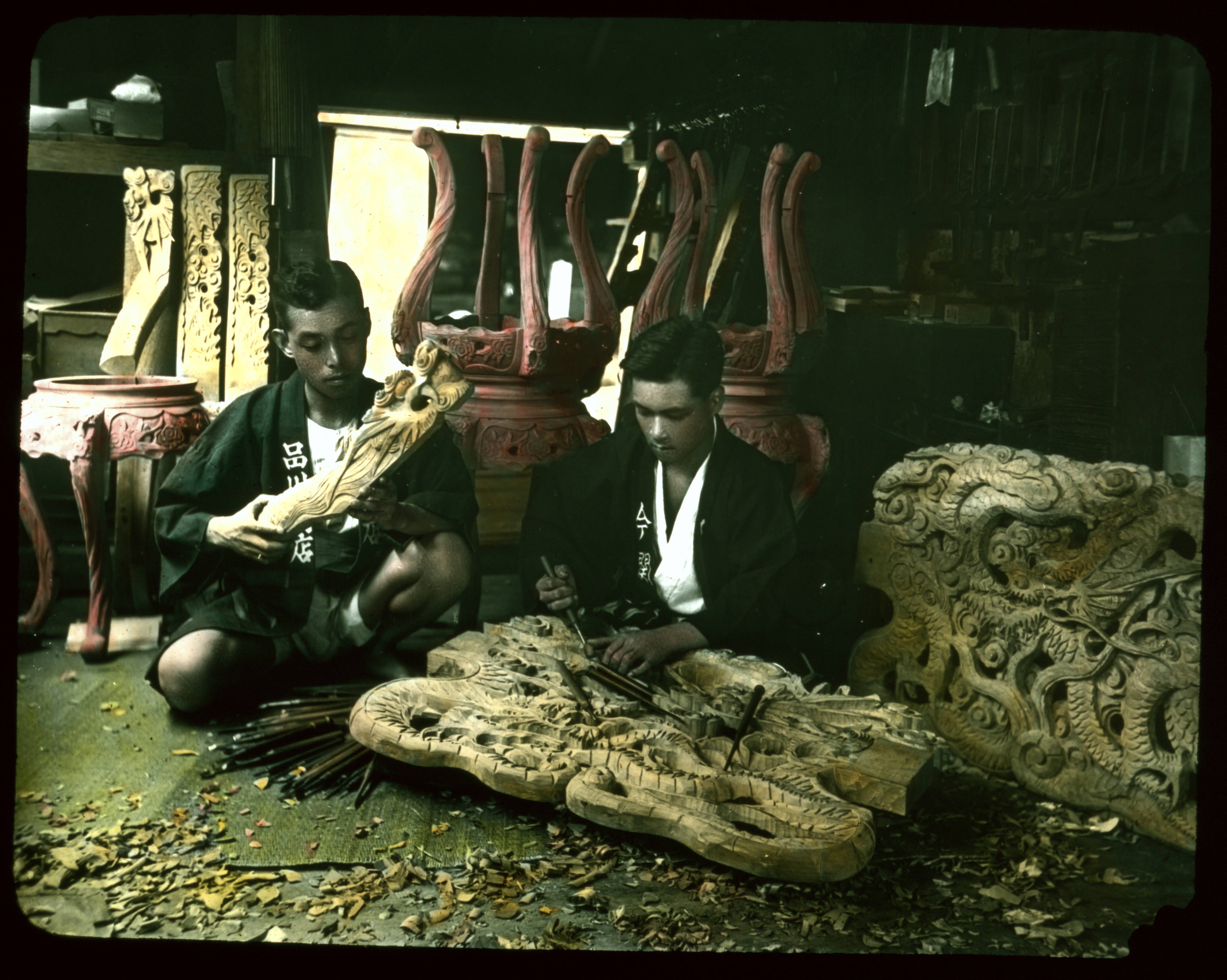
Muži vyřezávají dřevěný nábytek složitými vzory
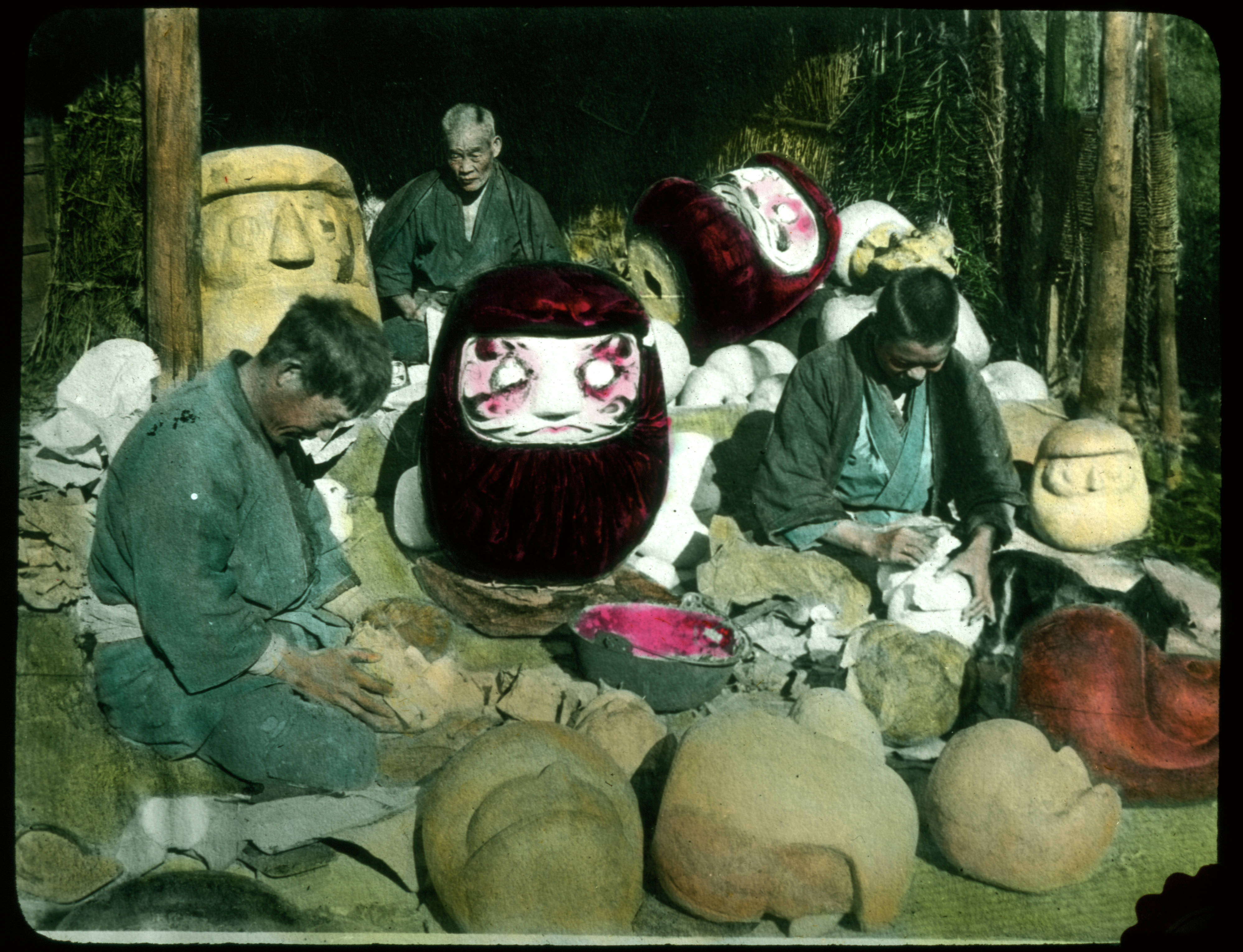
Muži vyrábějí hliněné formy na obří masky
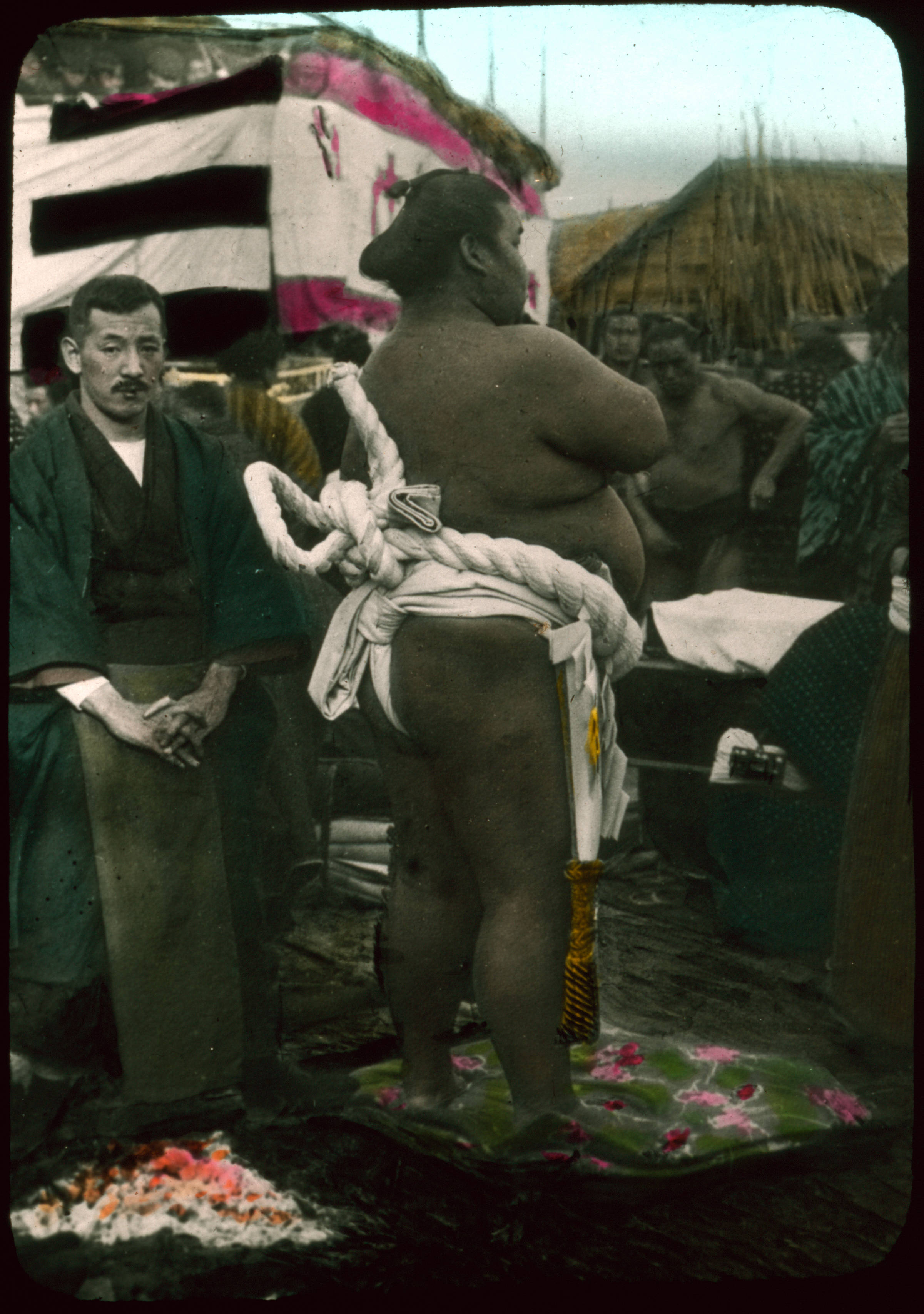
Muži se připravují na zápas sumo
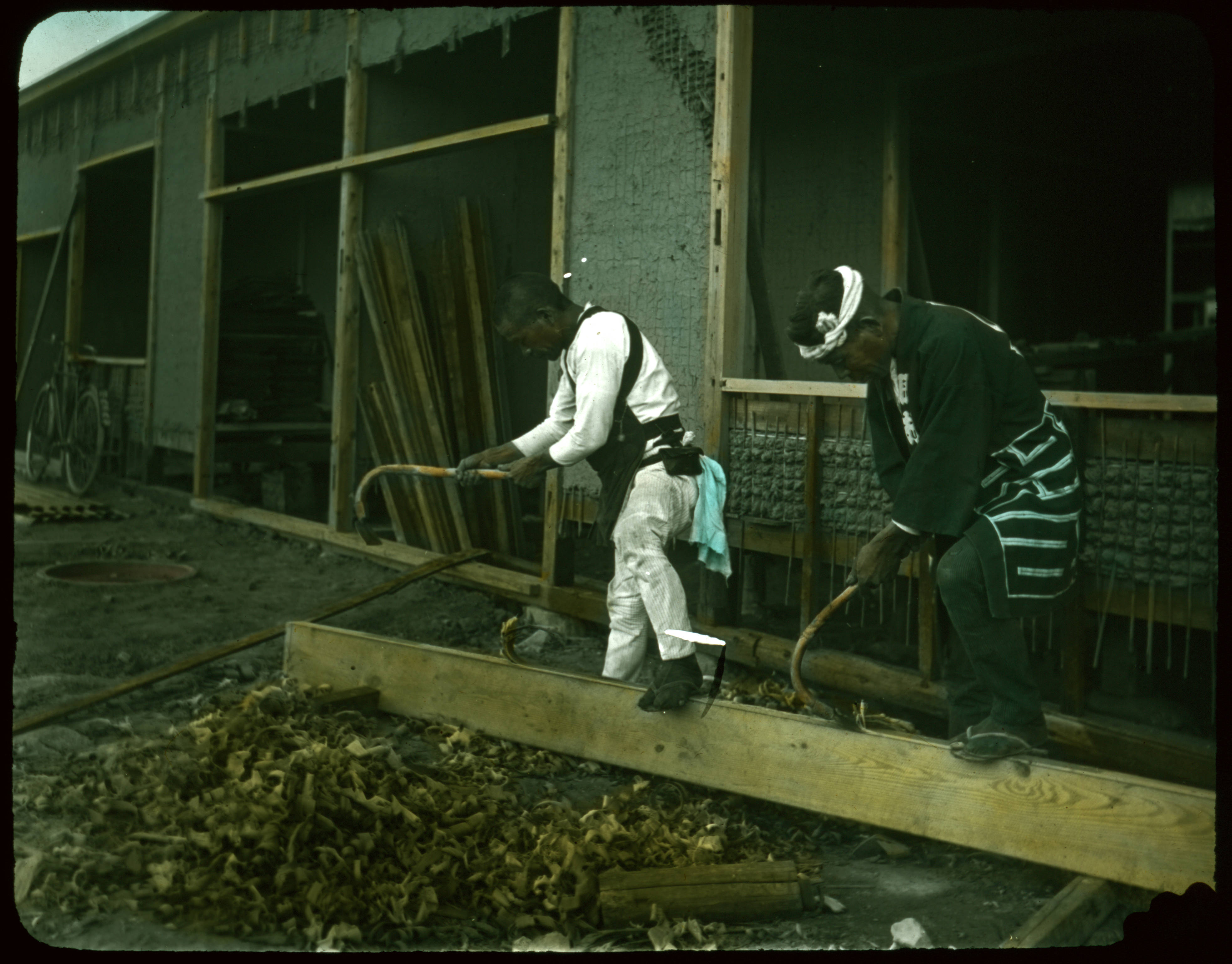
Muži osekávají okraje prkna
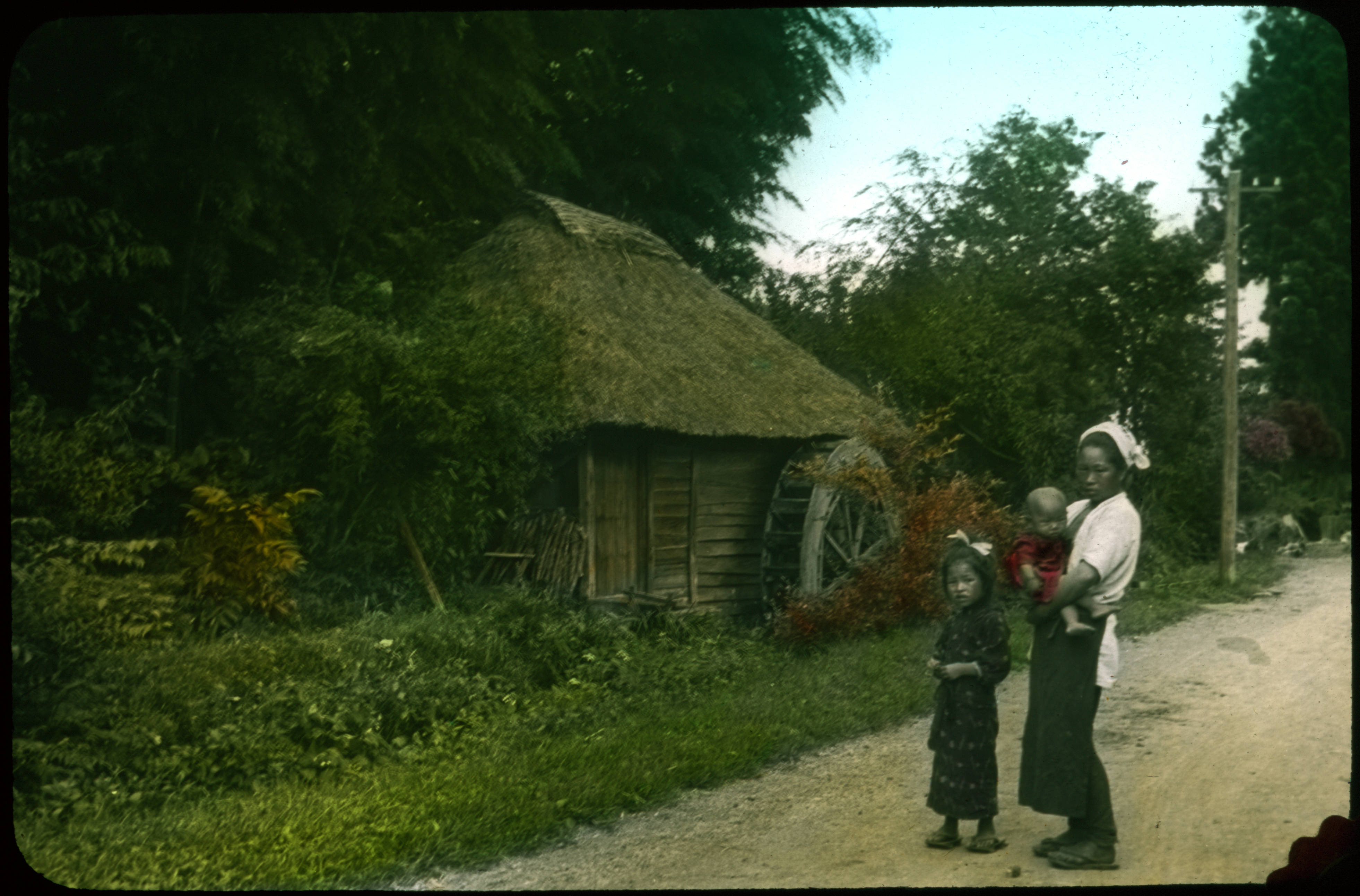
Matka s dětmi před venkovskou chatou s vodním kolem
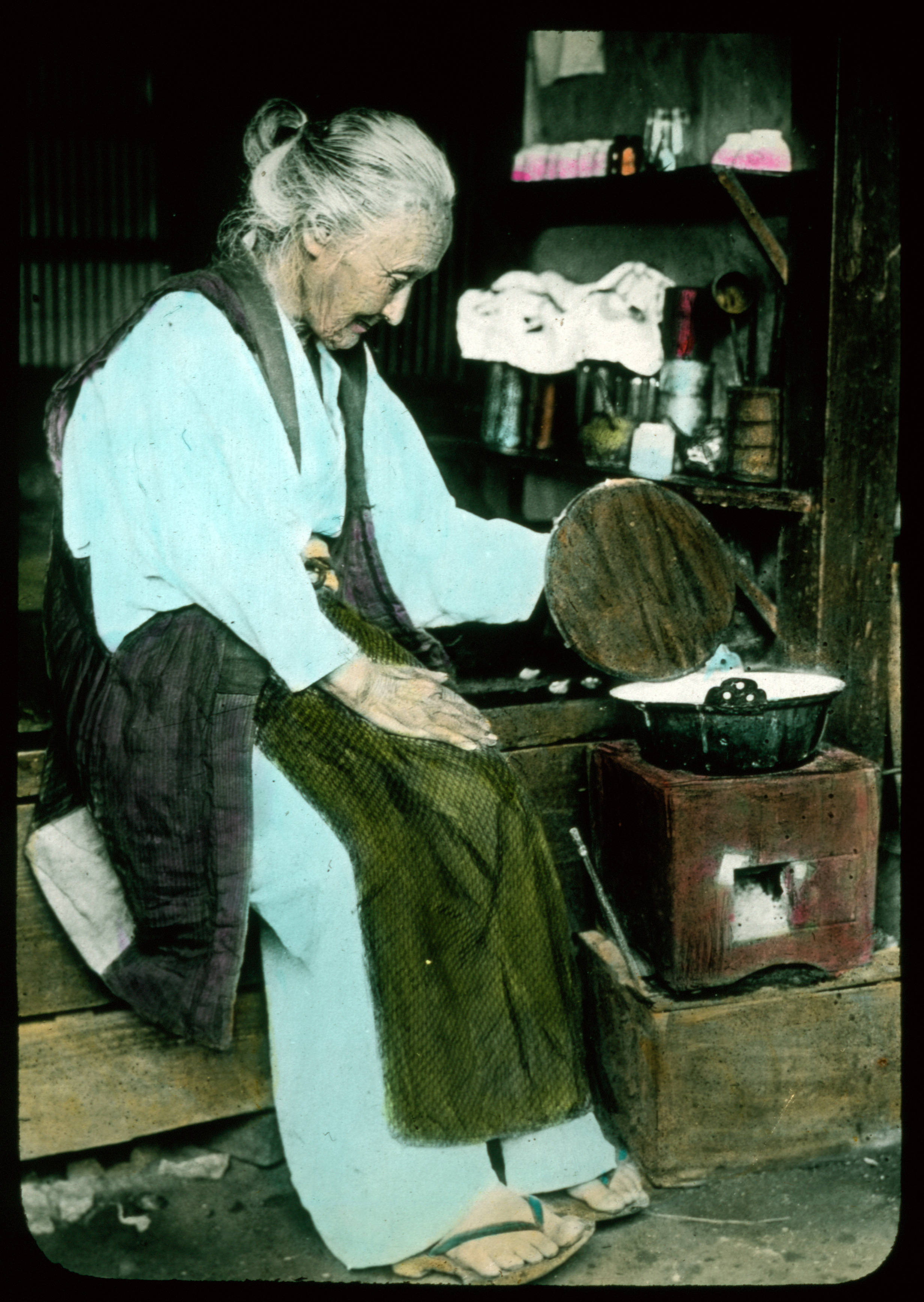
Stařenka v kůlně vaří v černém hrnci
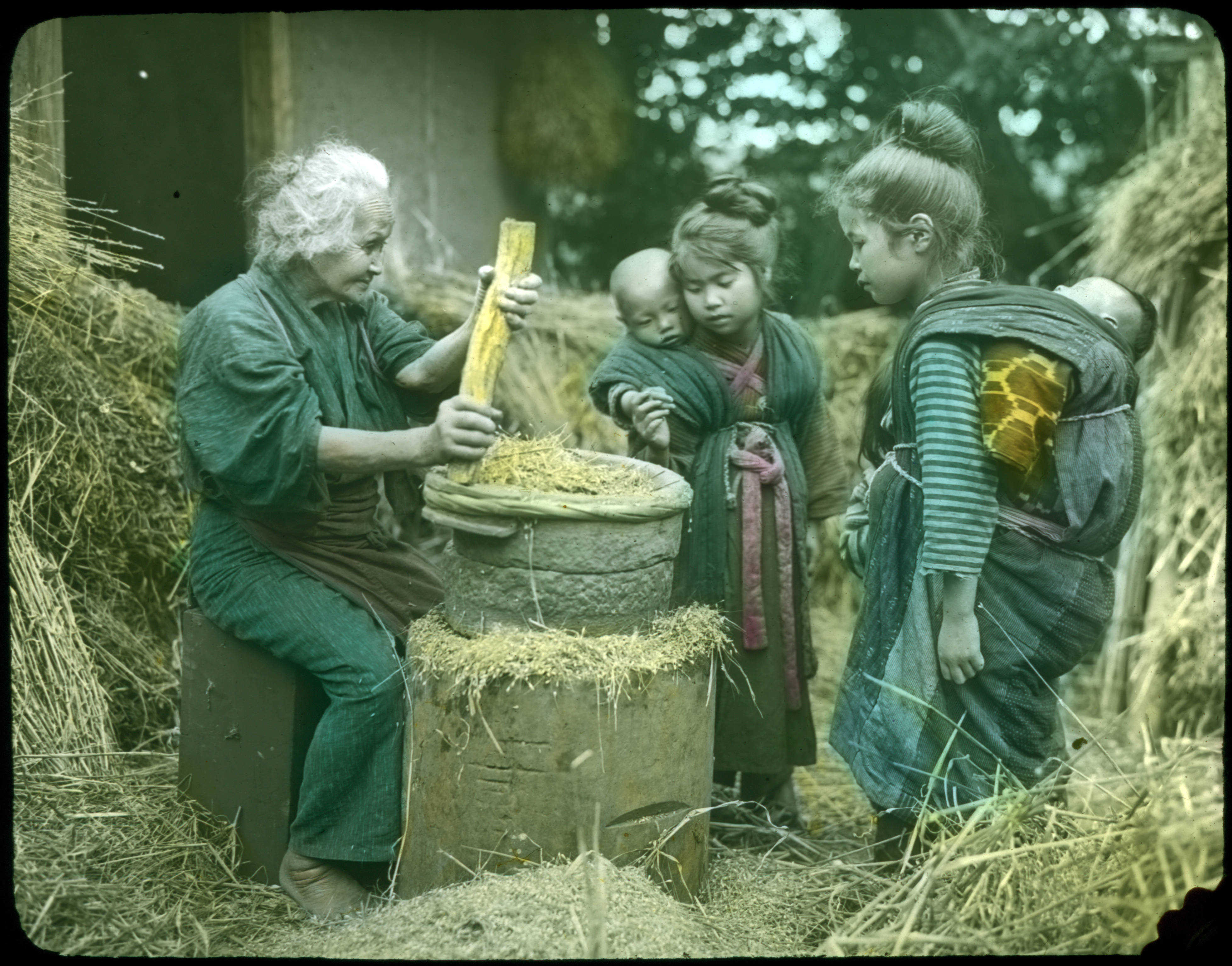
Stařenka pracuje s brusným kamenem; dvě děvčátka s miminky na zádech se na ni dívají
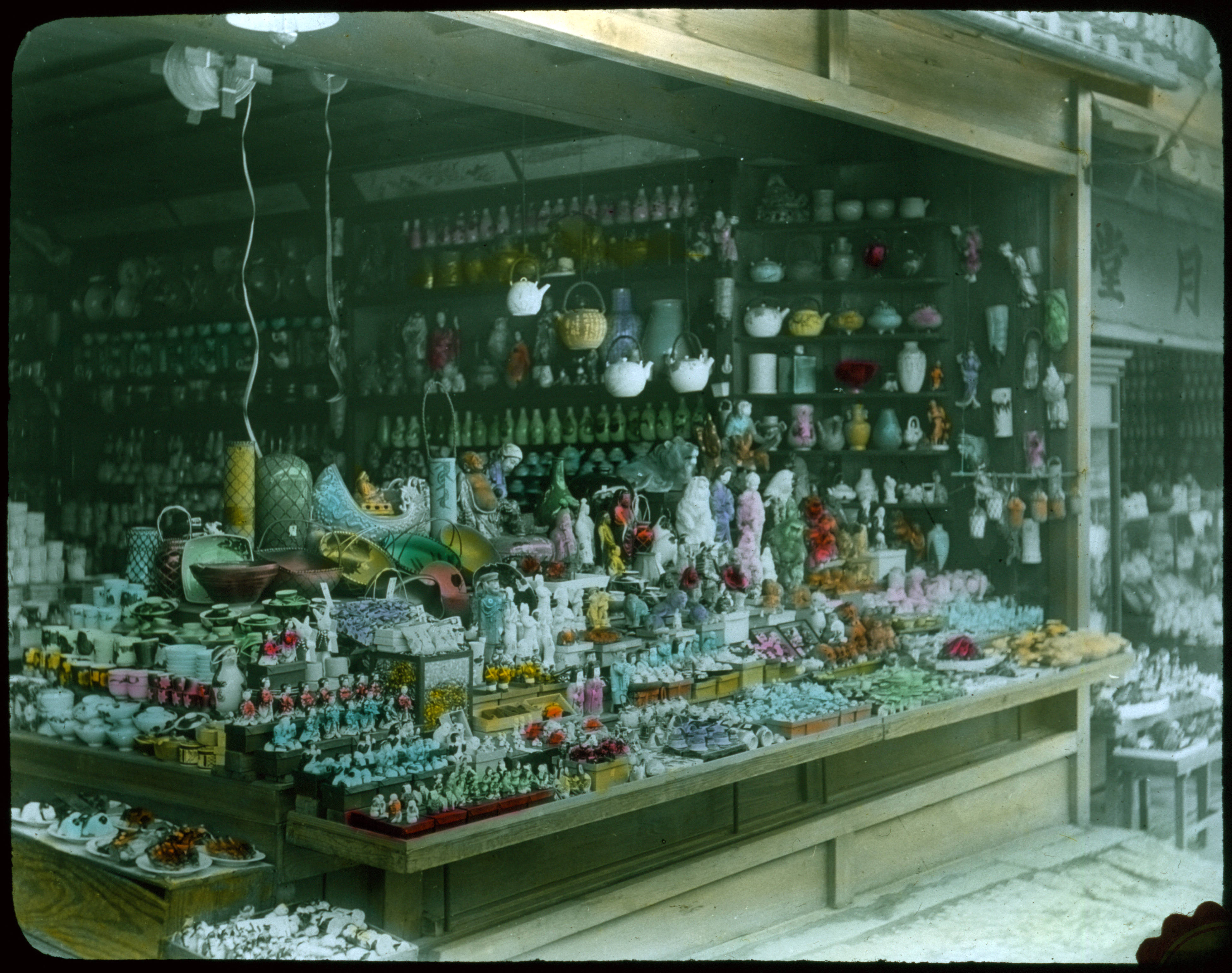
Otevřená prodejna keramiky
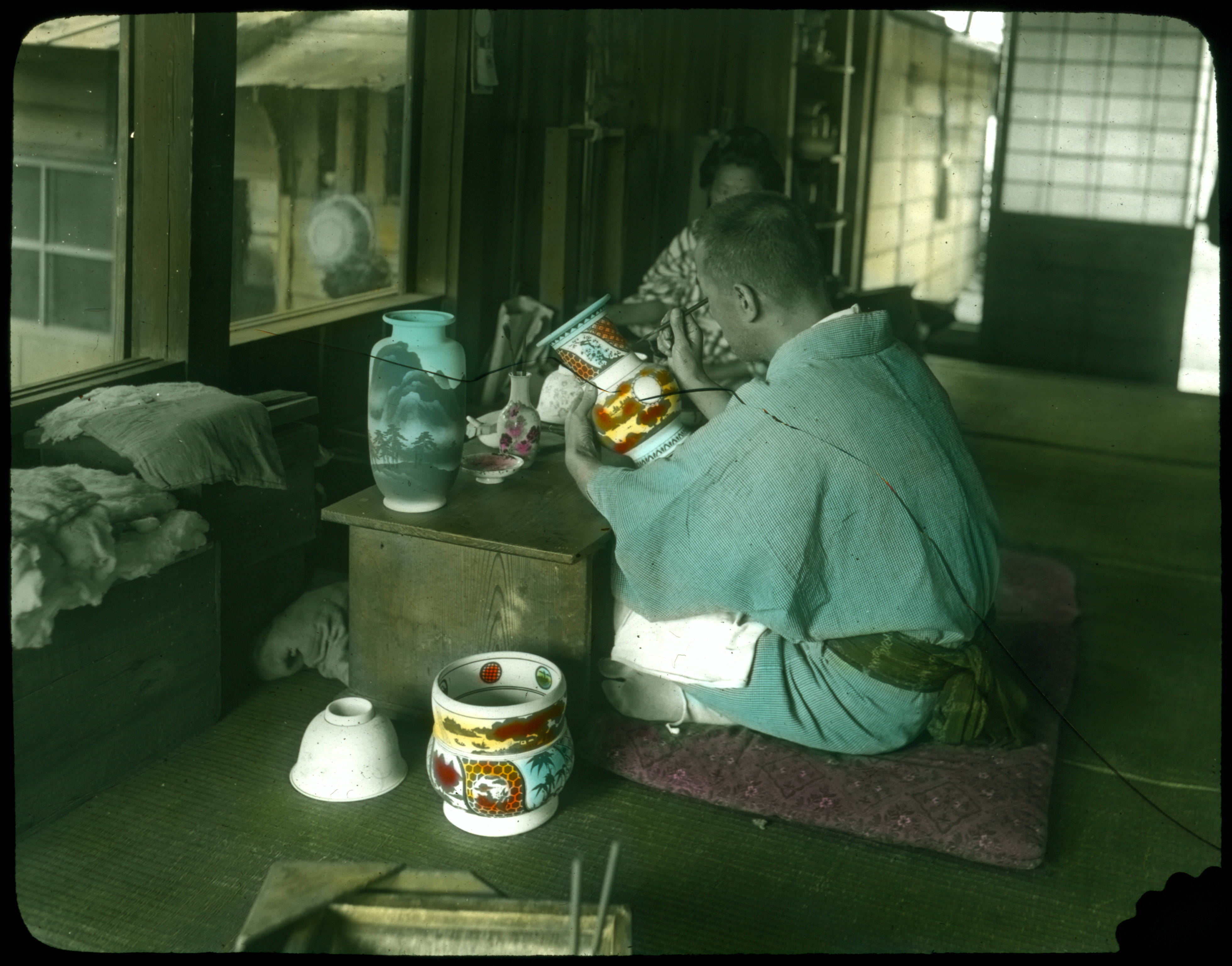
Malování váz (skleněný pozitiv je prasklý)
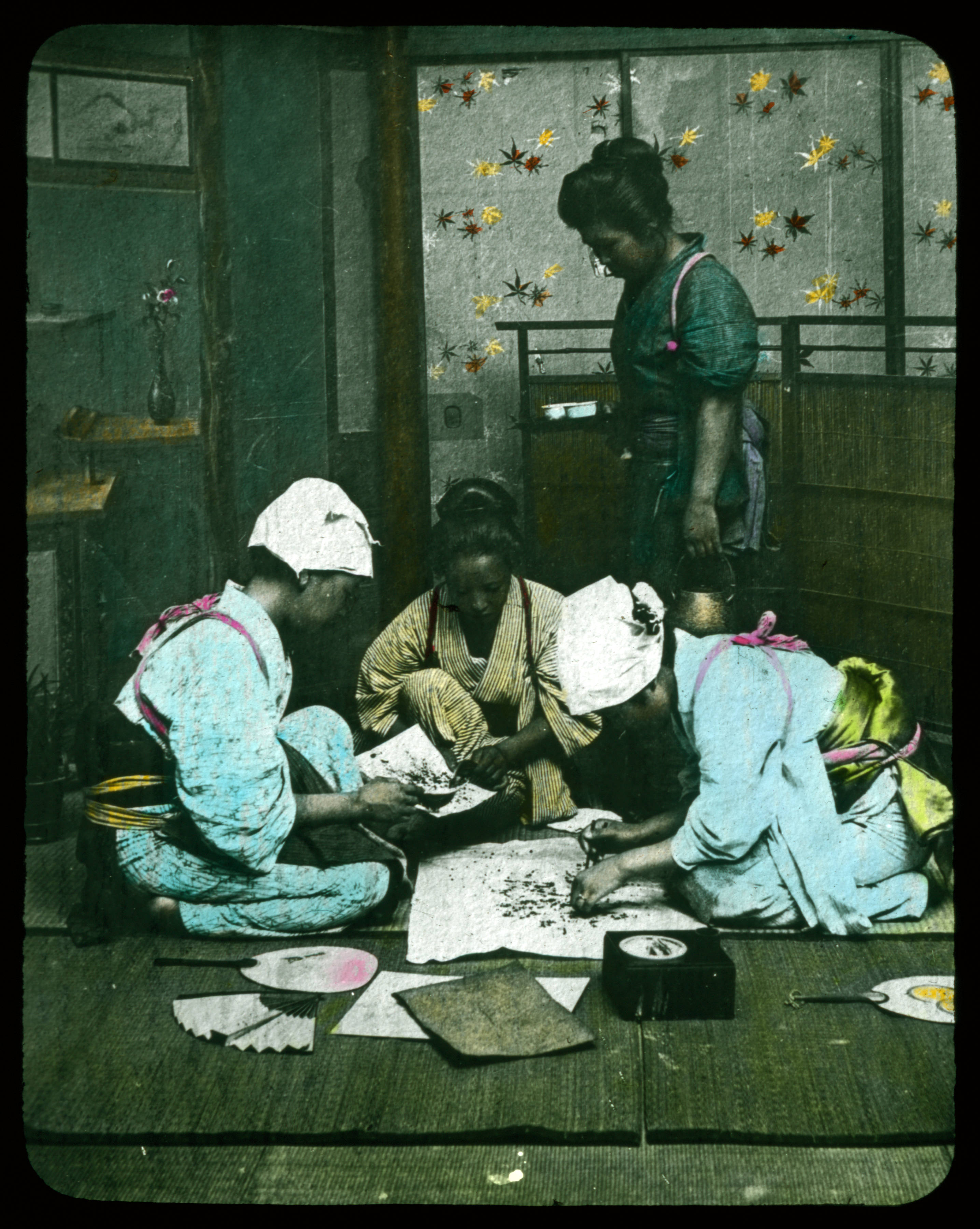
Balení vajíček do papíru na příští rok
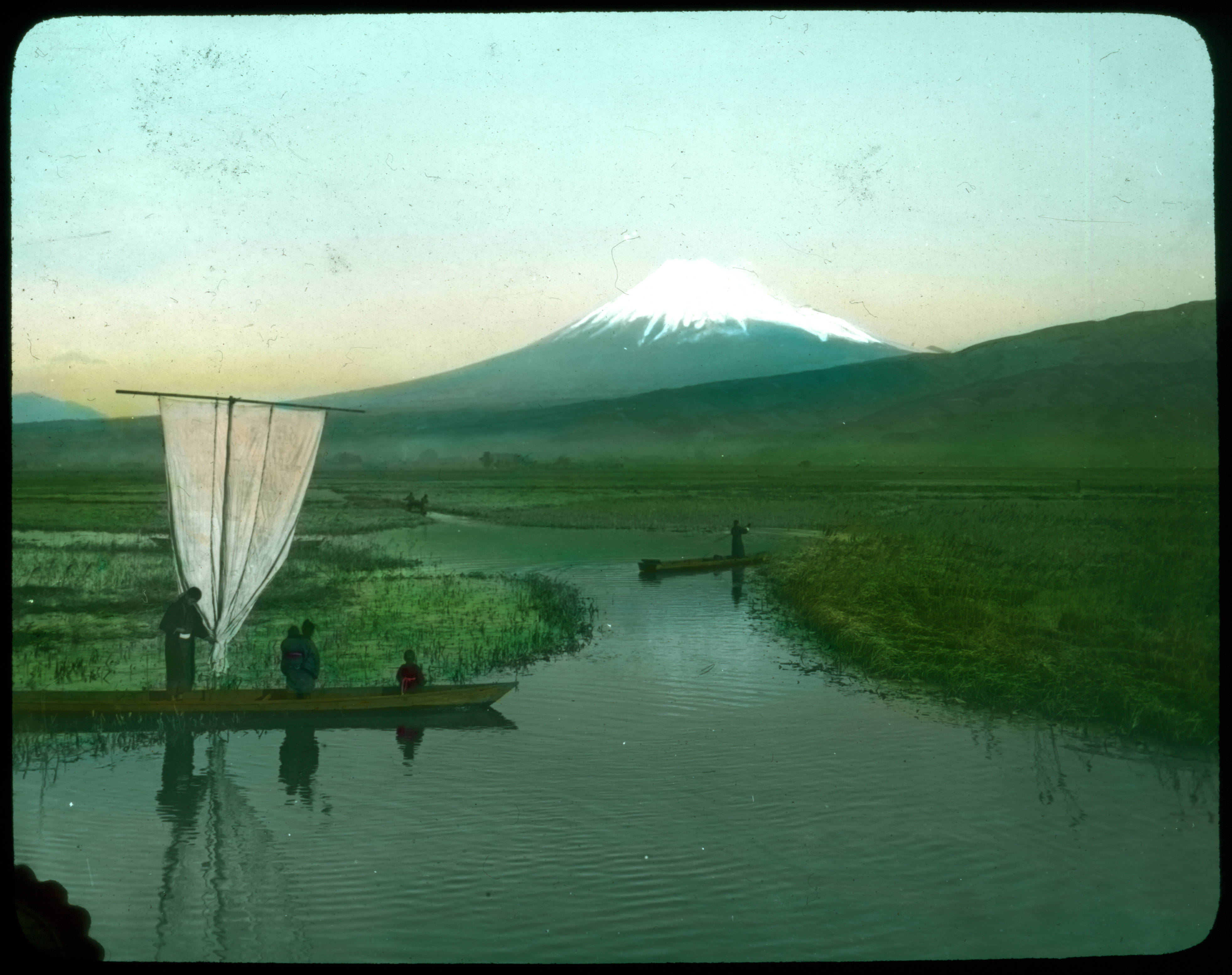
Lidé v loďkách na vodních cestách přes rýžová pole; zasněžená hora v pozadí
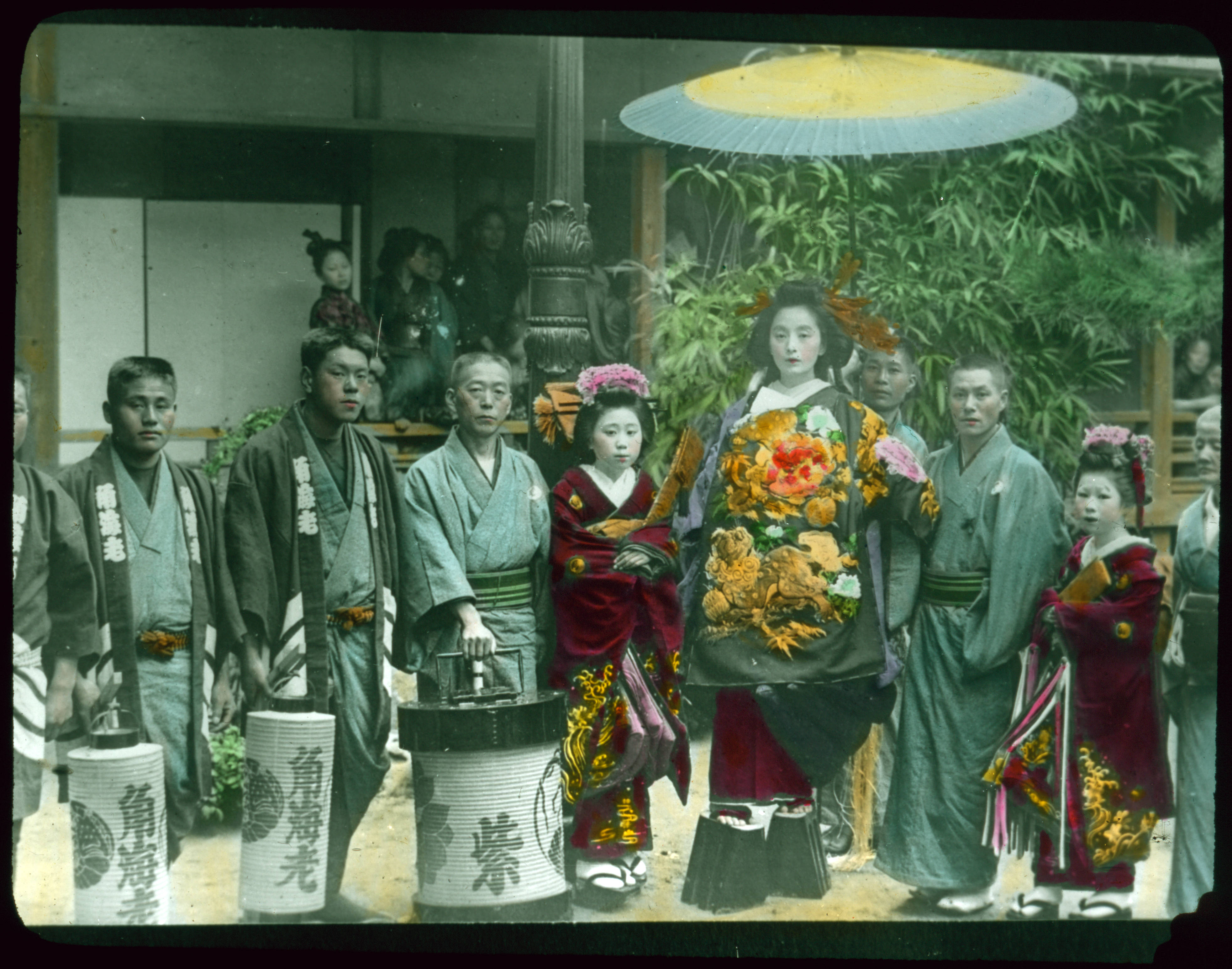
Lidé ve slavnostním oblečení s lucernami, pózují fotografovi
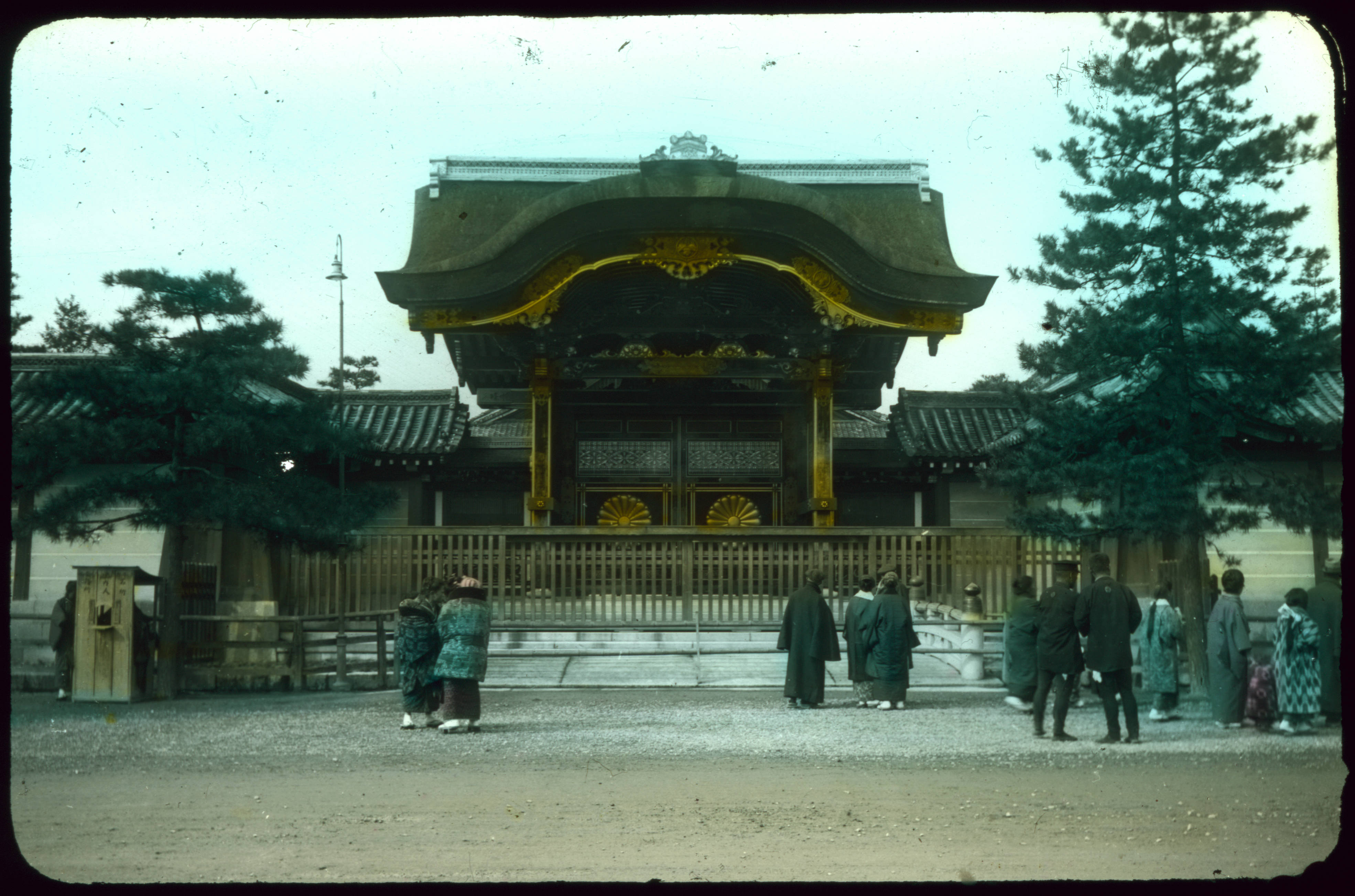
Lidé v tradičním oblečení a muži v uniformách stojící před budovou se zlaceným lemováním
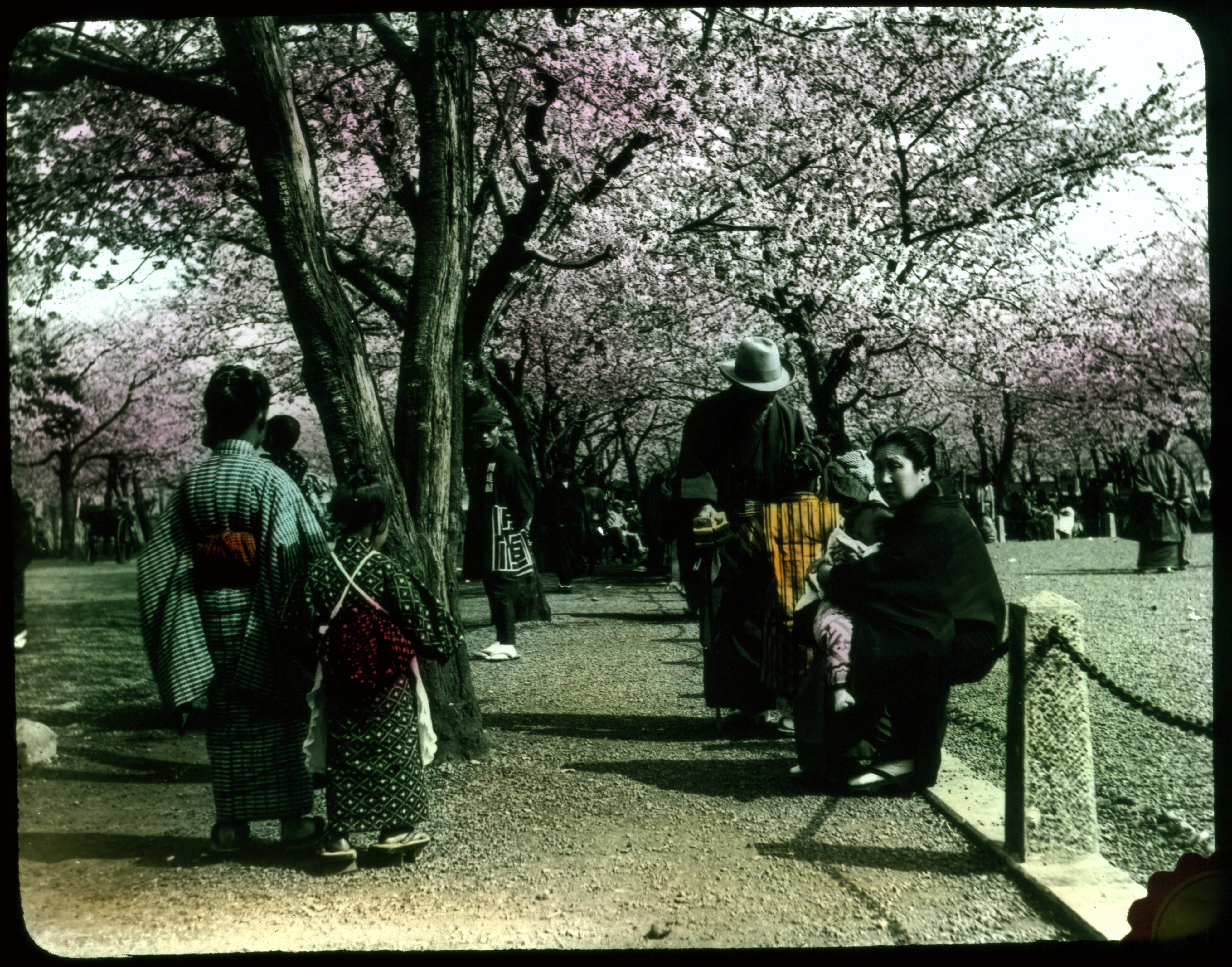
Lidé v tradičním oblečení v parku
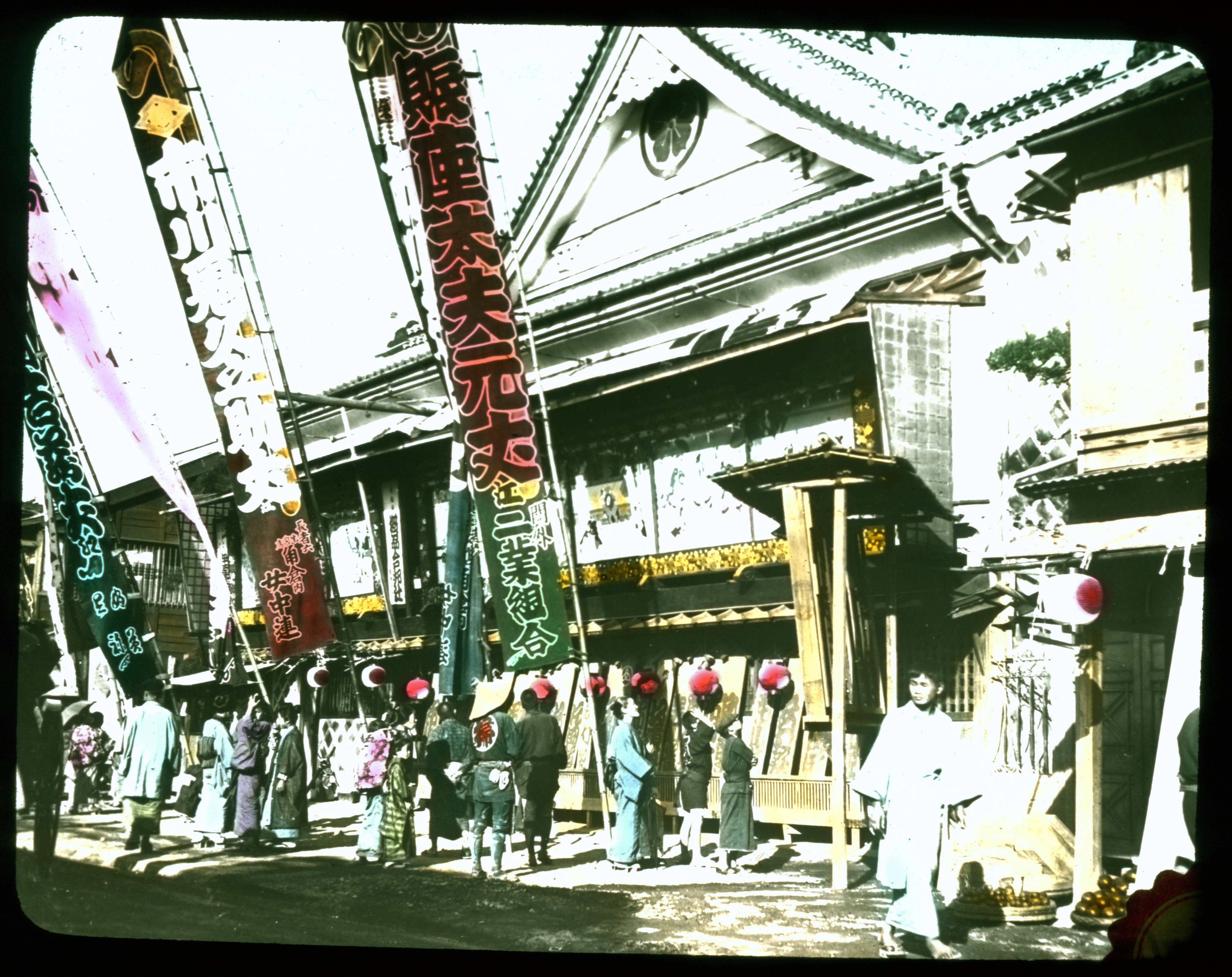
Lidé na ulici v tradičním oděvu u budovy zdobené velkými transparenty, lucernami a nápisy
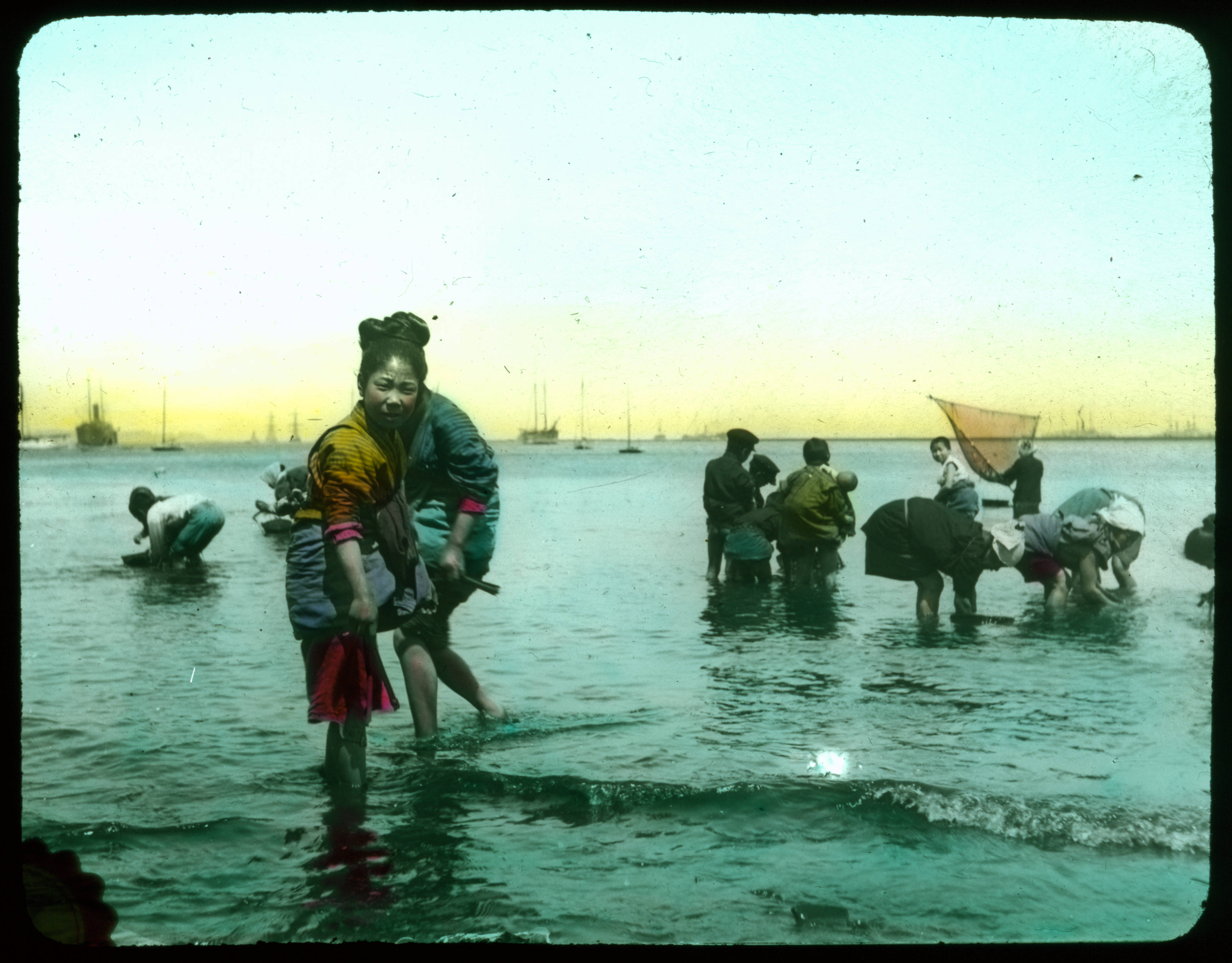
Lidé se brodí v moři; rybář s ruční sítí; lodě v pozadí
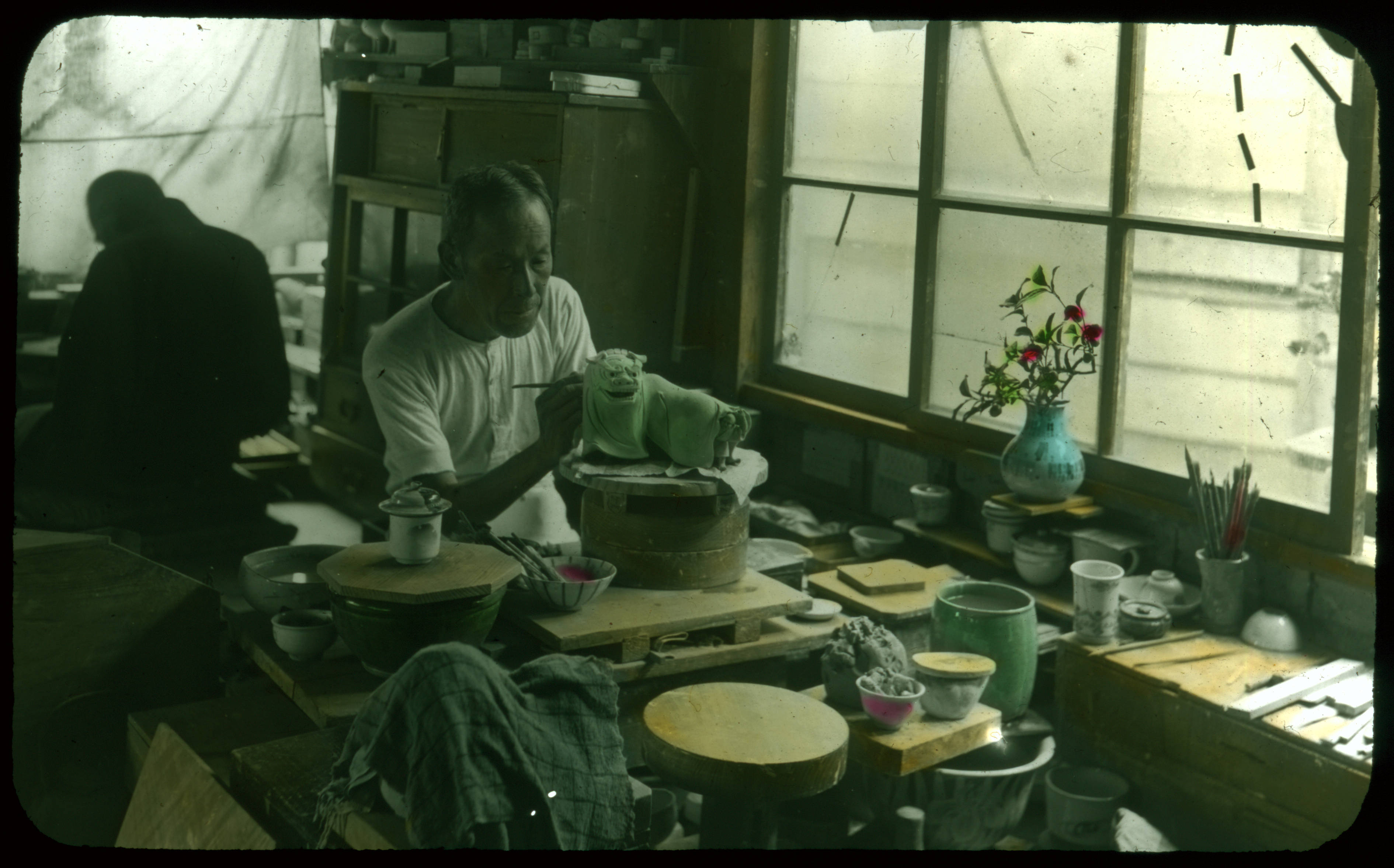
Keramik při práci na postavě lva
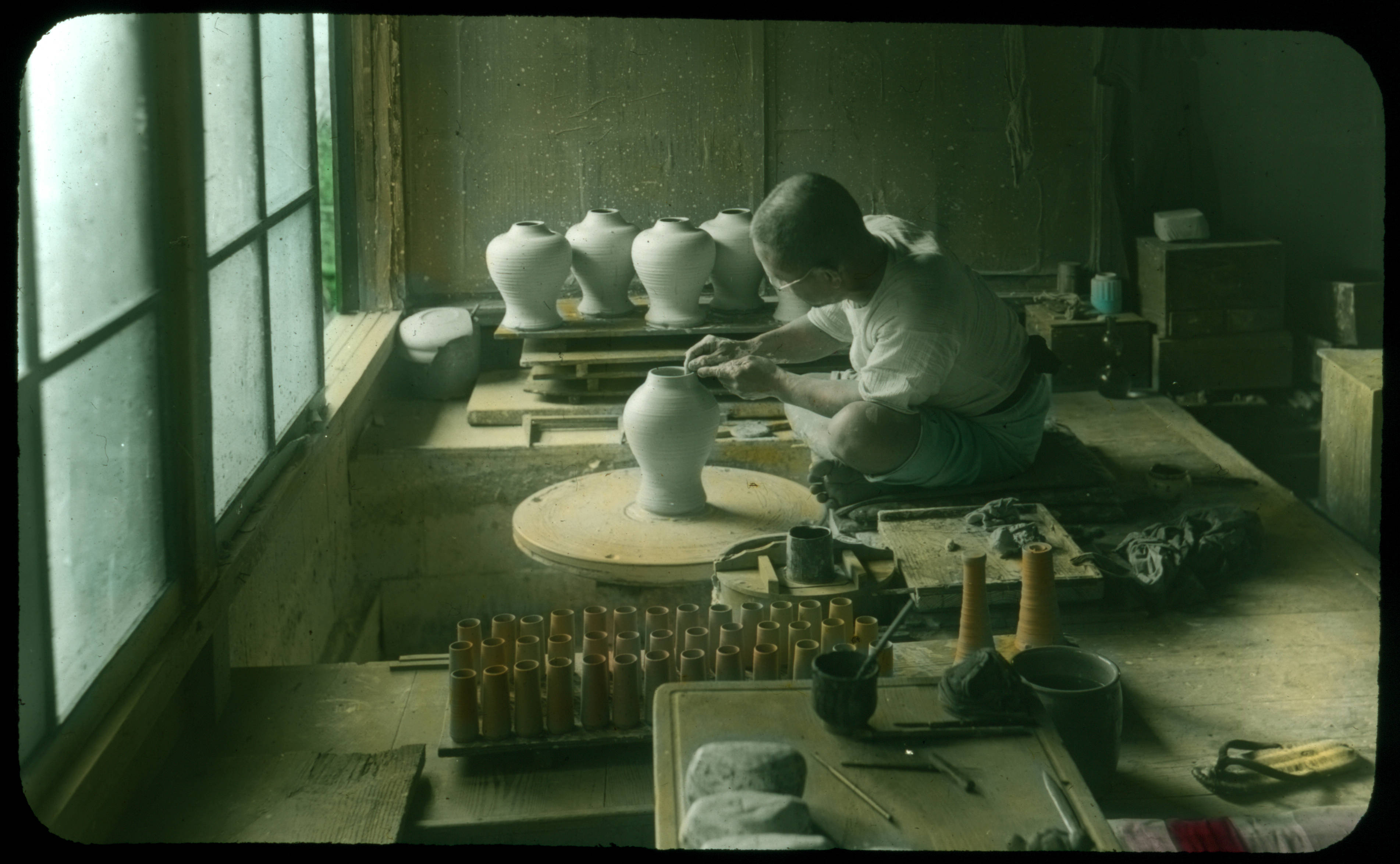
Keramik na hrnčířském kruhu vyrábí vázu
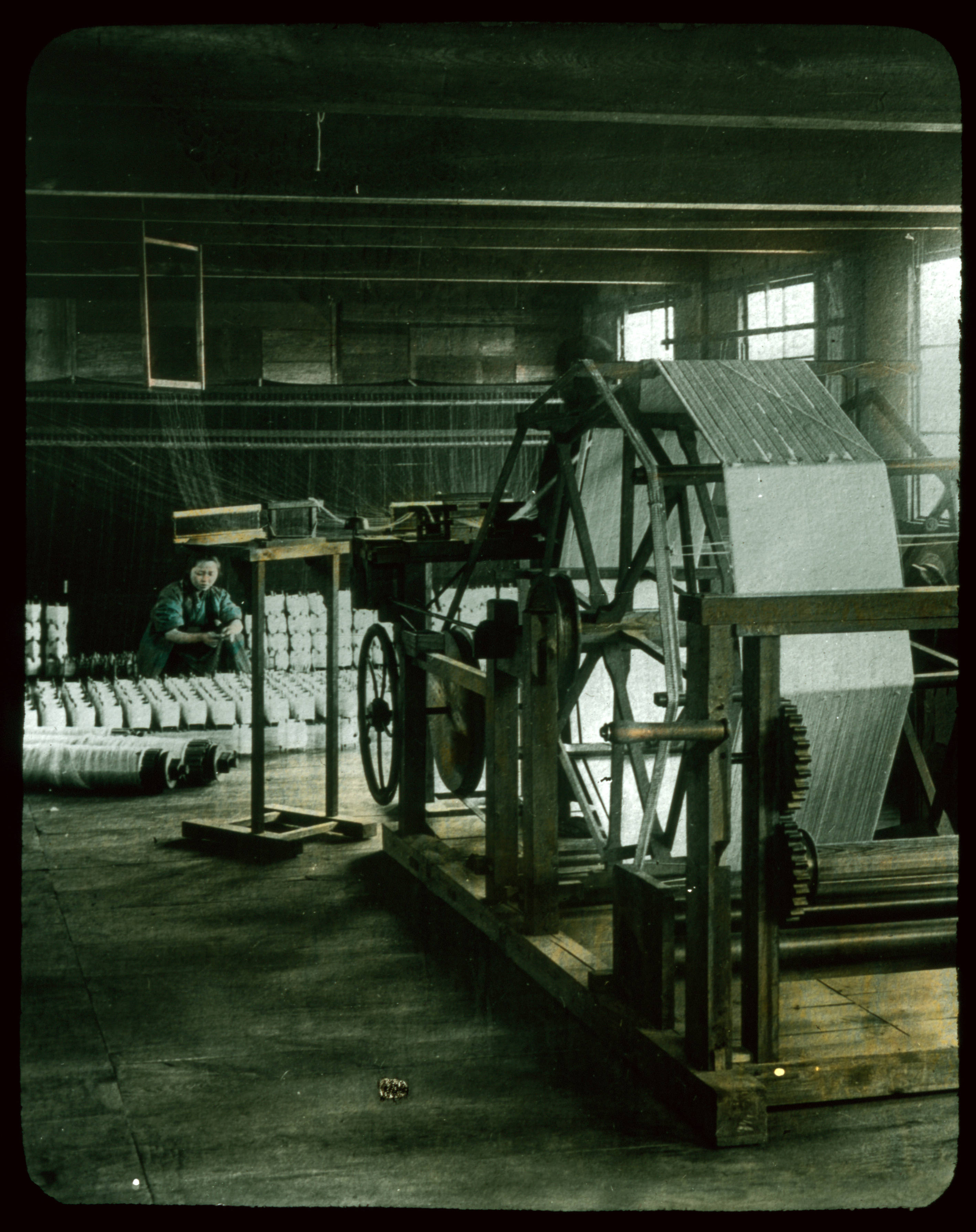
Navíjení hedvábí ve velkých přadénech
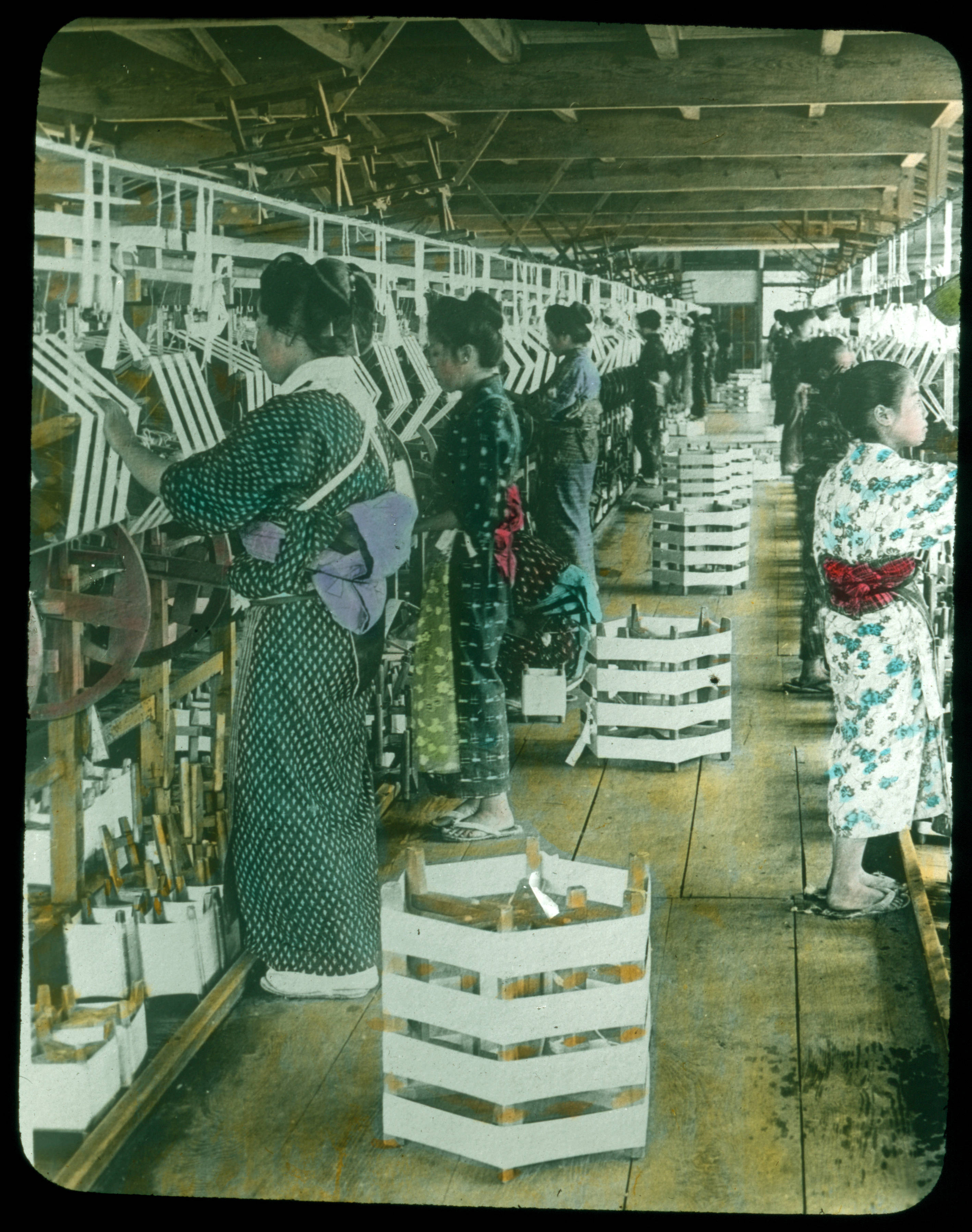
Navíjení hedvábí v malých přadénkách
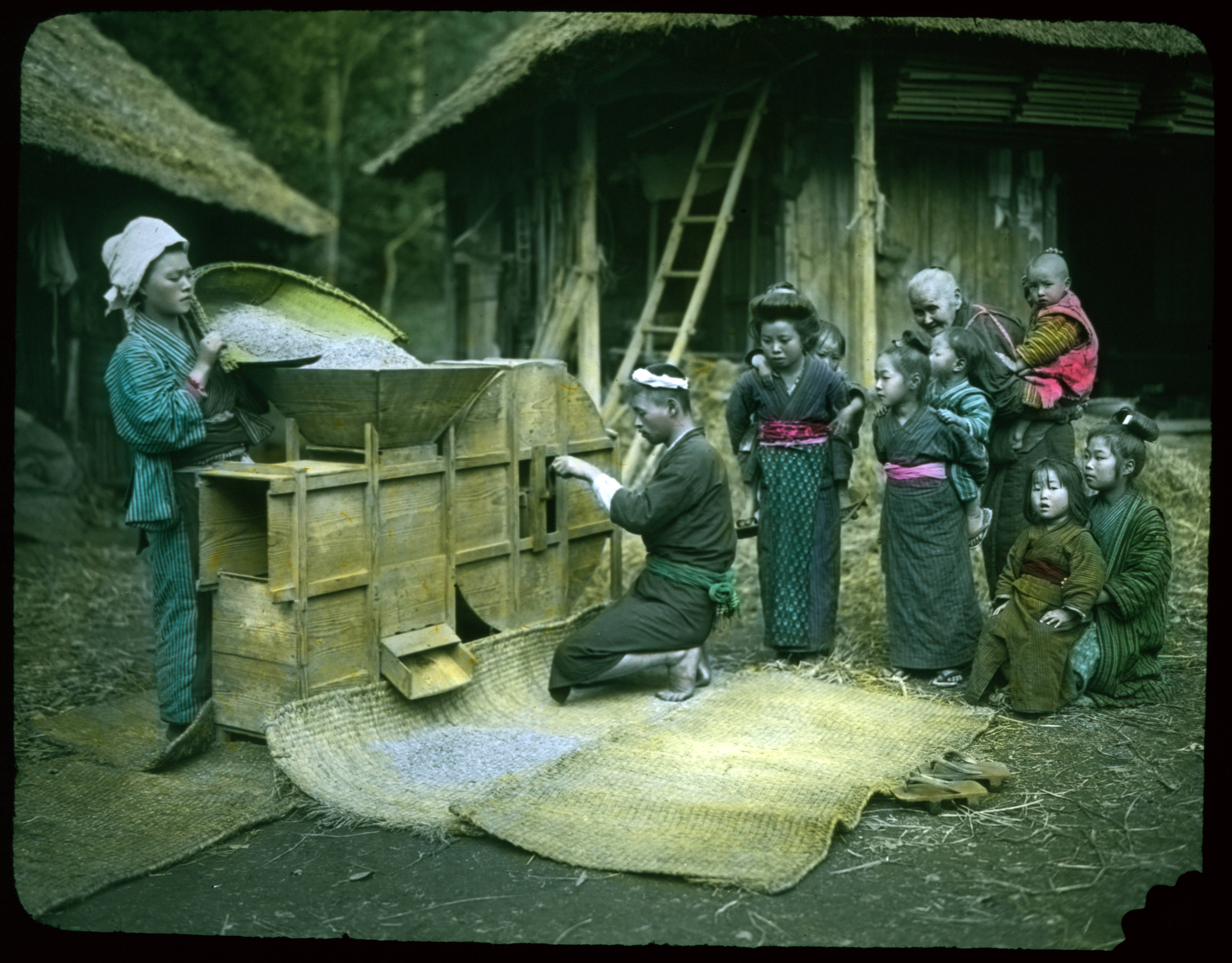
Rýže se sype do dřevěné mechanické násypky
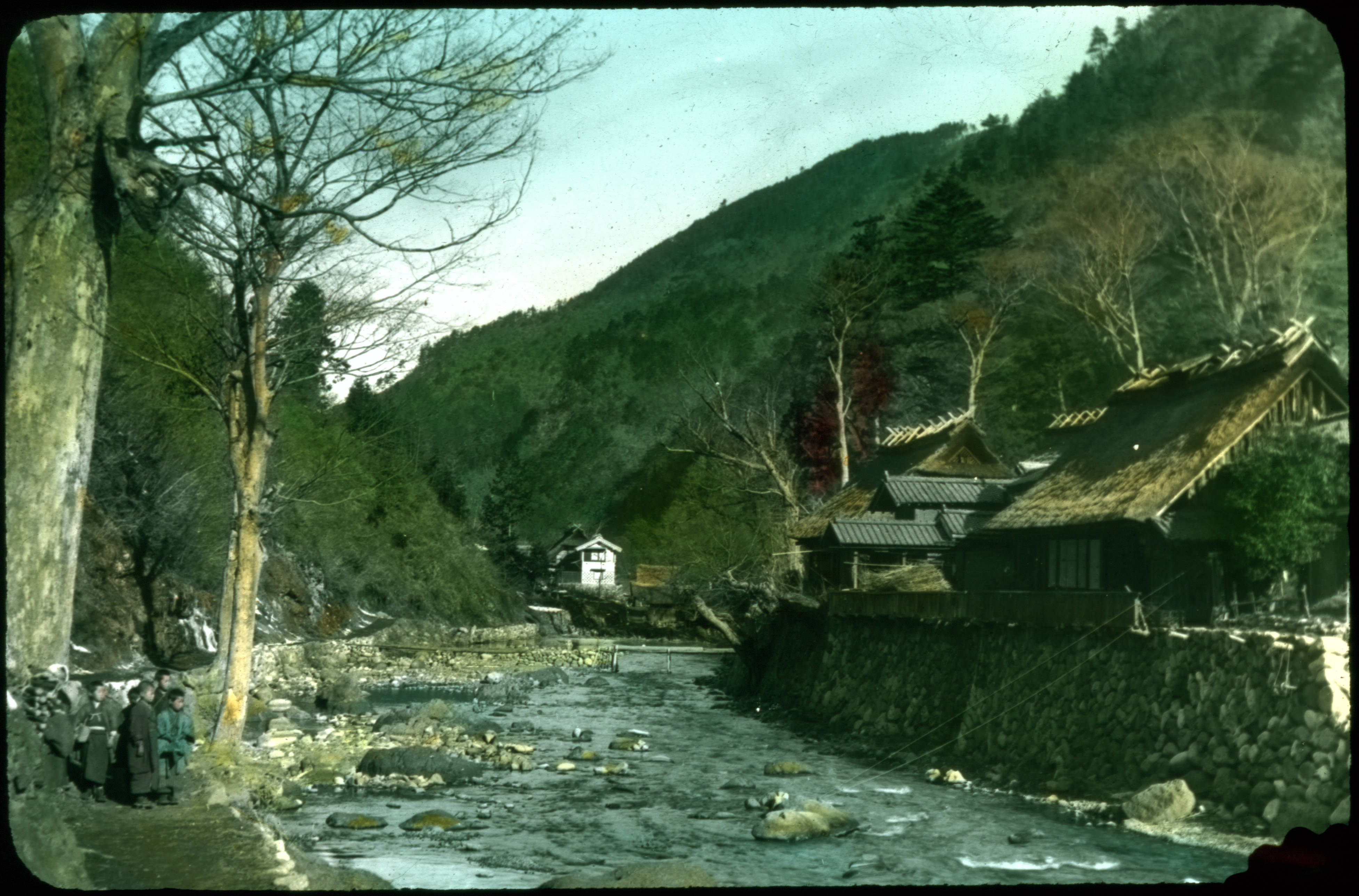
Řeka v horách; zvýšený břeh s domy na jedné straně; japonské děti na břehu řeky
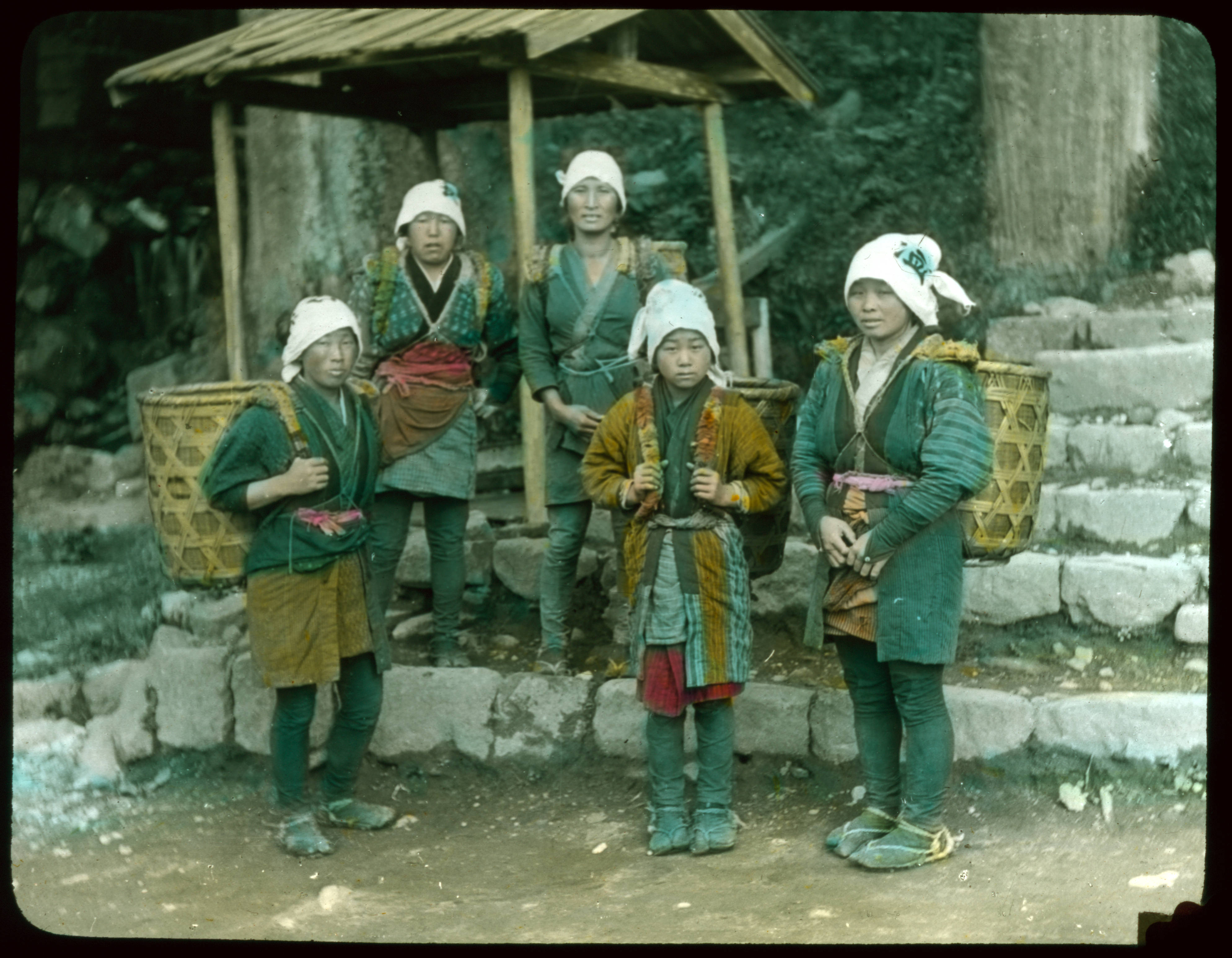
Venkovské ženy v místním oblečení nesoucí na zádech velké koše
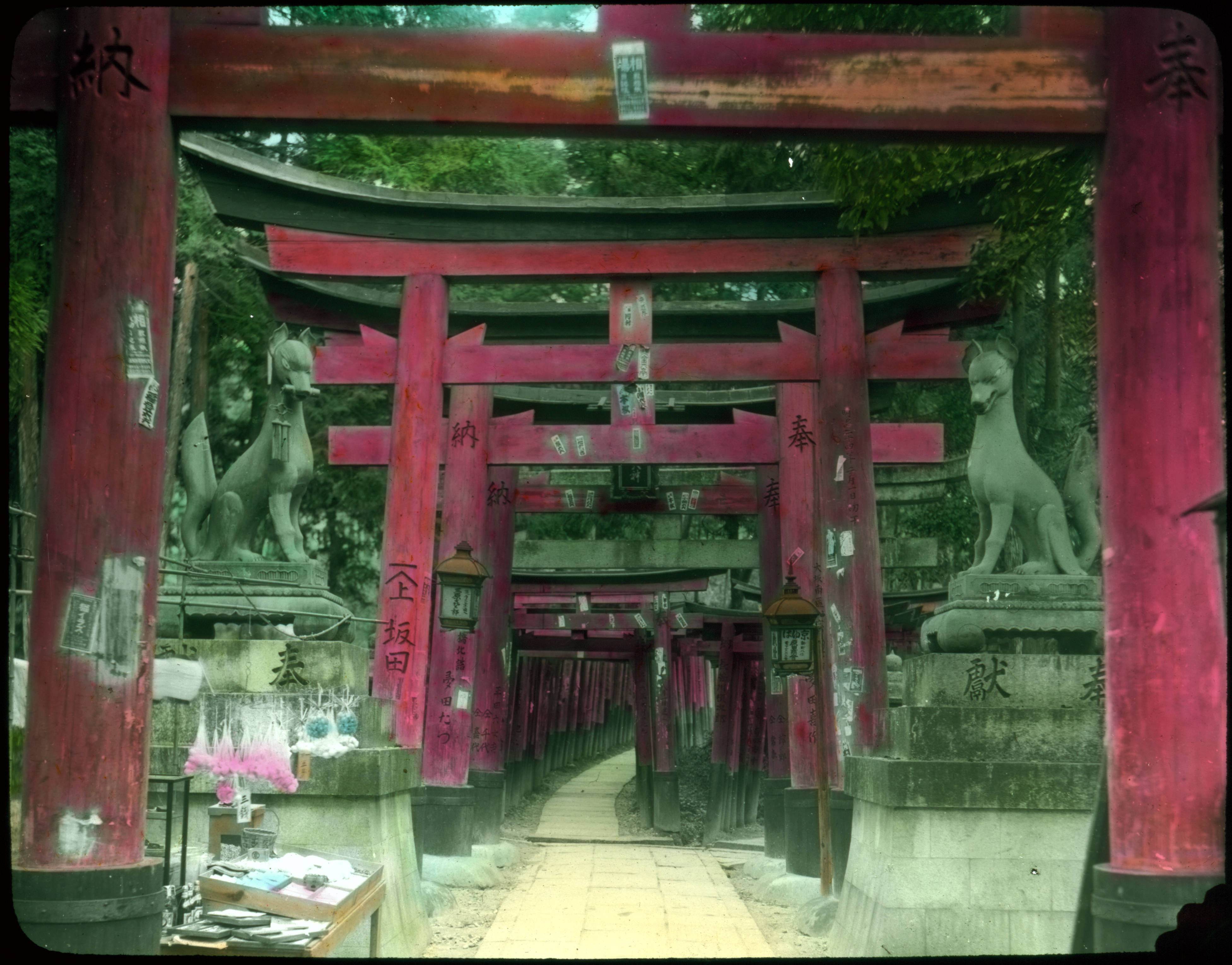
Řada červených dřevěných bran; kamenná zvířata na podstavcích mezi první a druhou bránou
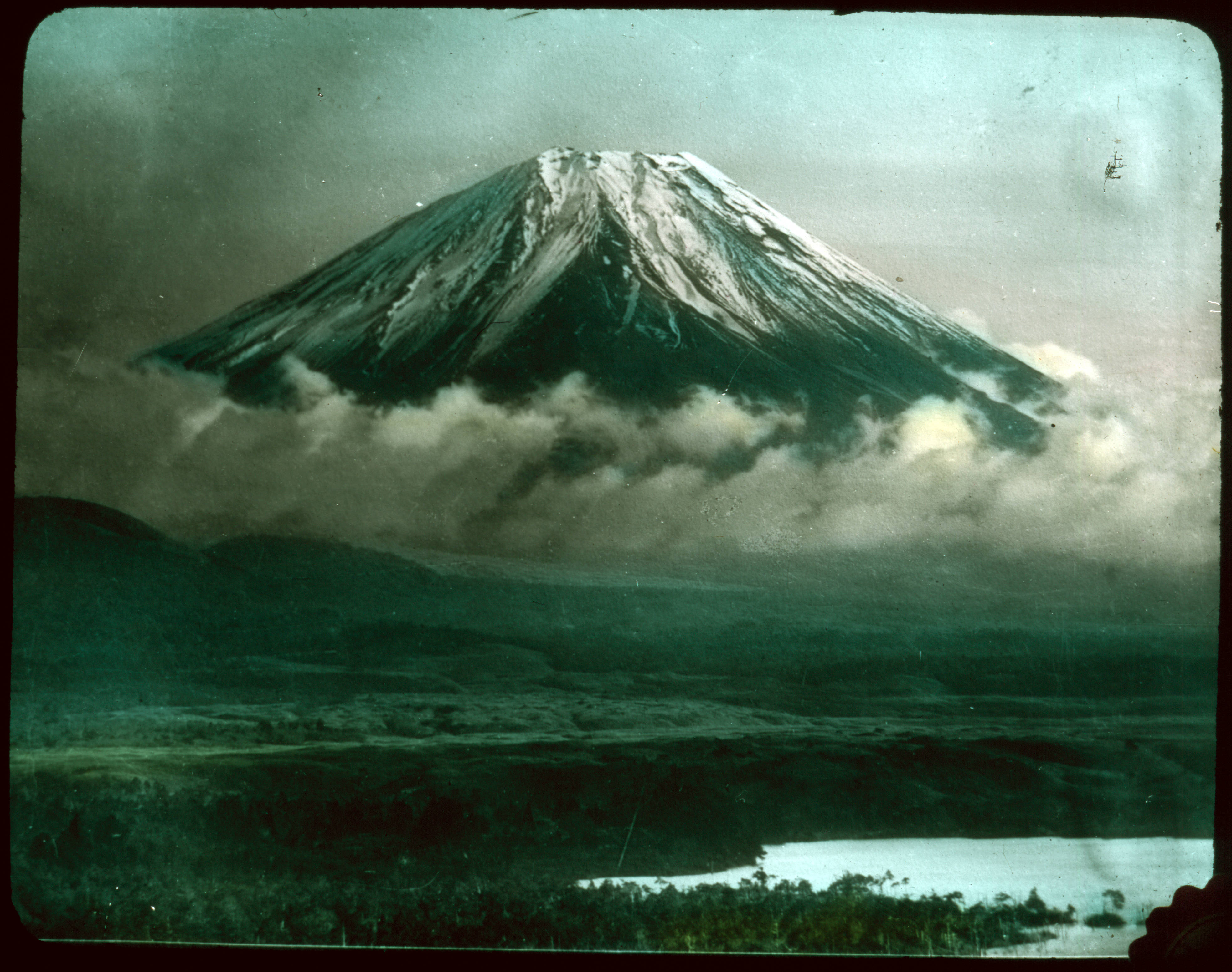
Sněhem pokrytá hora Fudži obestřená mraky; s jezerem v popředí
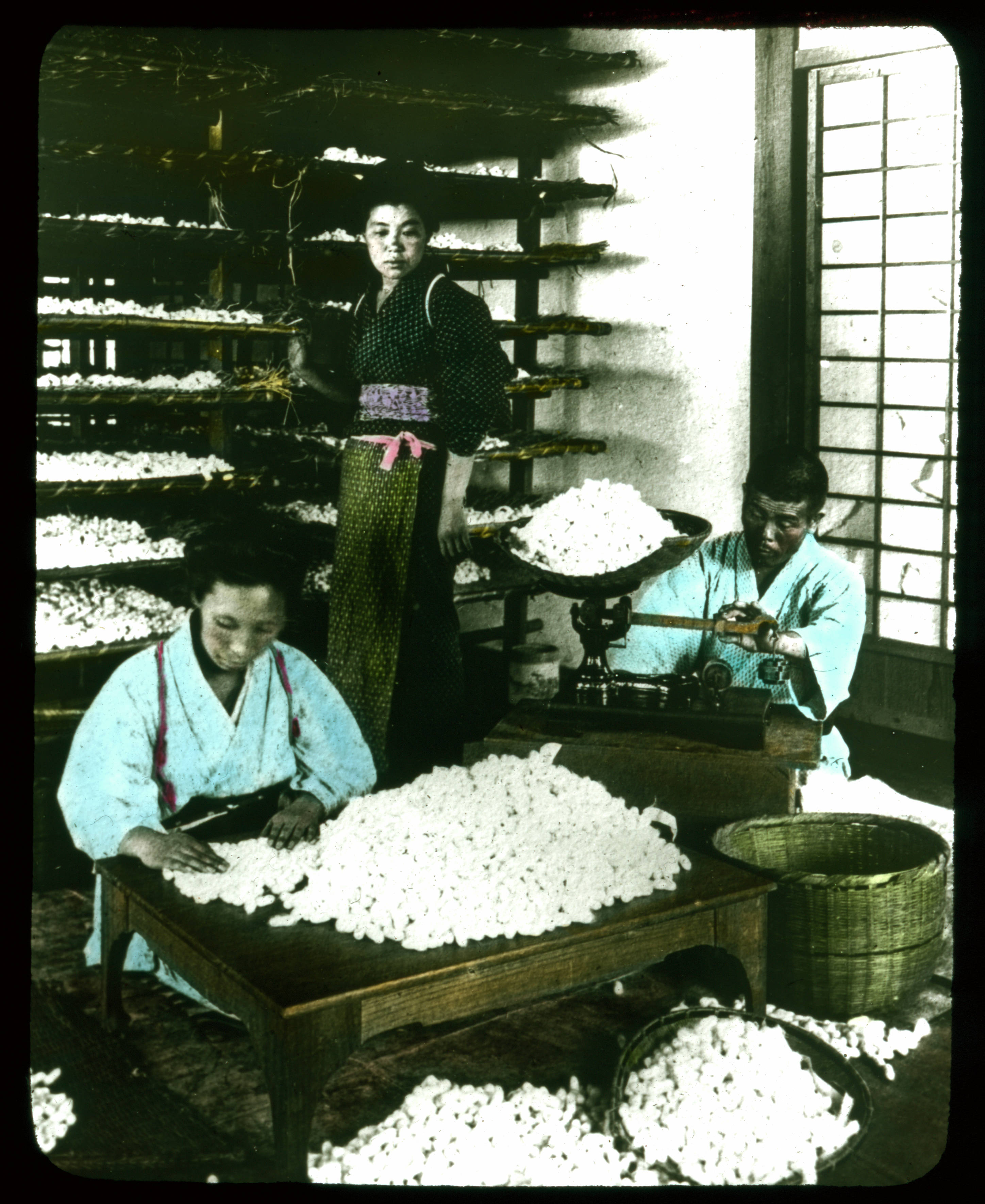
Třídění hedvábí
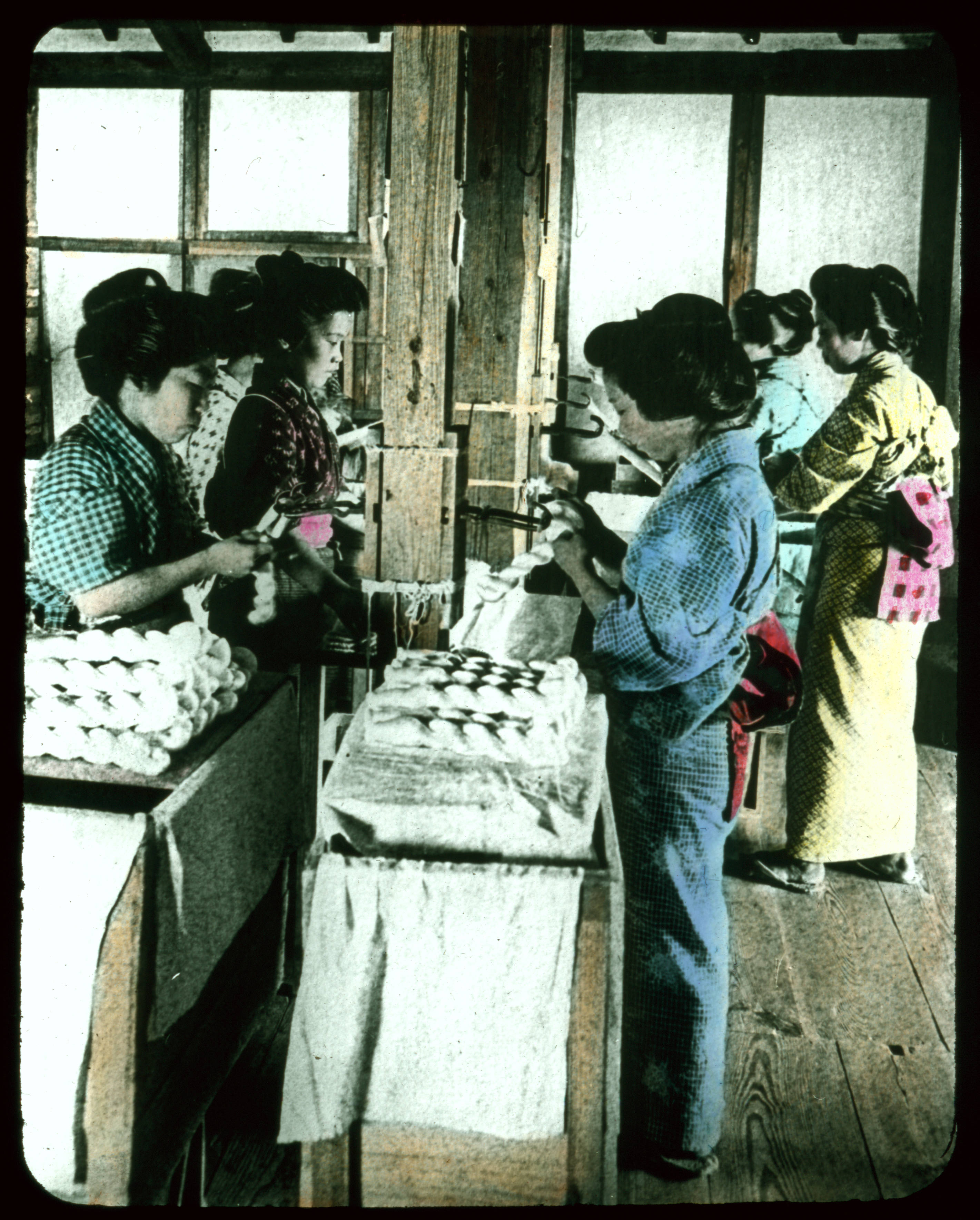
Třídění hedvábí
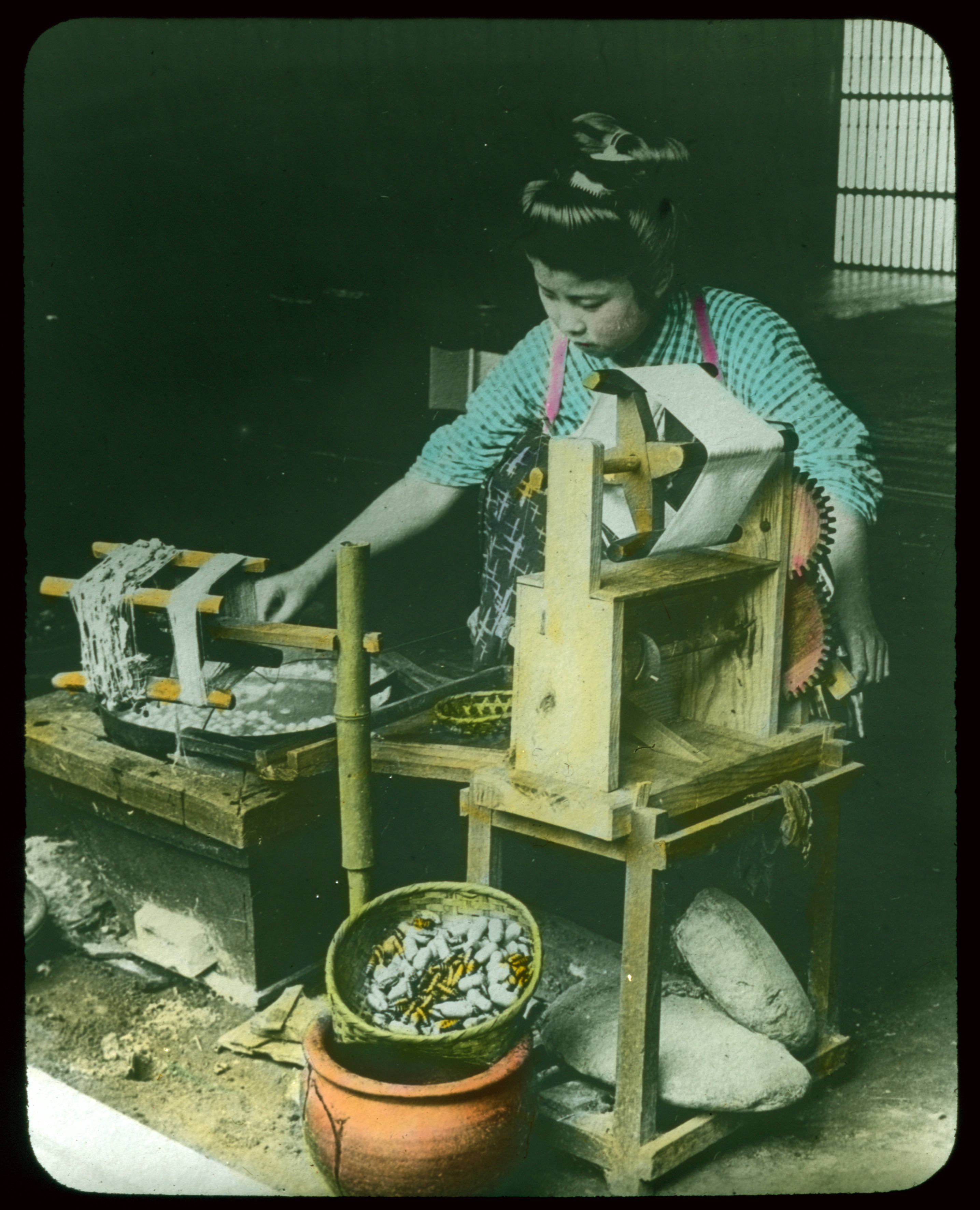
Odebírání hedvábí z kokonů
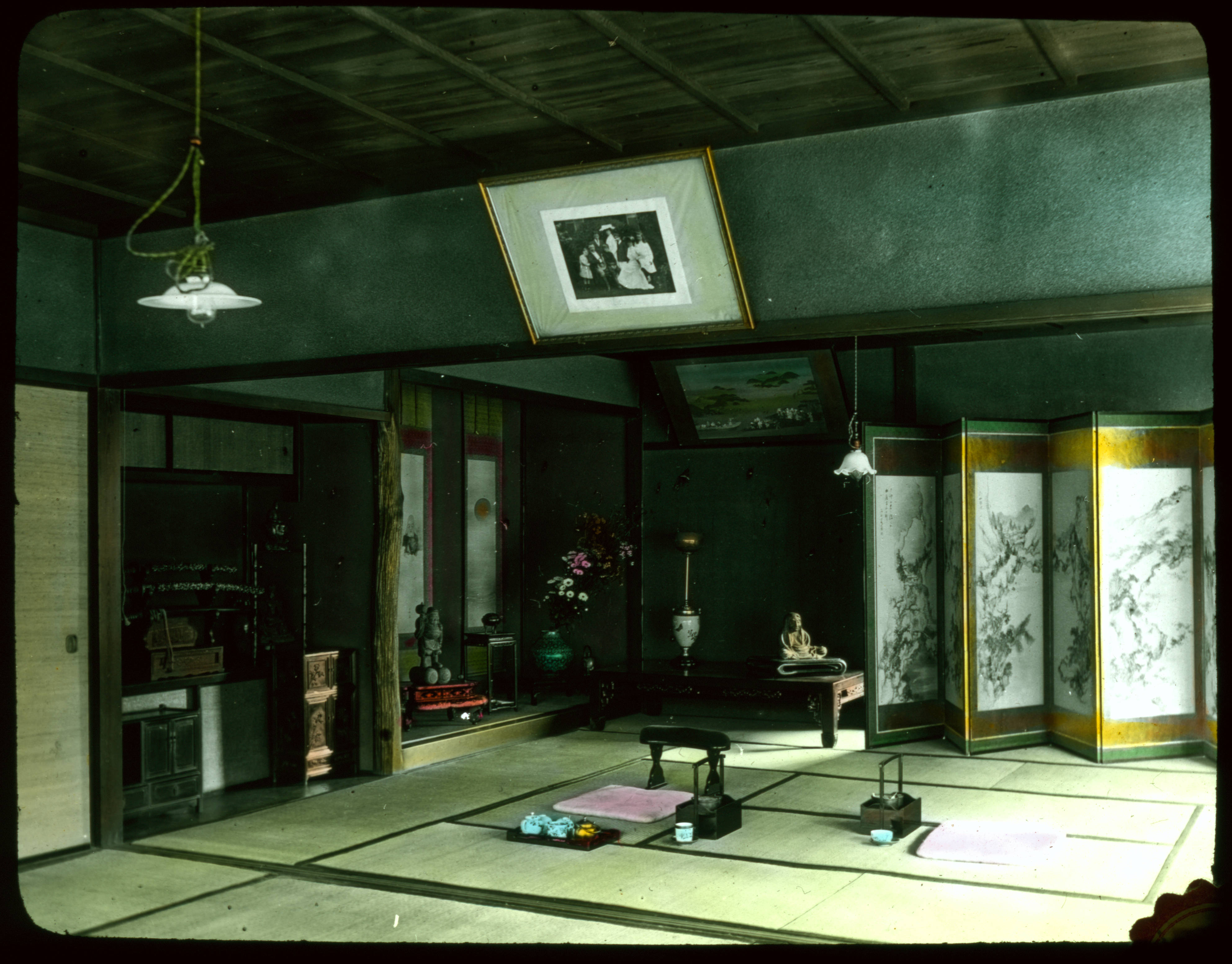
Čajové náčiní uprostřed bohatě zařízené místnosti
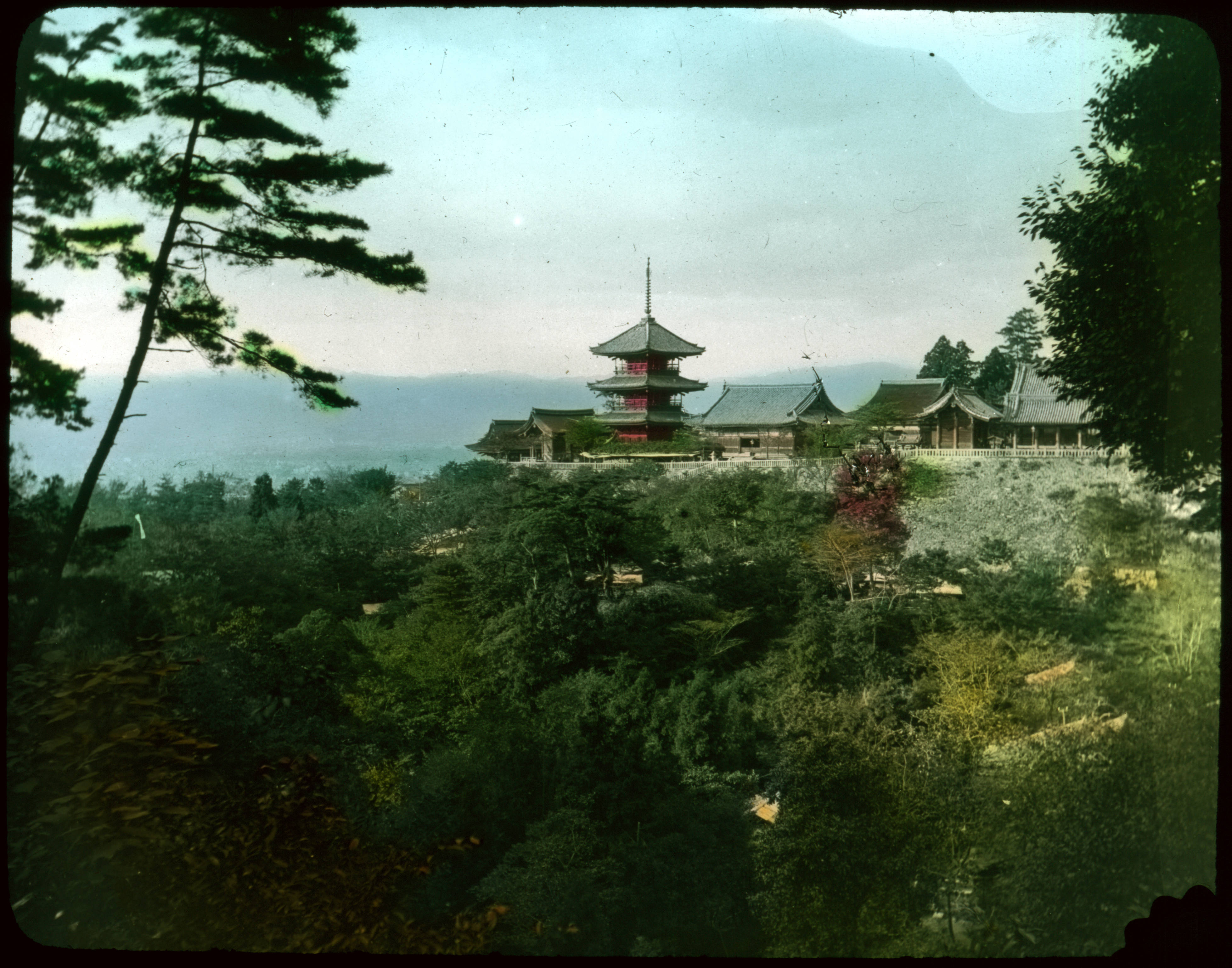
Chrám a domy na kopci nad údolím plném stromů
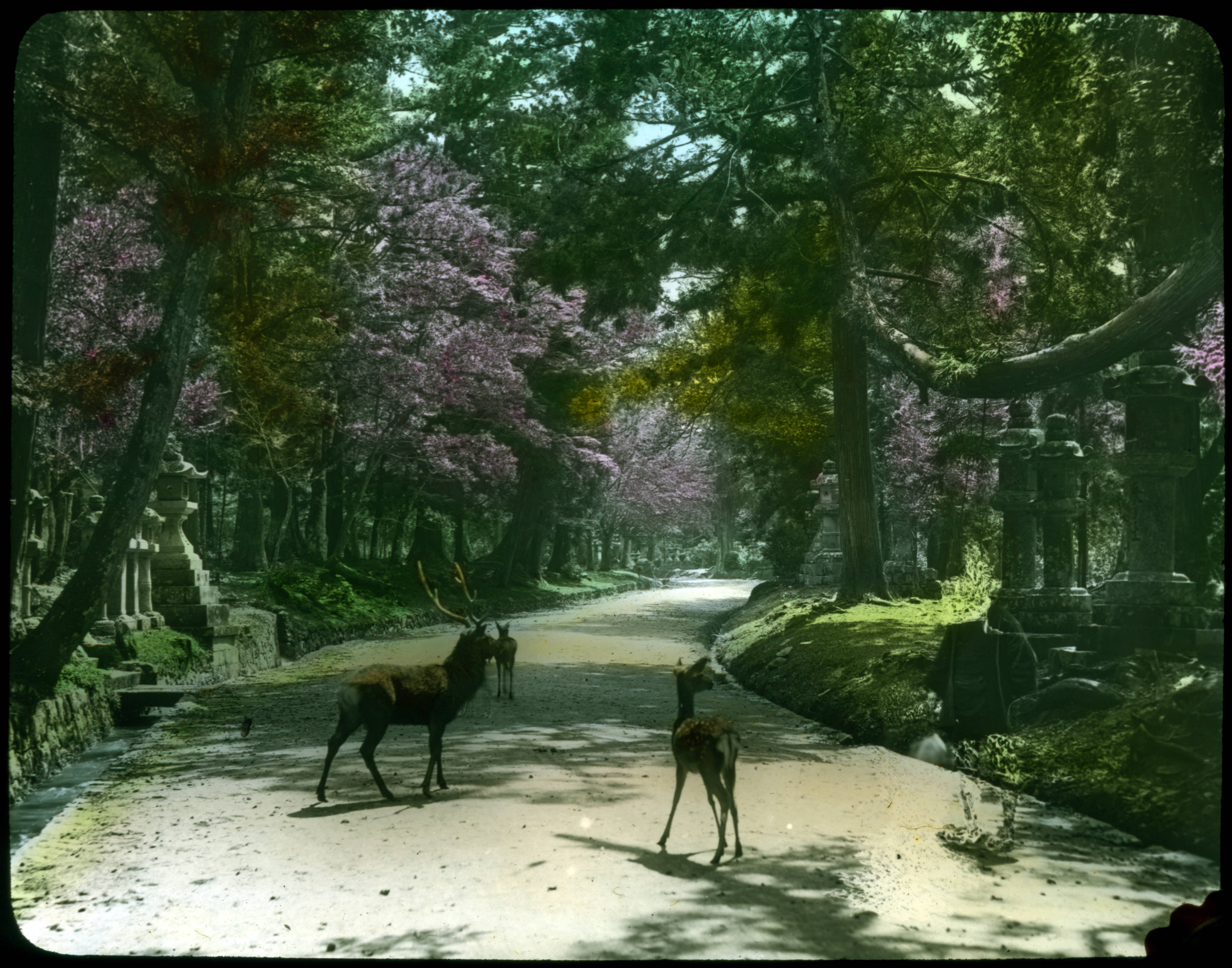
Tři jeleni stojící na cestě v hřbitovní zahradě; velké kvetoucí třešně, stálezelené a kamenné pomníky
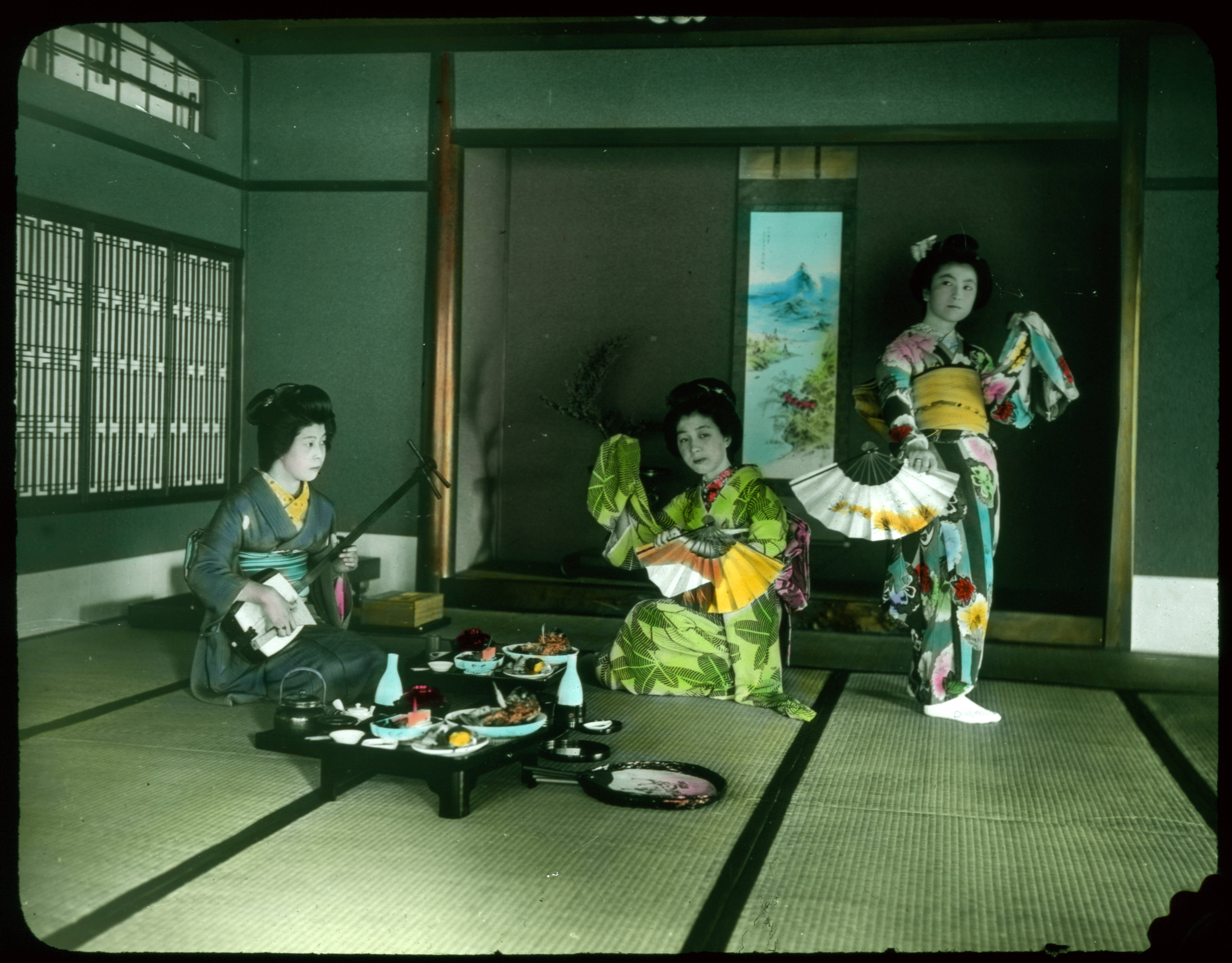
Tři ženy s nádobím, hudební nástroj a stůl s jídlem
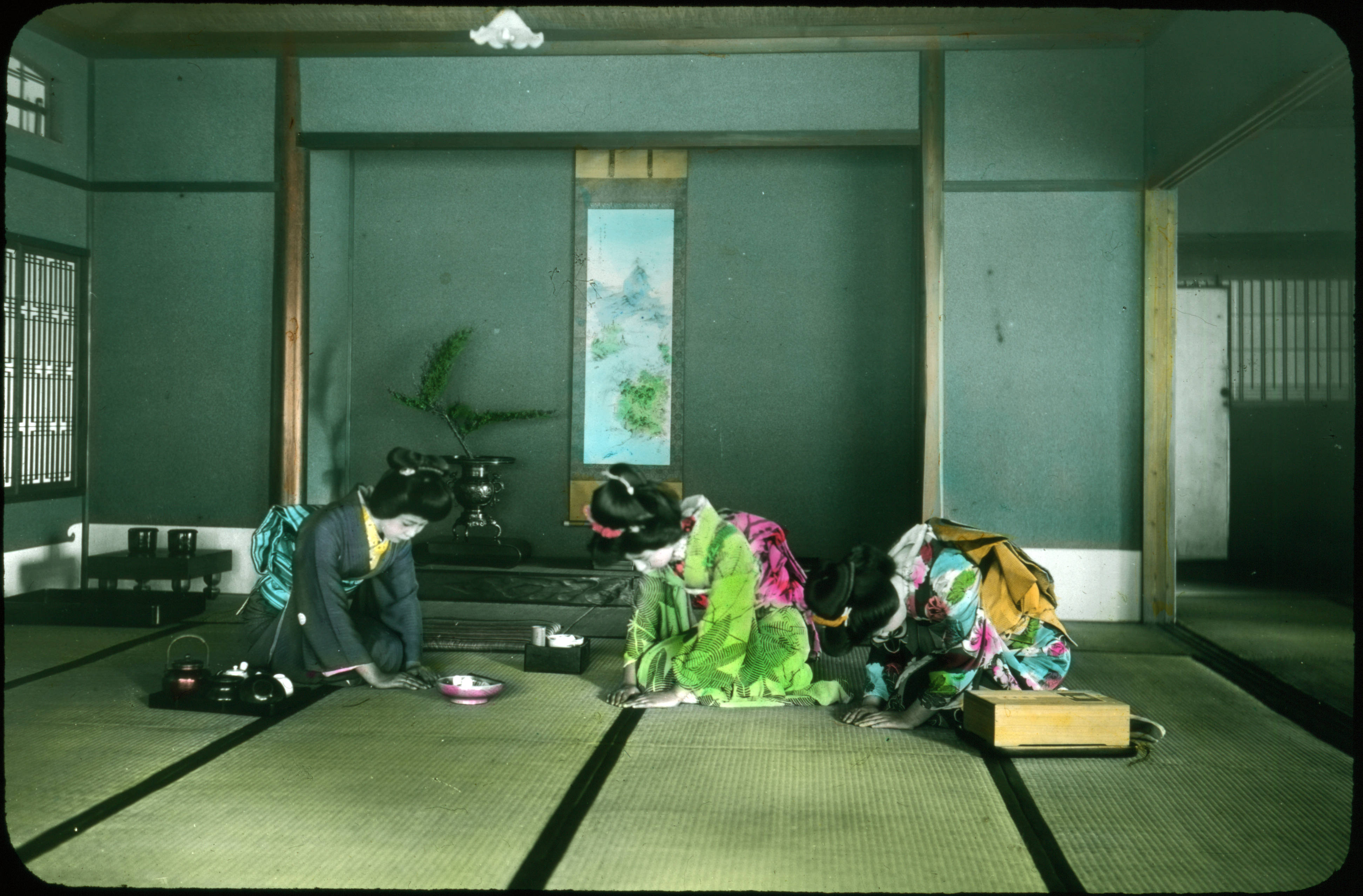
Tři ženy s čajovým nářadím
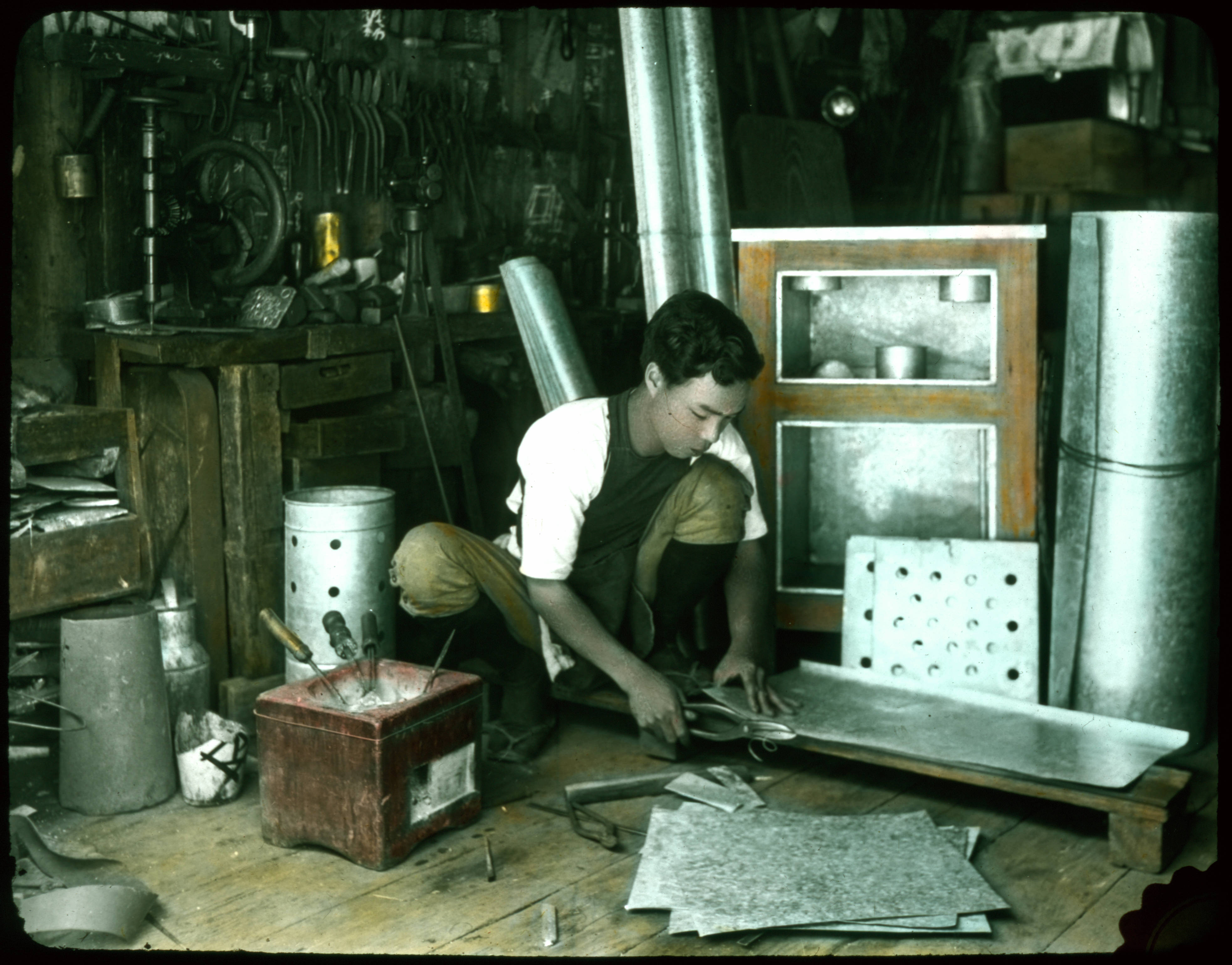
Klempíř při práci
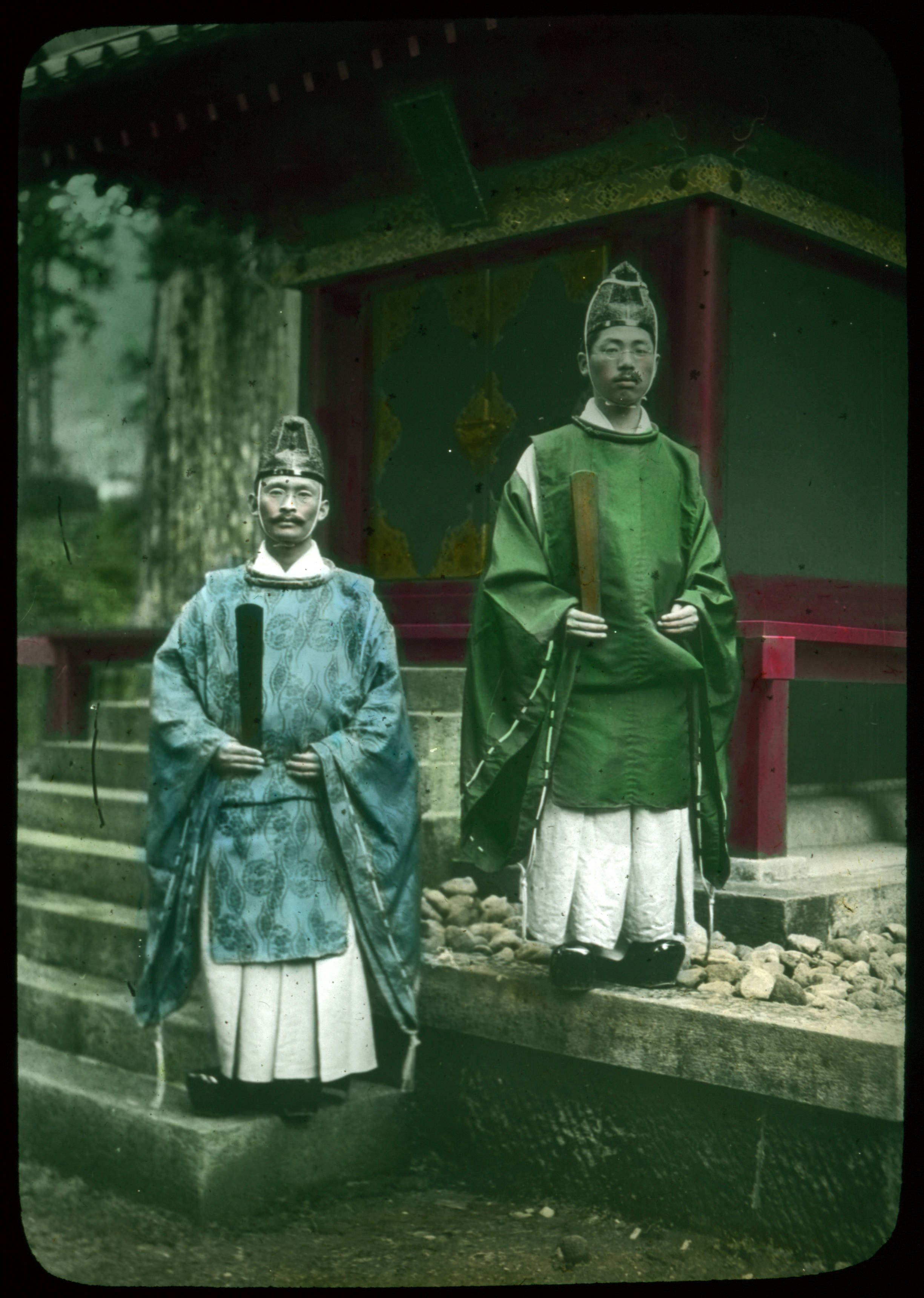
Dva kněží před svatyní
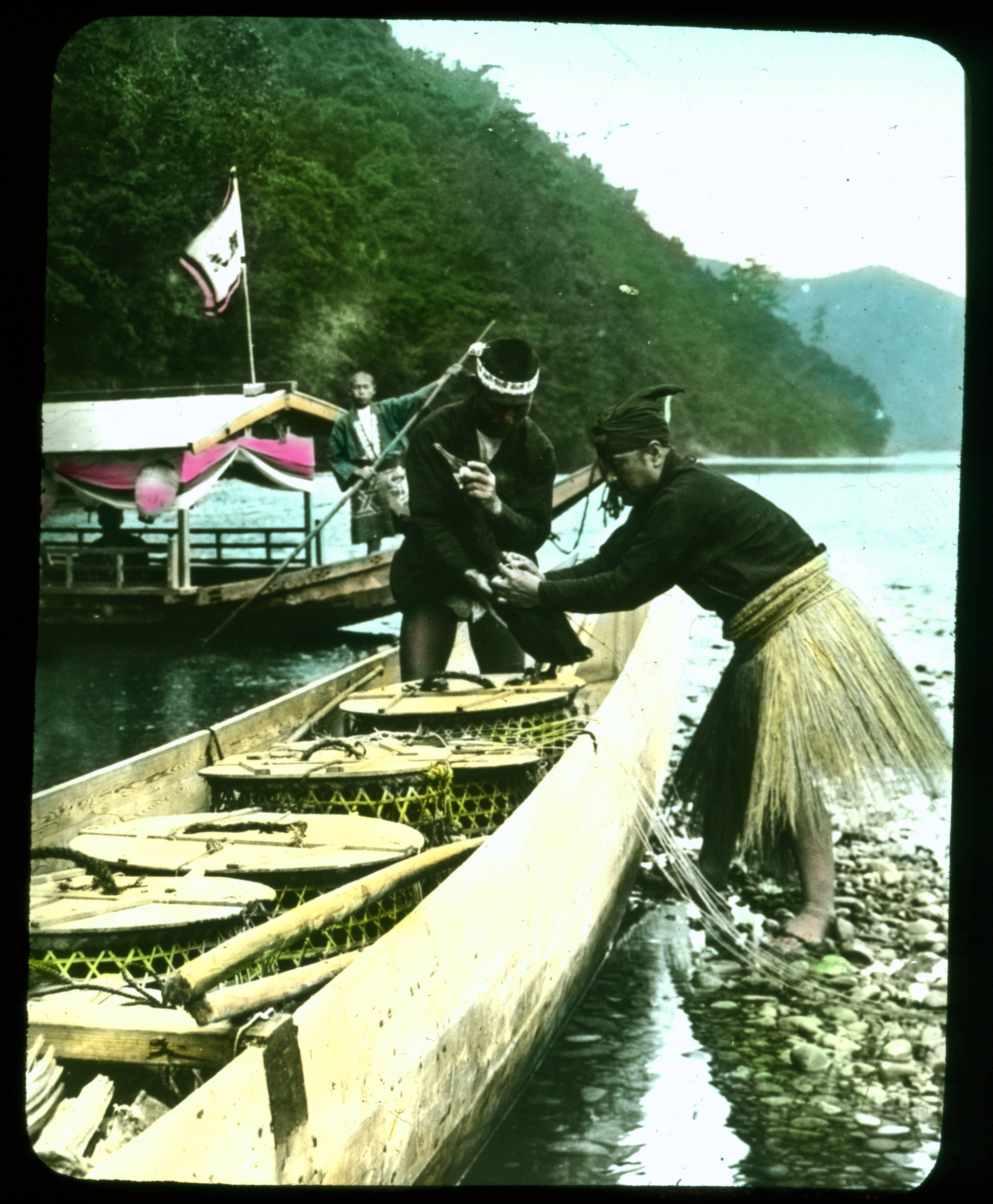
Dva čluny na řece, osobní člun vlevo a rybářský člun naplněný pracovních košů s víkem
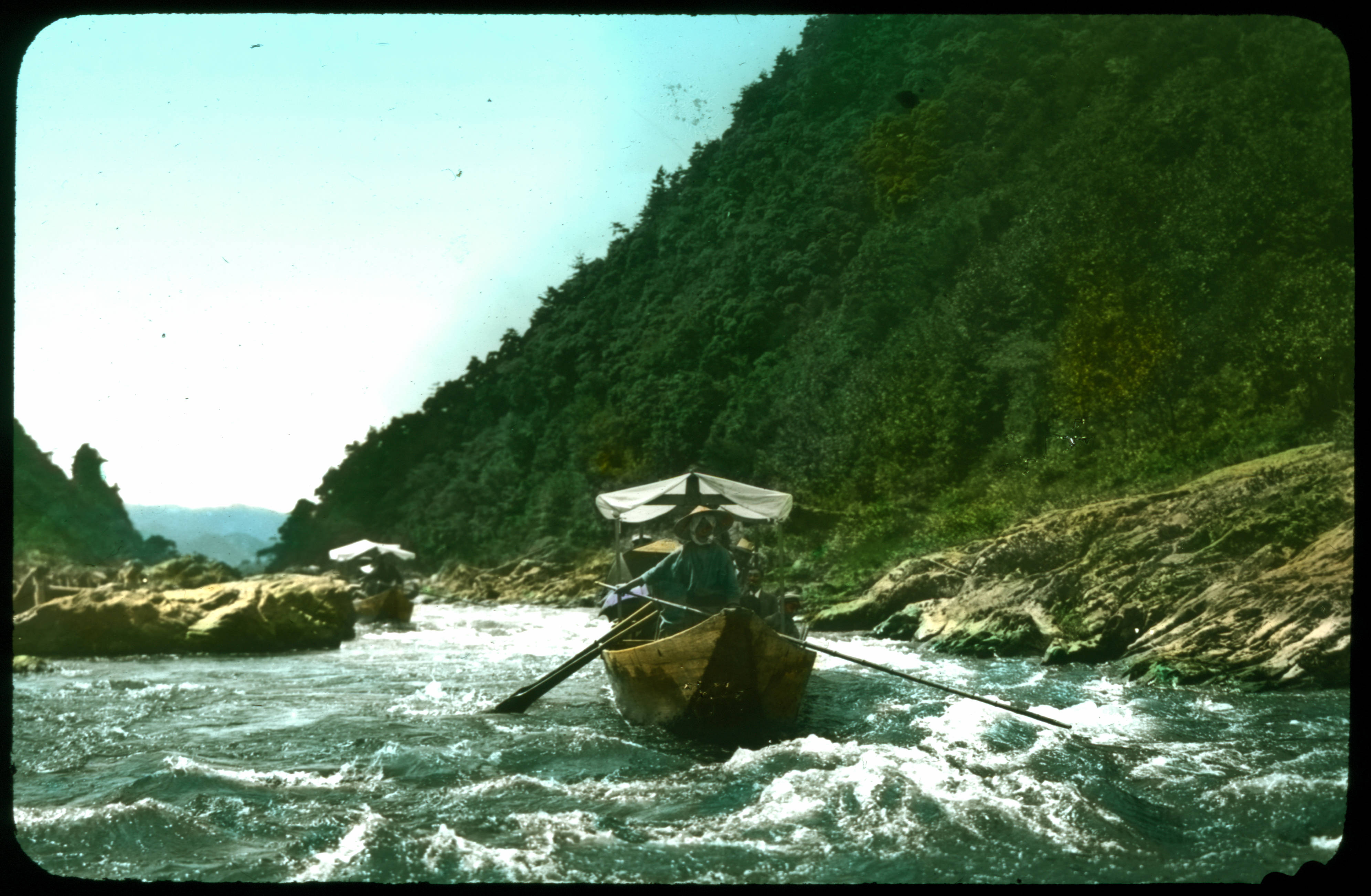
Dvě lodě s látkovými baldachýny plují podél řeky; zalesněná hora na jedné straně; proudící voda v popředí
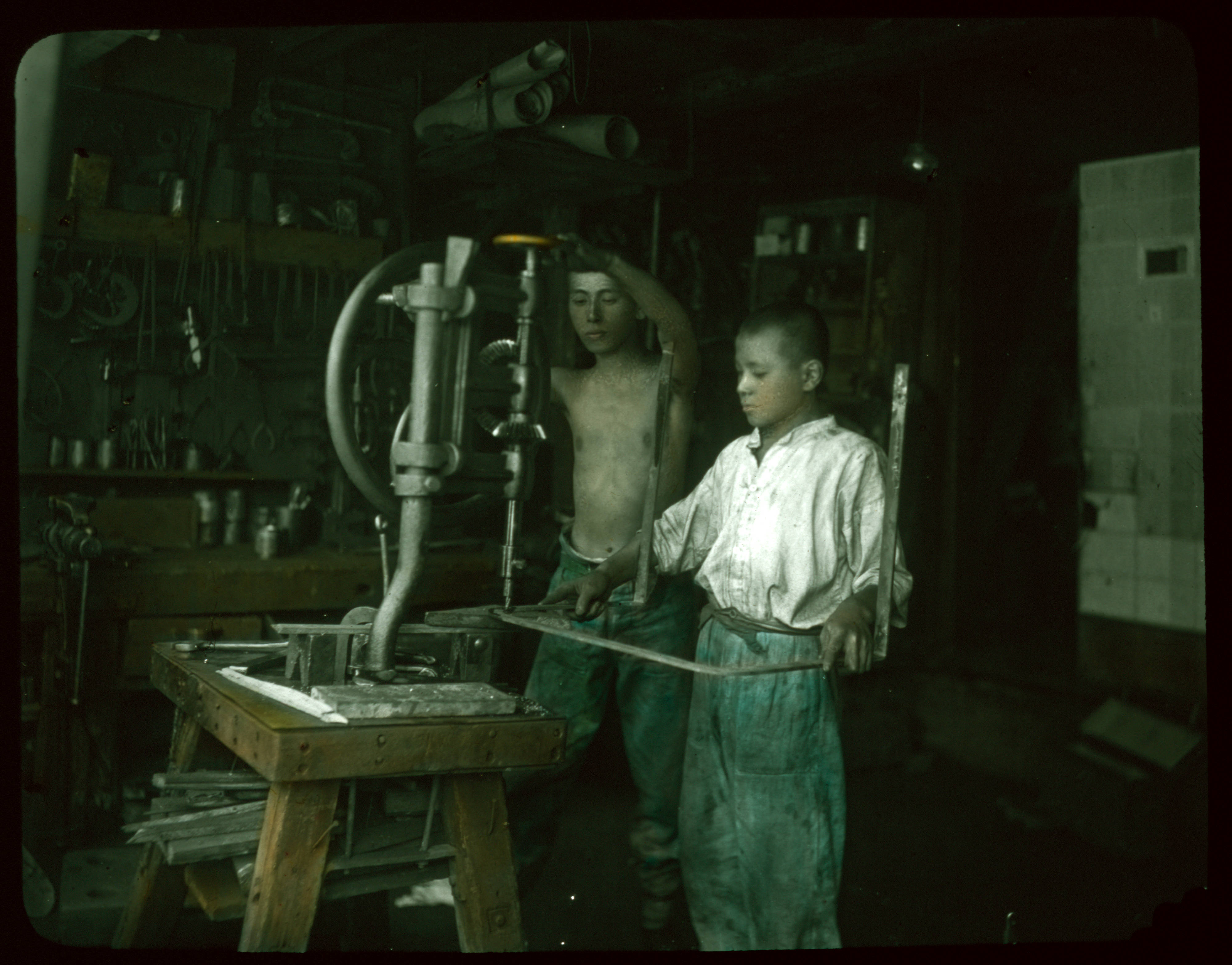
Dva chlapci pracují s vrtačkou
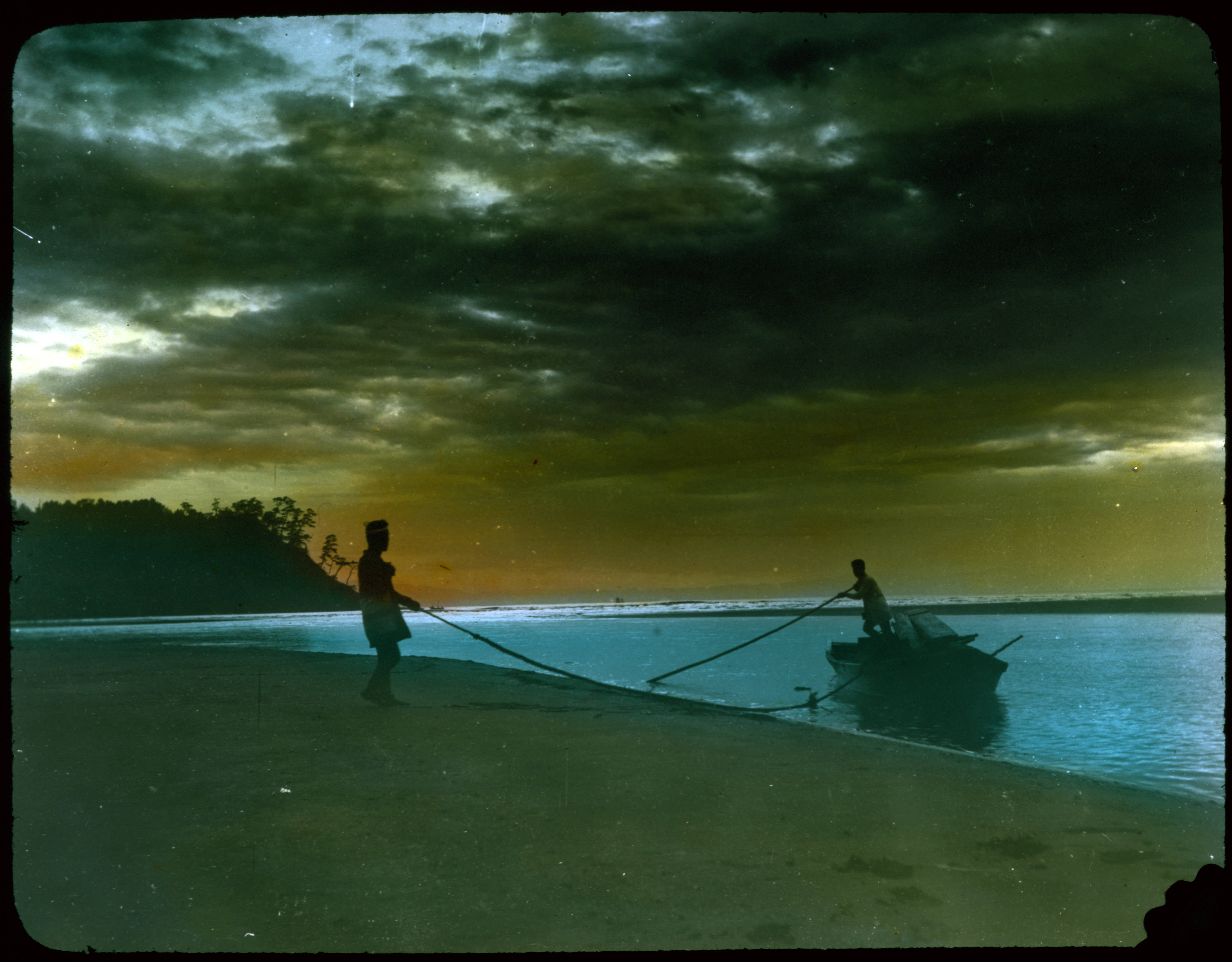
Dva muži připlouvají s člunem na břeh
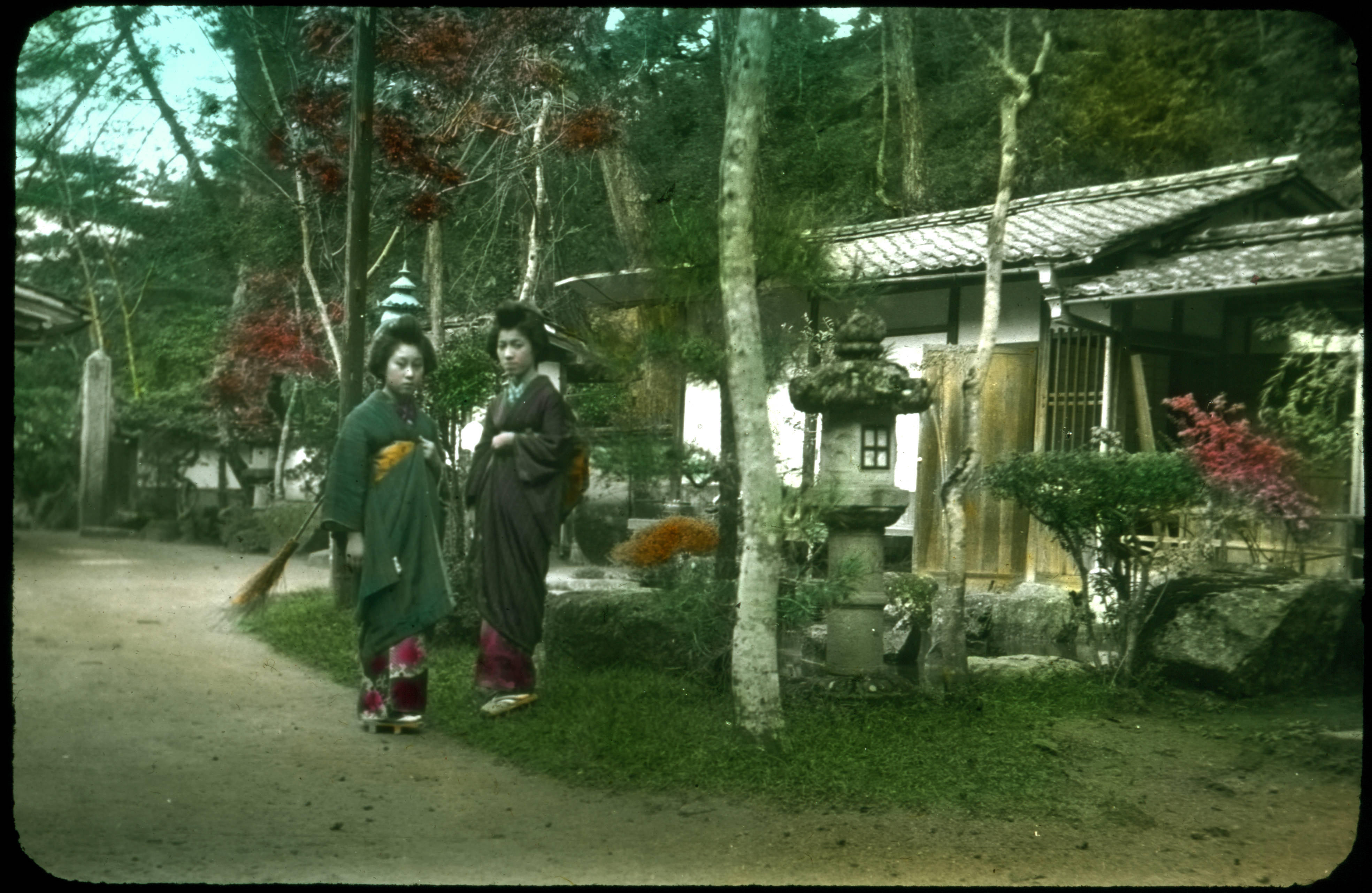
Dvě ženy v tradičním oděvu pózují před domem v malé okrasné zahradě
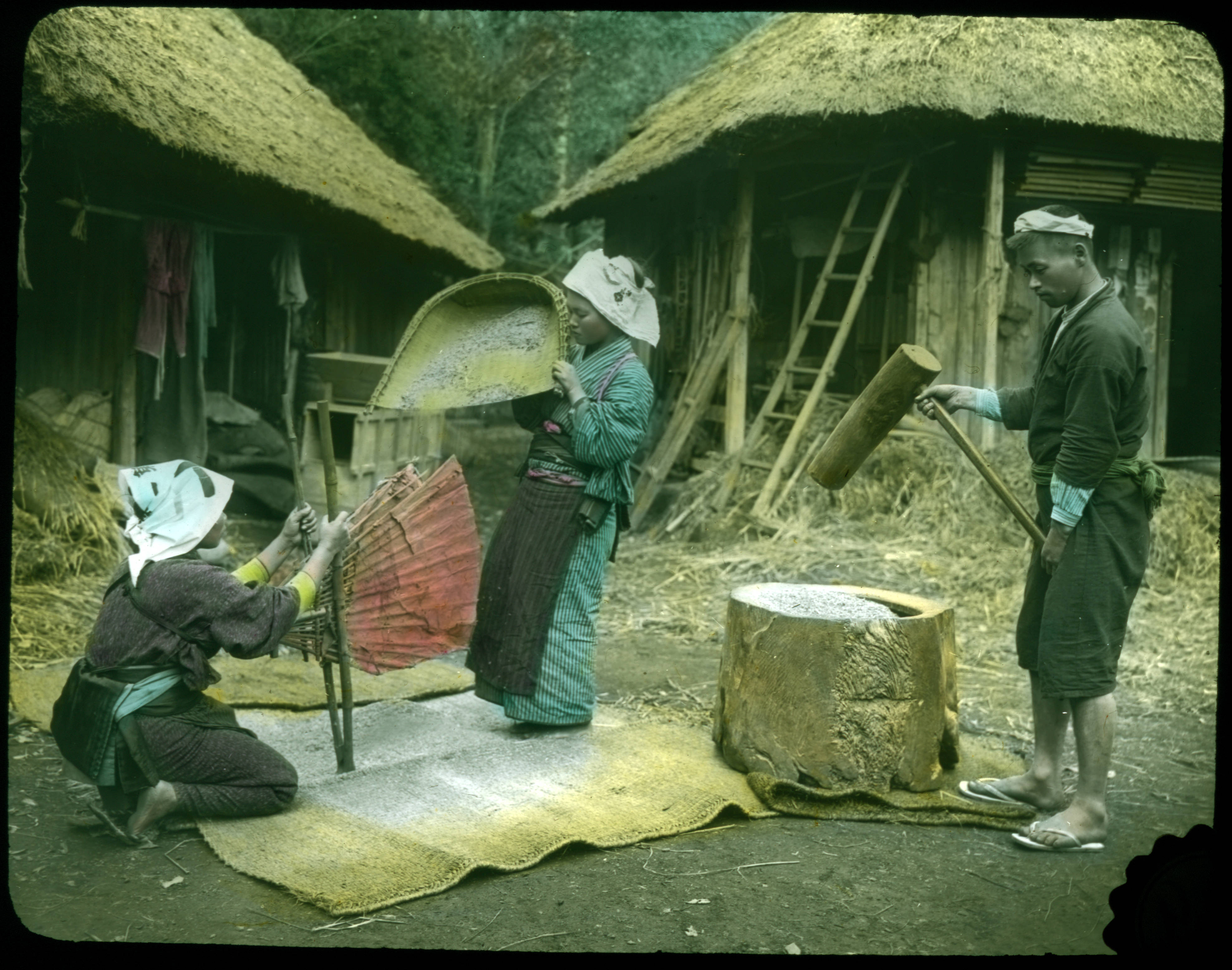
Dvě ženy zpracovávají rýži a muž melou rýžovou mouku
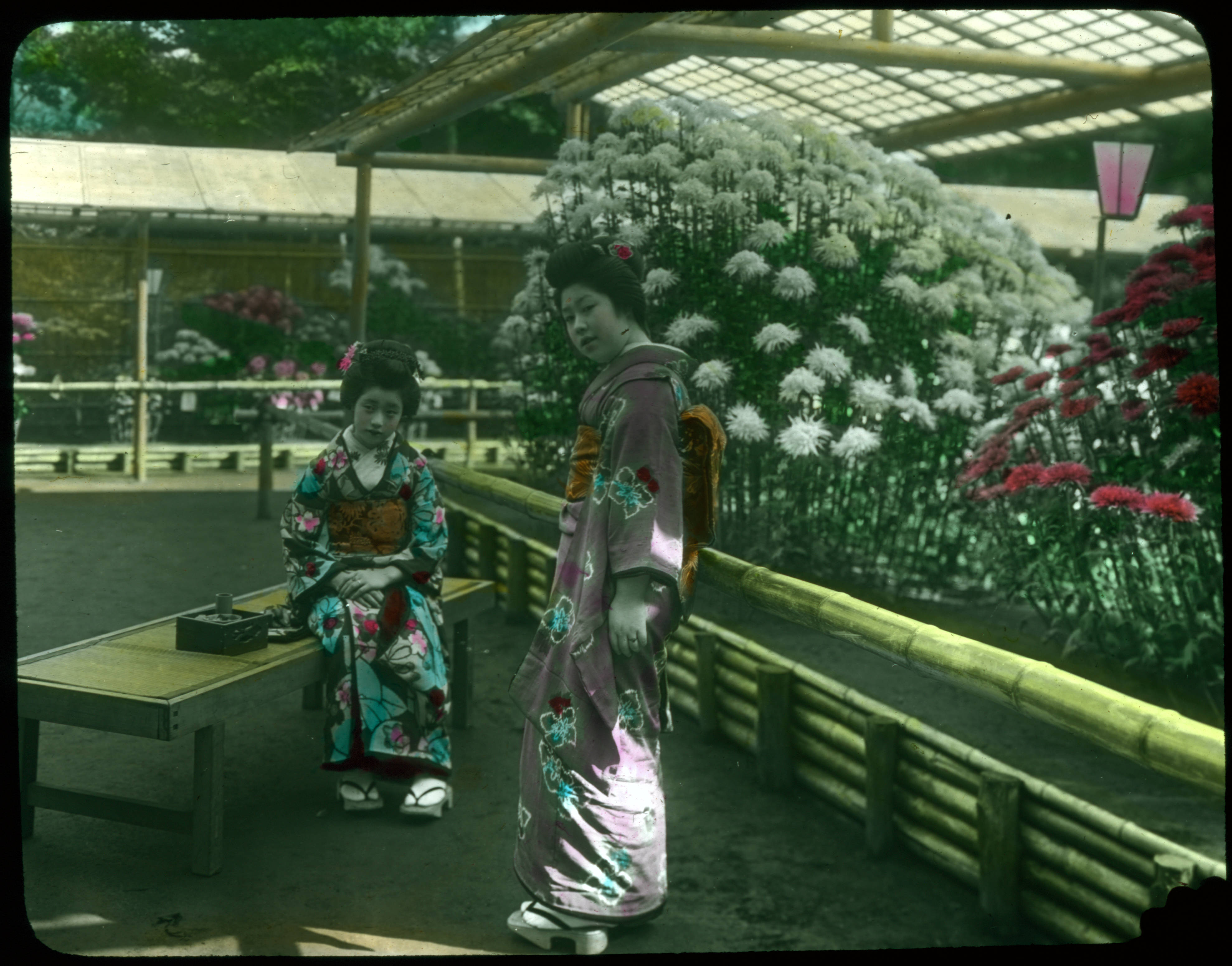
Dvě mladé ženy v kimonech, jedna stojící, jedna sedící na dřevěné lavici před otevřenými skleníky plnými kvetoucích květin
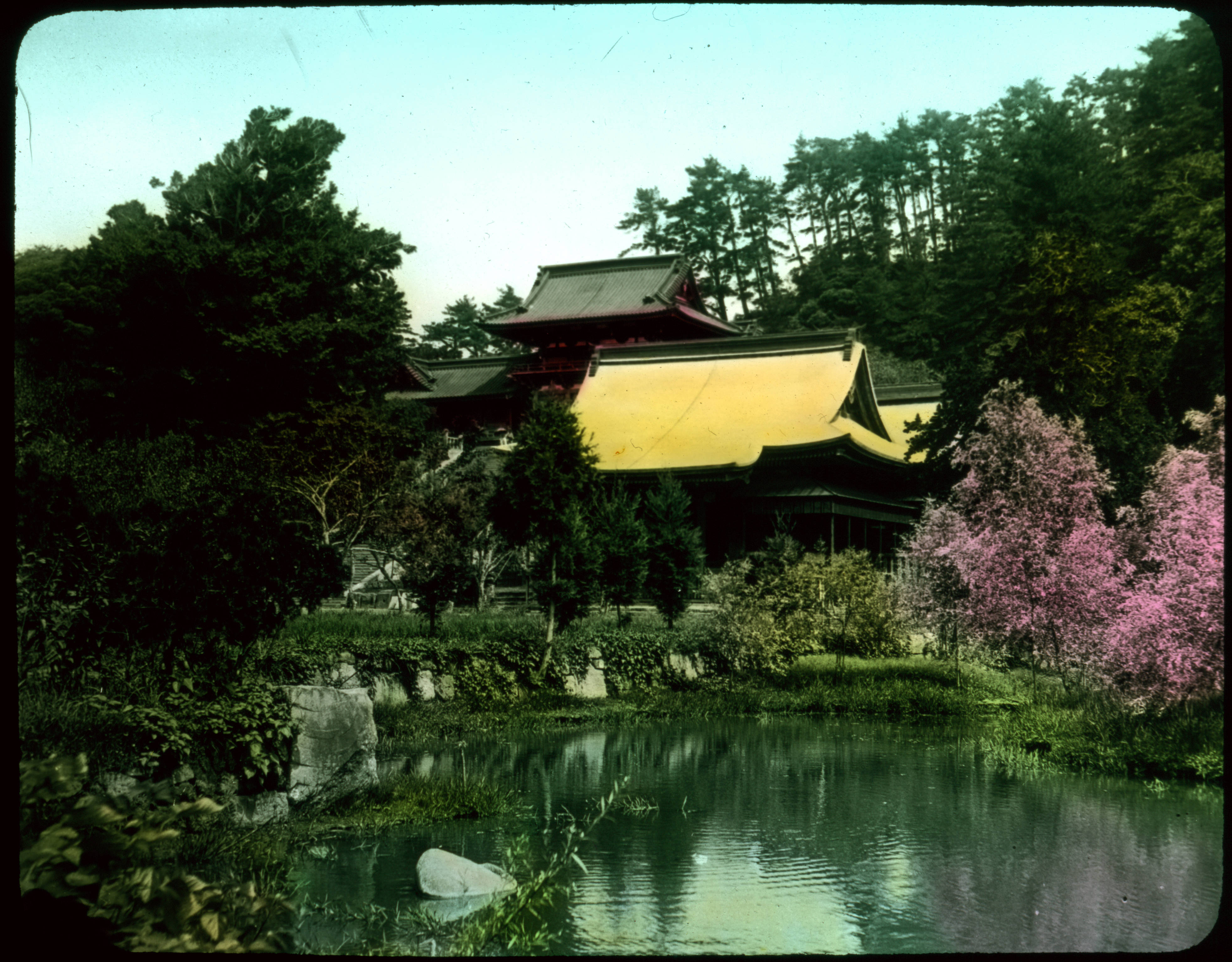
Neznámá budova se žlutými střechami, jezírkem a stromy (včetně kvetoucích švestek)
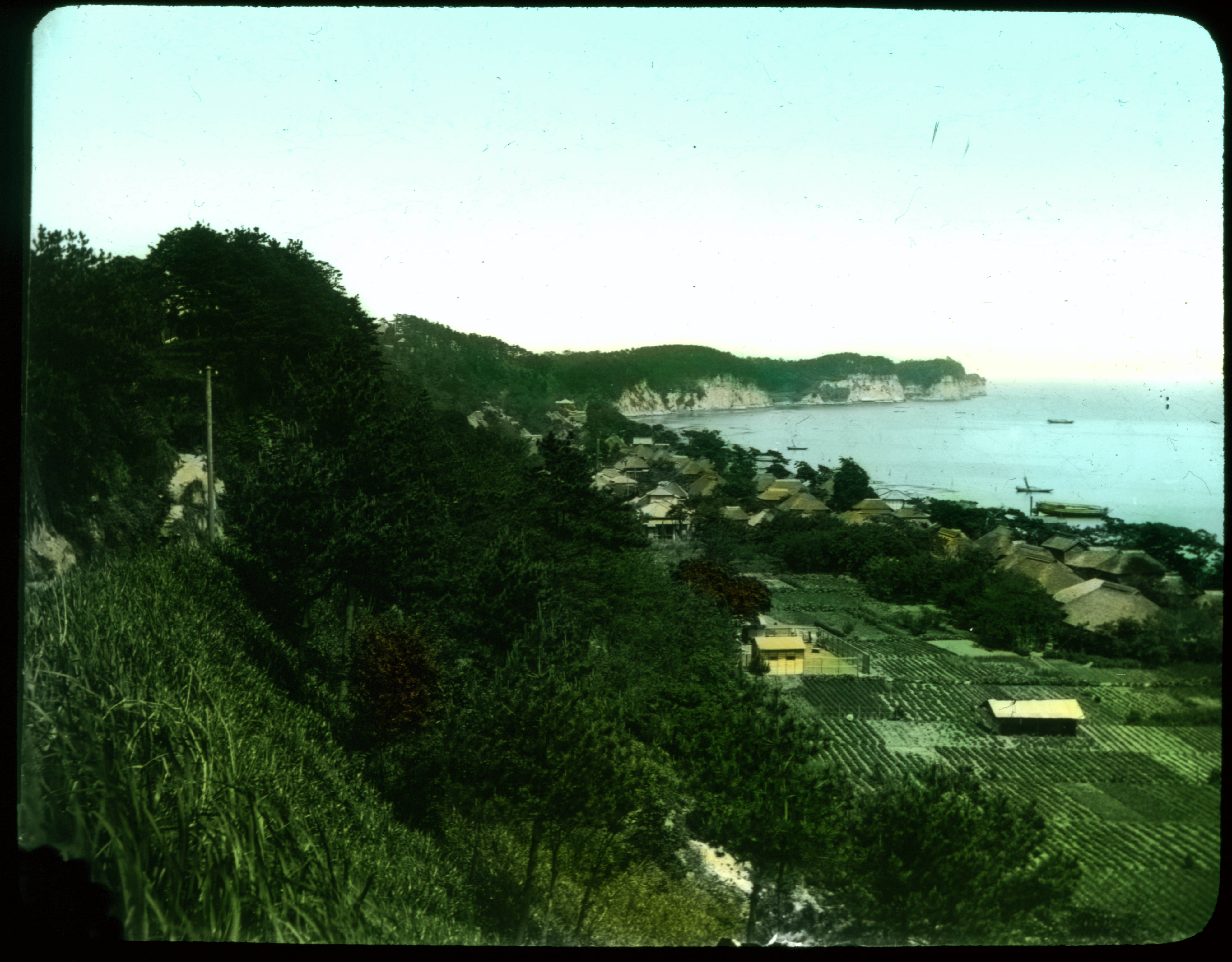
Vesnice v zátoce; pole a kopce v popředí
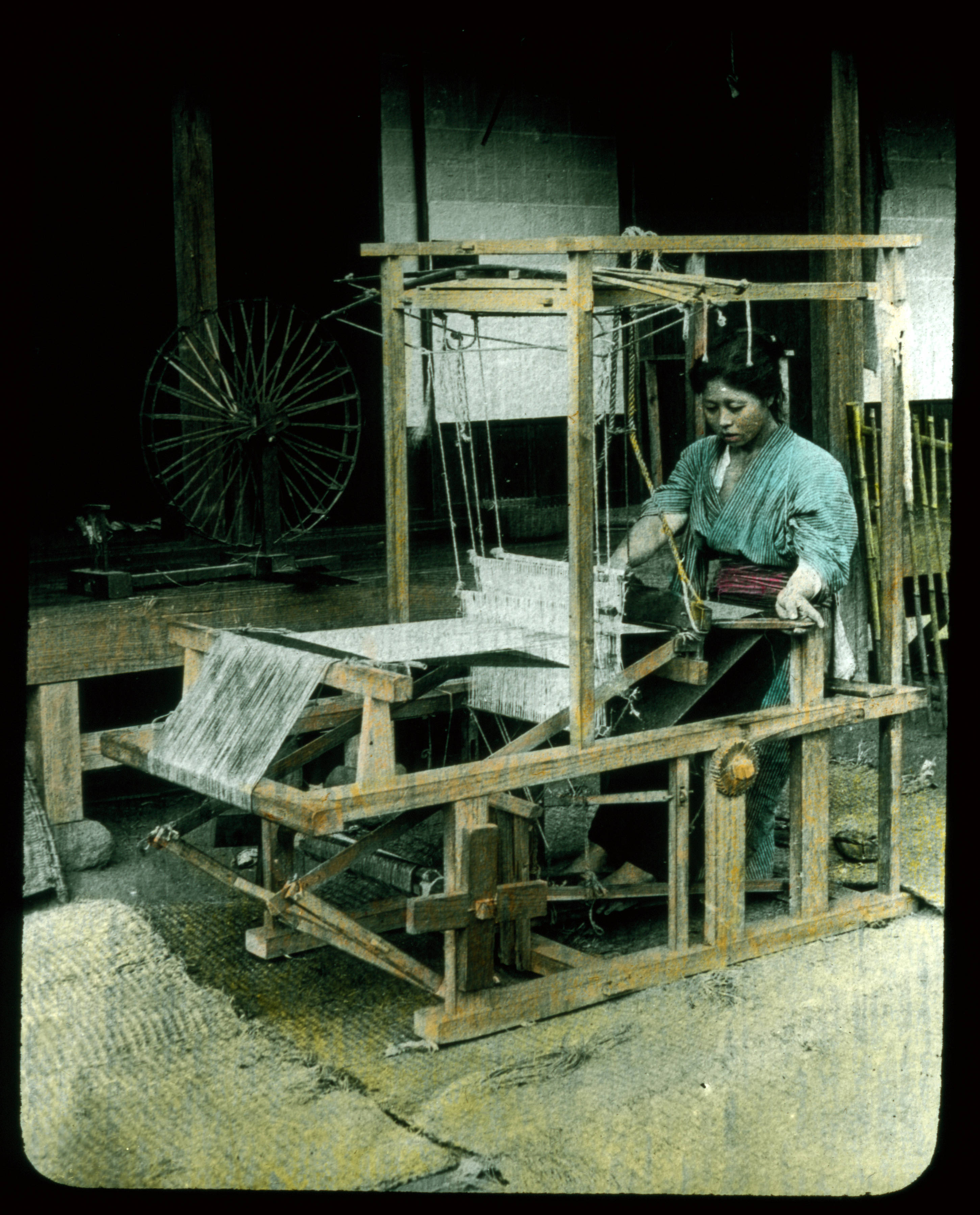
Tkaní hedvábí na ručním stavu
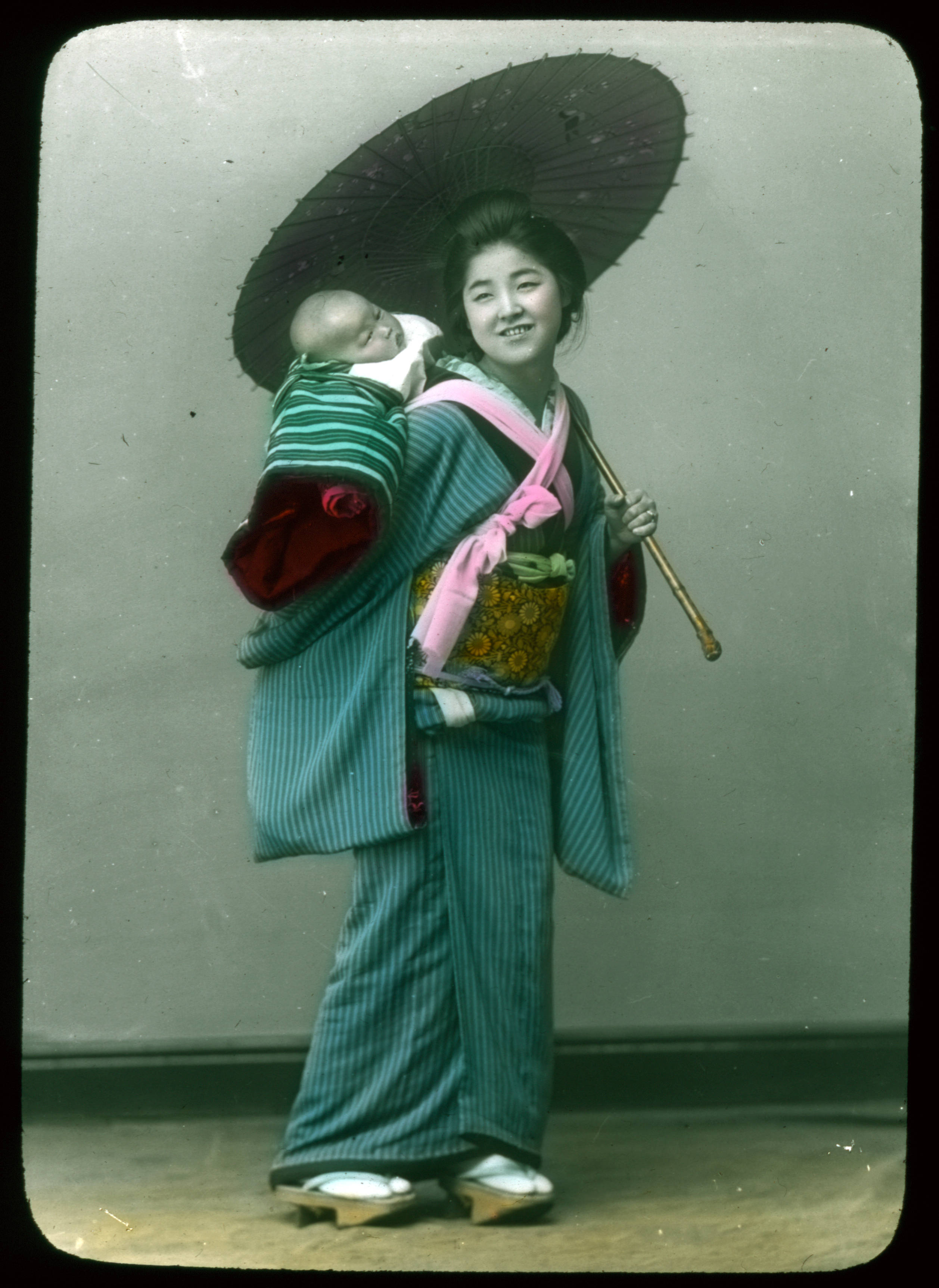
Žena v tradičním kroji drží otevřený slunečník a zároveň nese své dítě na zádech
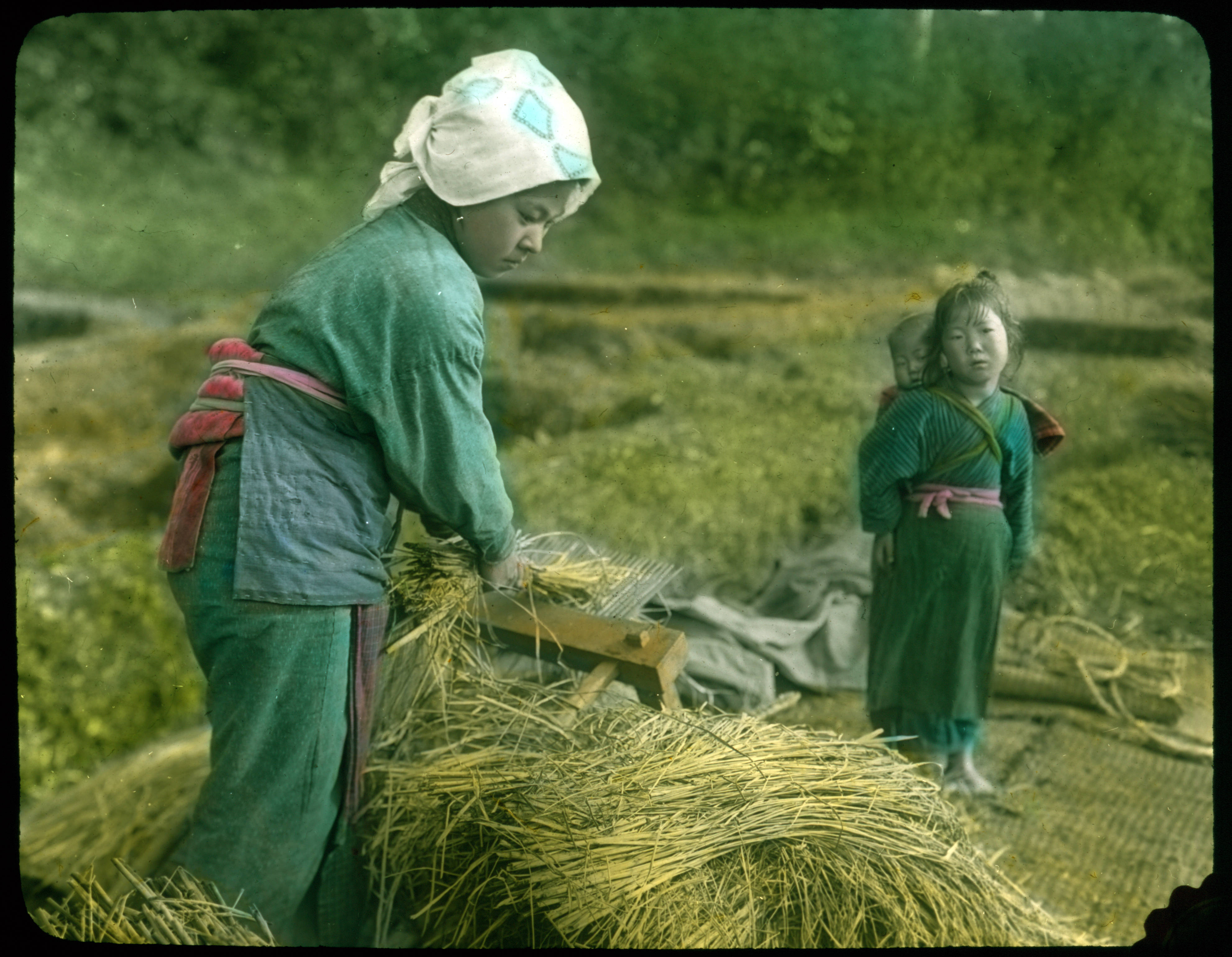
Žena odděluje rýži od plev ocelovým hřebenem
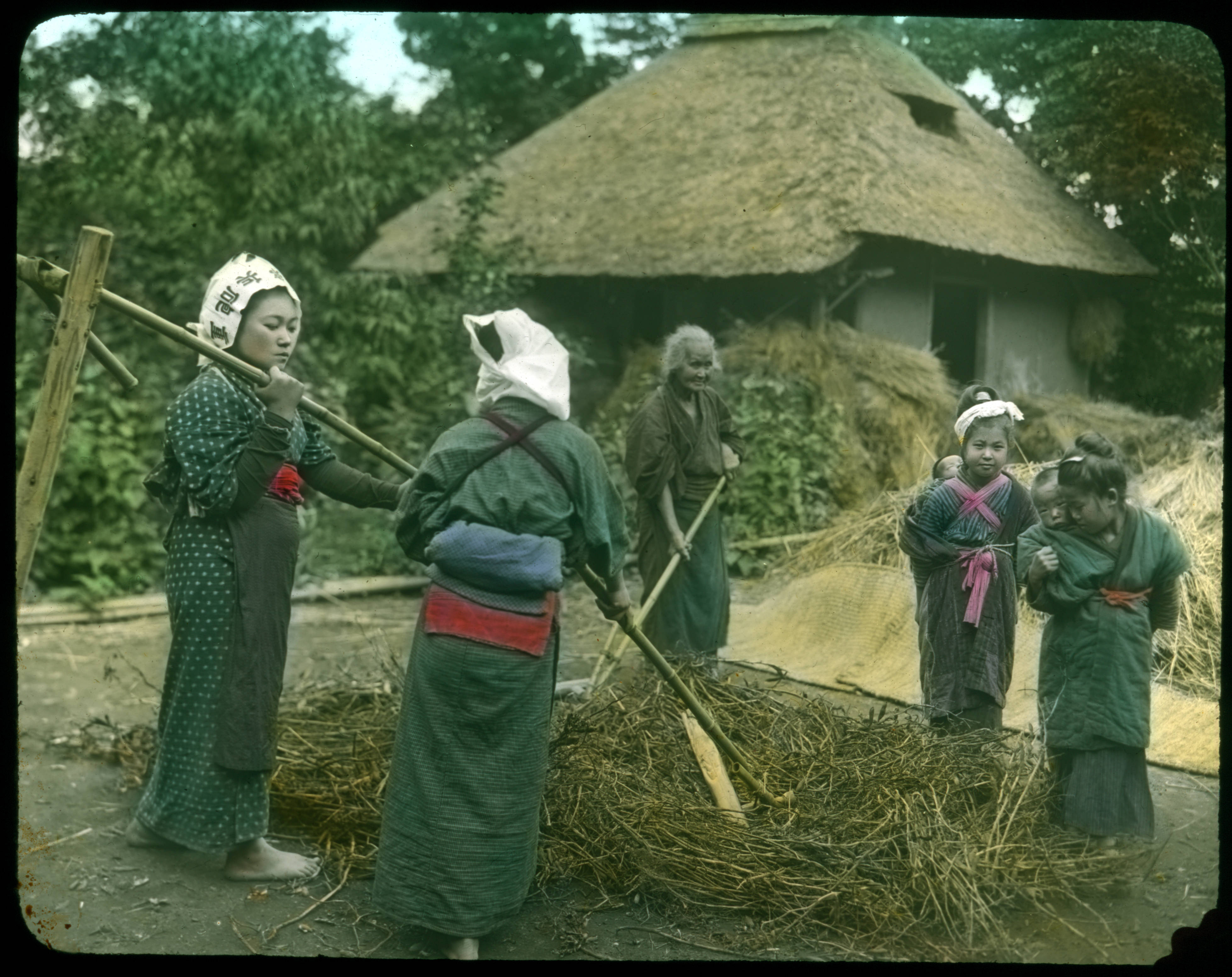
Ženy pracují a zároveň hlídají děti
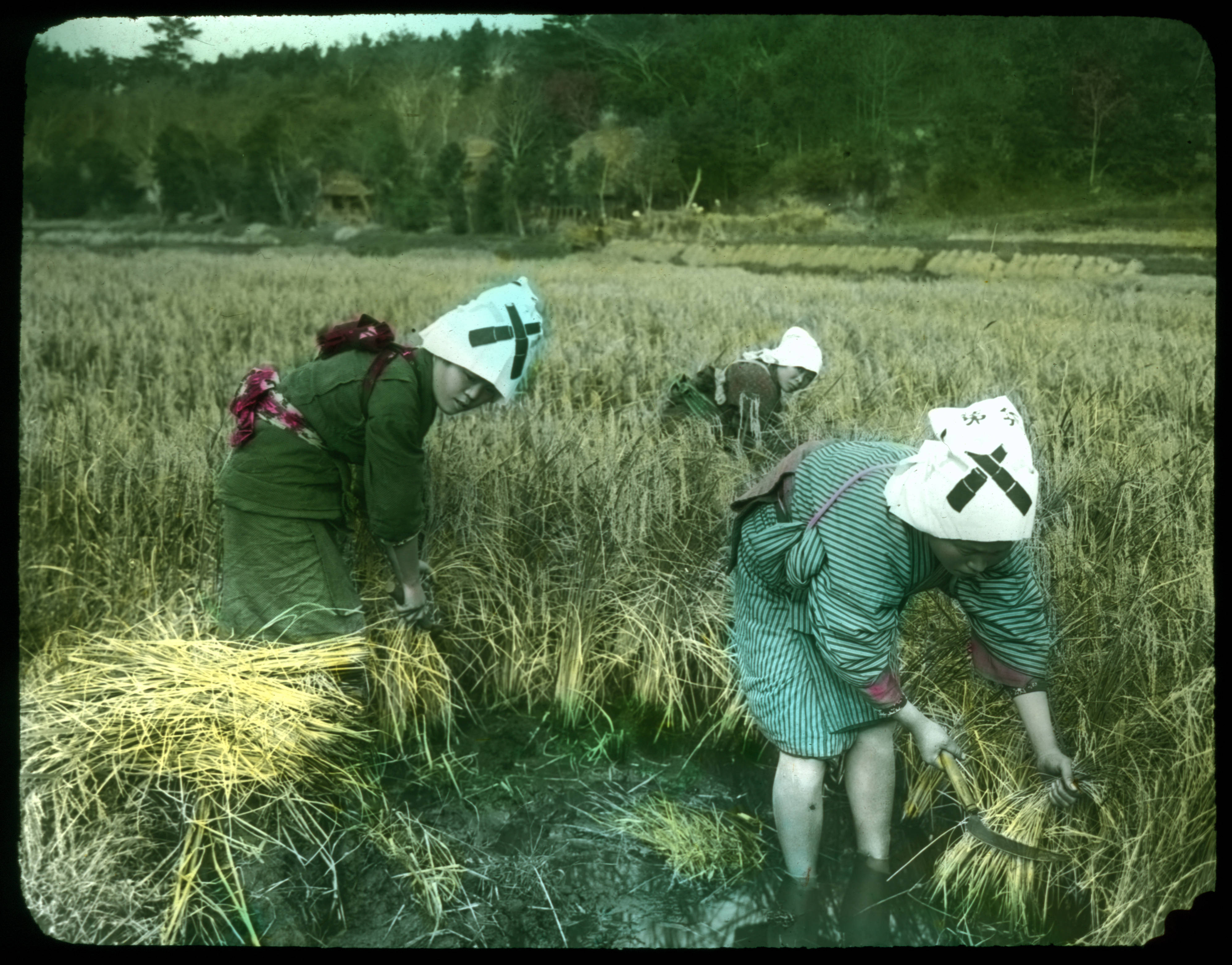
Ženy sklízejí rýži
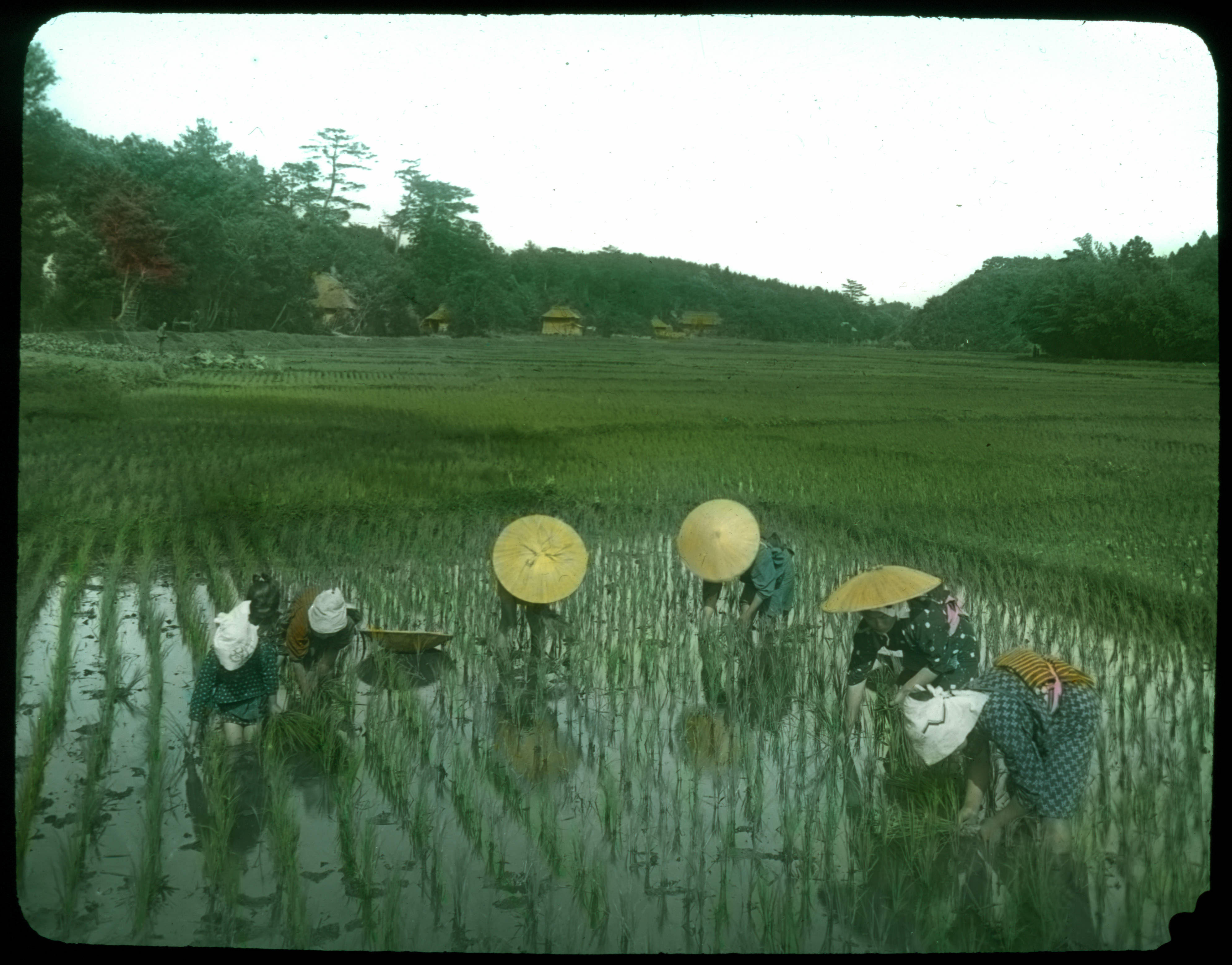
Ženy sázející rýži
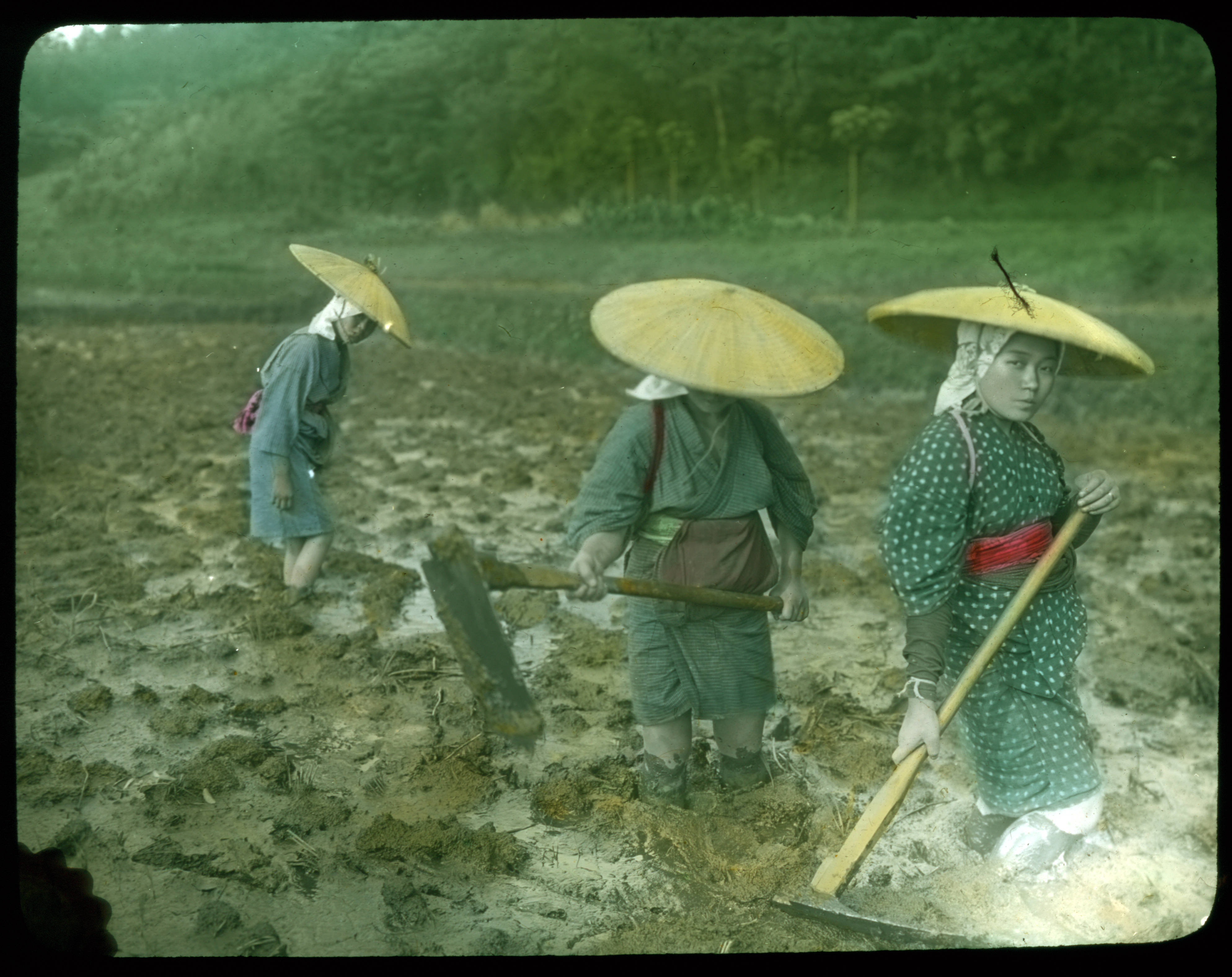
Ženy připravují rýžové pole
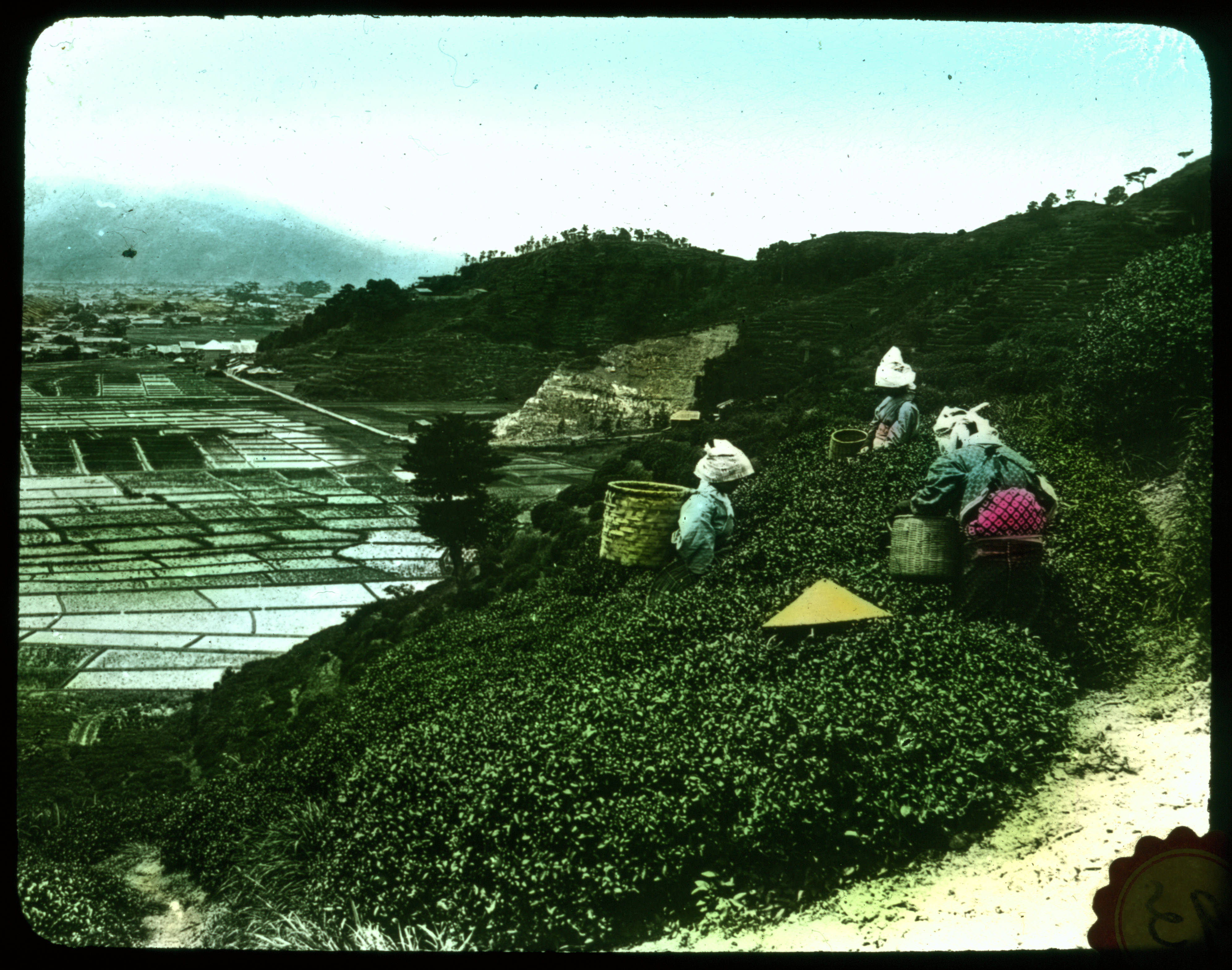
Ženy pracující na svahu; rýžová pole a vesnice pod nimi